# Glosar de istorie
Acest glosar conține termeni din domeniul istoriei, arheologiei, heraldicii, numismaticii și vexilologiei.
Multe cuvinte sunt arhaisme, care se găsesc în cronici, letopisețe și în diverse documente vechi.
Au fost omise semnificațiile care nu aparțin domeniilor menționate.
| Cuprins |
| Ab - Ad • Ae - An • Ap - Ar • As - Az • Ba - Bi • Bl - Bz • Ca - Ce • Ch - Co • Cr - Cz • Da - De • Di - Dz • Ea - Er • Es - Ez • F • G • H • Ia - In • Io - Iz • J • K • L • M • N • O • P • Q • R • Sa - Se • Sf - So • Sp - Sz • T • U • V • Y • Z |
| Vezi și • Legături externe |

## A

### Ab - Ad

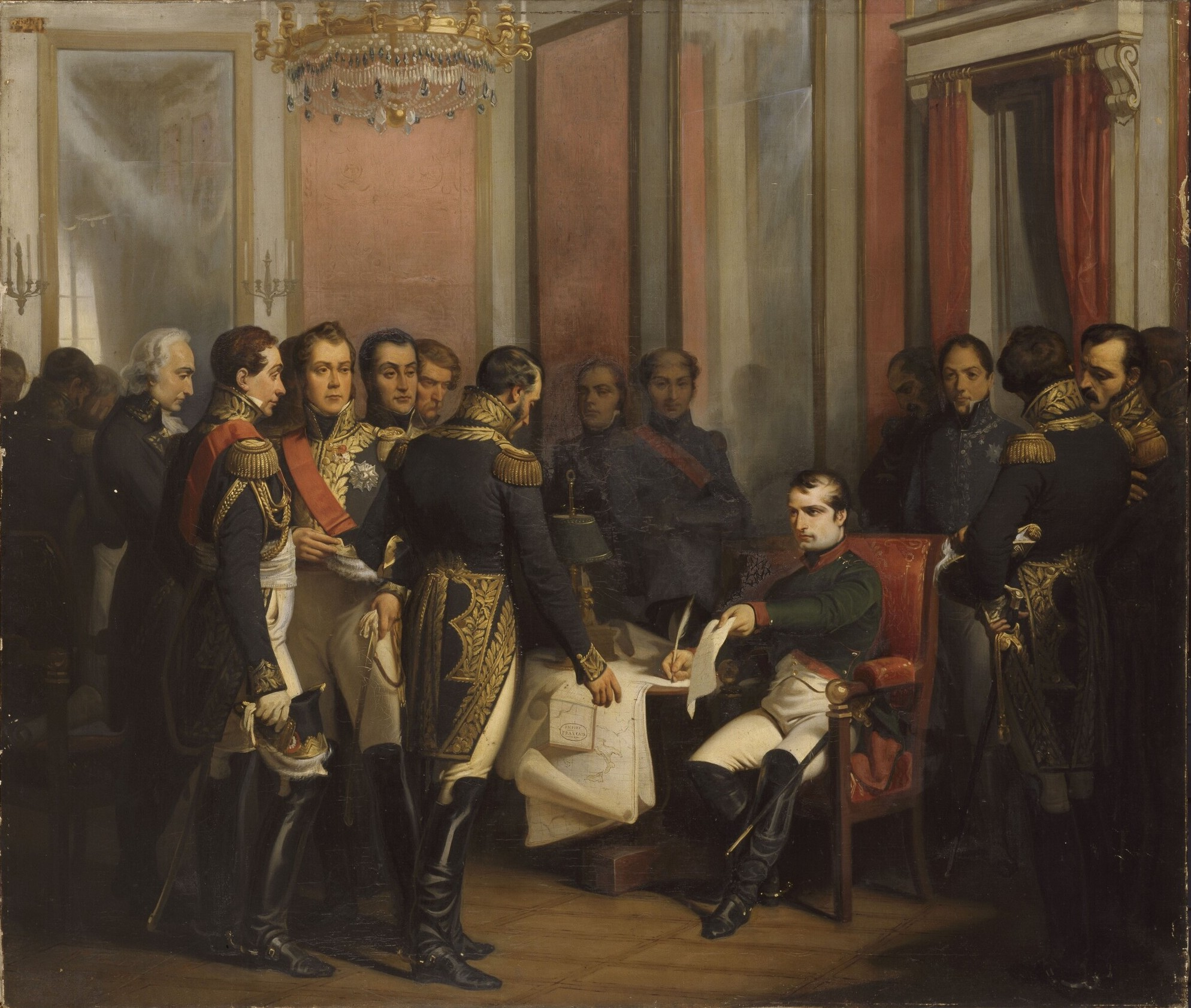
Abdicarea lui Napoleon (6 aprilie 1814)

- abate

- conducătorul unei mănăstiri catolice;
- titlu onorific acordat unui preot catolic.
- abație - mănăstire catolică mare condusă de un abate.
- abdicare - renunțarea la tron, voluntar sau constrâns.
- abjurare - renegarea publică a unei credințe, doctrine (vezi și apostazie).
- abolire - desființarea, printr-un act al puterii de stat, a unor instituții, stări sau acte normative (exemple: abolirea sclaviei (vezi aboliționism), abolirea monarhiei, abolirea pedepsei cu moartea în România în anul 1990).
- aboliționism - mișcarea politică în favoarea desființării sclaviei negrilor.
- abolla - manta militară la romani, confecționată din lână groasă, mantaua filozofului.
- aborigen (vezi și băștinaș)

- originar din regiunea, țara în care trăiește;
- persoană care face parte din populația primitivă a unei țări.
- acheulean - cultură din paleoliticul inferior, caracterizată prin perfecționarea tehnicii de cioplire a silexului.
- achingiu - soldat otoman care lupta într-o unitate de cavalerie ușoară și care trăia din prada de război (vezi și hânsari).

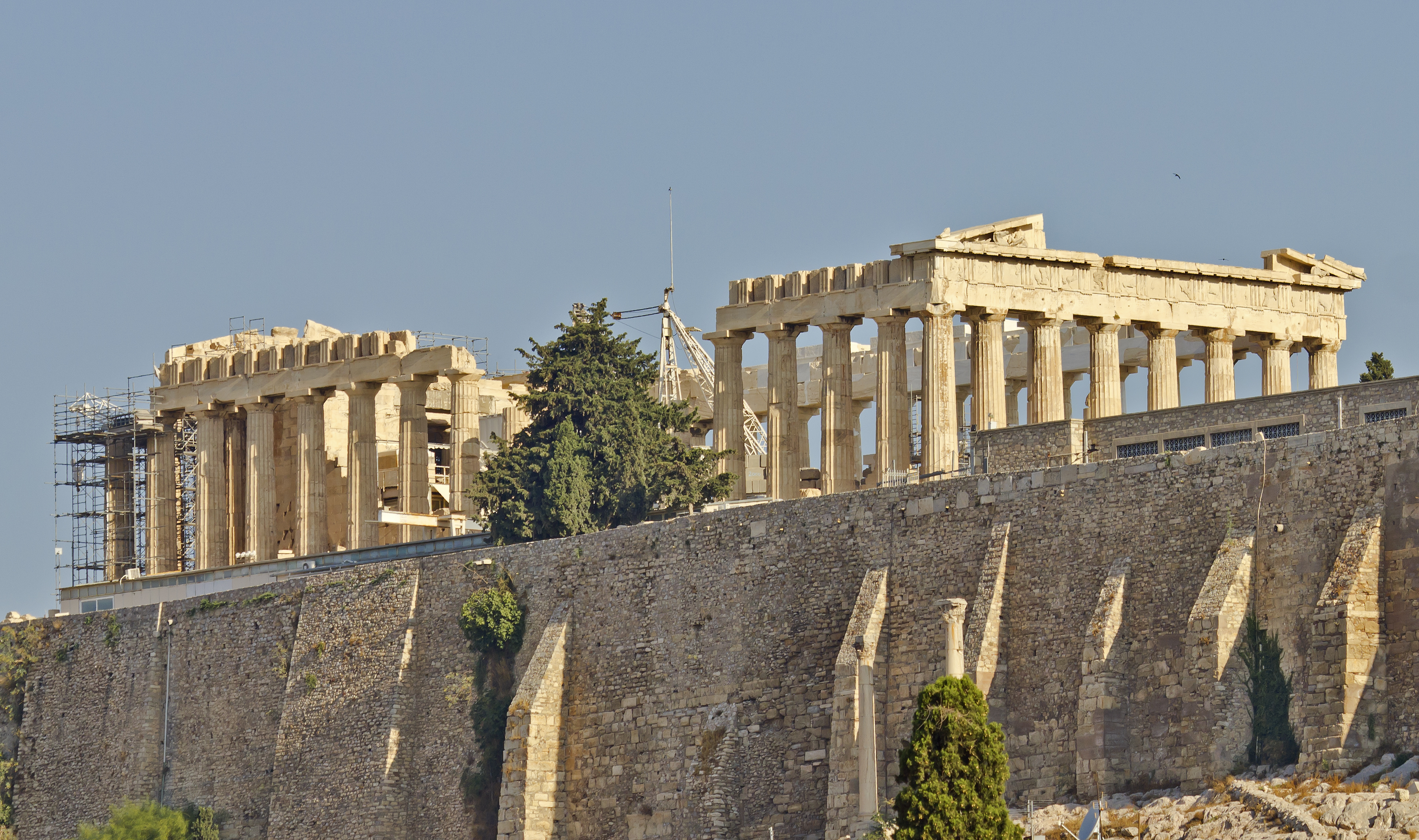
Acropola din Atena

- acoladă - (în Evul Mediu) moment din ceremonialul de învestire a unui cavaler constând într-o îmbrățișare și o lovitură ușoară pe umăr, dată celui învestit cu latul spadei.
- acolat - (în heraldică, despre scuturi) care este înclinat unul spre celălalt.
- Acordul de procentaj - înțelegere încheiată în 1944, la Moscova, între Stalin și Winston Churchill, care prevedea împărțirea Europei de sud-est în sfere de influență.
- Acordul Sykes–Picot - înțelegere secretă, în timpul Primului Război Mondial, între guvernele Angliei și Franței, cu aprobarea Imperiului Rus, care venea să definească sferele de influență și control asupra Imperiul Otoman.
- acrolit - statuie ale cărei extremități sunt făcute din piatră sau din marmură, iar corpul din alte materiale.
- acropolă - partea fortificată a unui oraș din Grecia antică, așezată la înălțime și adăpostind principalele edificii publice.
- acta

- colecție de documente, registre privitoare la o anumită persoană, instituție sau problemă;
- (în Imperiul Roman, mai ales în forma acta diurna) documente oficiale care conțineau deciziile, dispozițiile Senatului, magistraților sau împăratului; erau afișate în mai multe exemplare, fiind cea mai veche formă de ziar.
- activism - tactică adoptată de Partidul Național Român din Transilvania, în scopul recunoașterii drepturilor naționale ale românilor din această regiune aflată sub dominație austro-ungară.
- actuar:

- ofițer al armatei romane însărcinat cu aprovizionarea și distribuția hranei, precum și cu înregistrarea operațiilor militare;
- scrib care redacta procesele-verbale ale discursurilor pronunțate în Senatul roman sau în adunările politice.
- actuarius - (în Imperiul Roman) subofițer (sau libert) cu funcții contabilicești, privind inventarele și aprovizionarea unei unități militare.
- Actul de navigație - lege votată de Parlamentul Regatului Unit în 1651, prin care se permitea intrarea în Anglia a mărfurilor coloniale numai pe vase engleze sau aparținând țărilor de unde provenea marfa.
- Acțiunea Vama - vezi Operațiunea Trandafirul.
- aculturație - asimilarea de către o grupare sau un popor a elementelor unei culturi străine, renunțând parțial sau total la cea proprie.
- adăoșag - (în Țările Române) impozit suplimentar perceput în epoca fanariotă, care se adăuga la vădrărit, pogonărit și văcărit.
- administrație - totalitatea serviciilor publice însărcinate cu aplicarea legilor și a deciziilor guvernamentale.
- adstrat - totalitatea elementelor străine care pătrund într-o limbă după constituirea acesteia.
- aditon, uneori adyton - (în Grecia antică) încăpere secretă a unui templu grecesc, rezervată îndeosebi unor funcții religioase.
- adunare ad-hoc - (sau divan ad-hoc) una din adunările speciale, reprezentative și consultative, care s-au întrunit în 1857 la Iași și București, și au cerut unirea Țărilor Române sub un principe străin.
- adunarea norodului - nume sub care este cunoscută oastea lui Tudor Vladimirescu în Revoluția de la 1821 și care avea și rol legislativ.
- Adunarea stărilor - instituție care cuprindea pe reprezentanții tuturor claselor și categoriilor sociale privilegiate și care avea atribuții politice, juridice, militare, administrative și fiscale.
- adunarea țării - instituție politică alcătuită din reprezentanții stărilor sociale libere, cu atribuții politice, administrative și fiscale.
- Adunare obștească - organ de conducere în Transilvania medievală, format din nobili și clerici, care rezolva probleme judecătorești, de stabilire a vămilor, de reglementare a raporturilor dintre biserică și nobilime etc.

### Ae - An

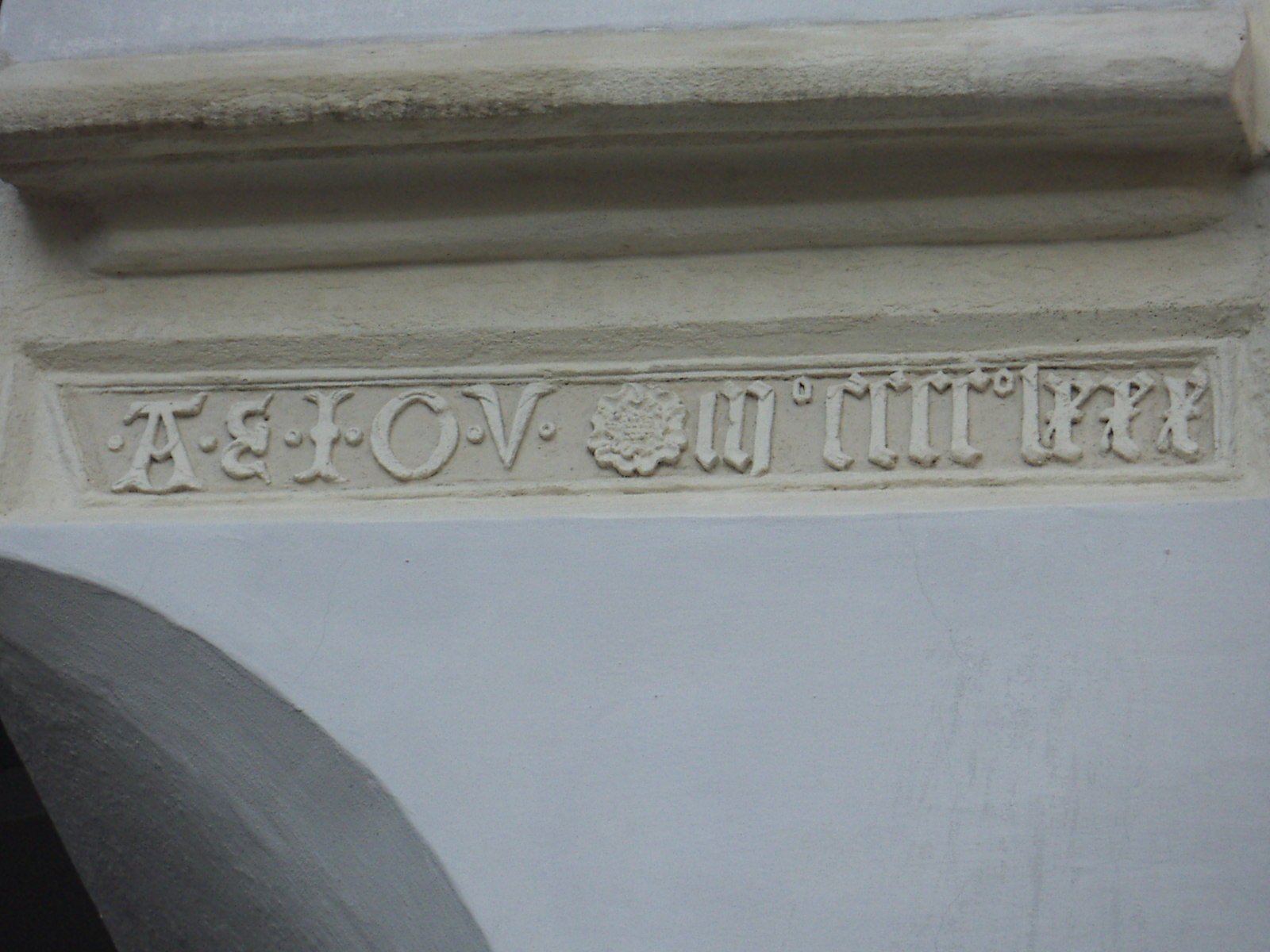
A.E.I.O.U. Inscripție pe Steiner Tor din Krems (Austria)

- aed - poet epic din Grecia antică ce cânta sau recita propriile versuri, cu acompaniament de liră.
- A.E.I.O.U. sau AEIOU - monograma devizei utilizate de împărații din Casa de Habsburg.
- aerarium - tezaur public la romani, păstrat în templul lui Saturn și administrat de senat.
- aes grave - în Roma Antică, discuri de bronz sau de aramă, care cântăreau o livră romană (cca 324 g) și valorau 1 as.
- aes rude sau aes infectum - bucată de metal (de aramă) brut, neprelucrat, folosită drept mijloc de plată, în Roma Antică.
- Afacerea Dreyfus - scandal din perioada celei de a Treia Republici Franceze, legat de acuzația de trădare îndreptată împotriva lui Alfred Dreyfus și care ulterior s-a dovedit nedreaptă.
- Afrika Korps - forță expediționară a Germaniei naziste din Africa, constituită în sprijinul trupelor italiene în cel de-Al Doilea Război Mondial.
- agă:

- titlu acordat unor comandanți de oaste din Imperiul Otoman;
- titlu acordat în Țările Române comandantului pazei unui oraș.
- ager publicus - (în Roma Antică) fond funciar de stat format în urma confiscărilor de la populația subjugată.
- agger:

- taluz de pământ, pietre sau arbori ridicat în scop de apărare a orașelor, castrelor, taberelor militare romane;
- terasament constituind drumul de strajă adosat zidului de incintă al castrelor romane de piatră;
- terasă de pământ, lemn sau alte materiale, ridicată la baza zidurilor asediate pentru amplasarea mașinilor de luptă.
- agie - (în Țările Române) organ administrativ din secolele XVIII - XIX, însărcinat cu menținerea ordinii publice.
- agnomen - supranume primită de un roman în urma unor fapte deosebite; supranume.
- agoge⁠(d) - sistemul de învățământ militar pentru băieți al Spartei.
- agonale - întreceri atletice la vechii greci.
- agonotet - persoană care conducea întrecerile atletice în Grecia antică.

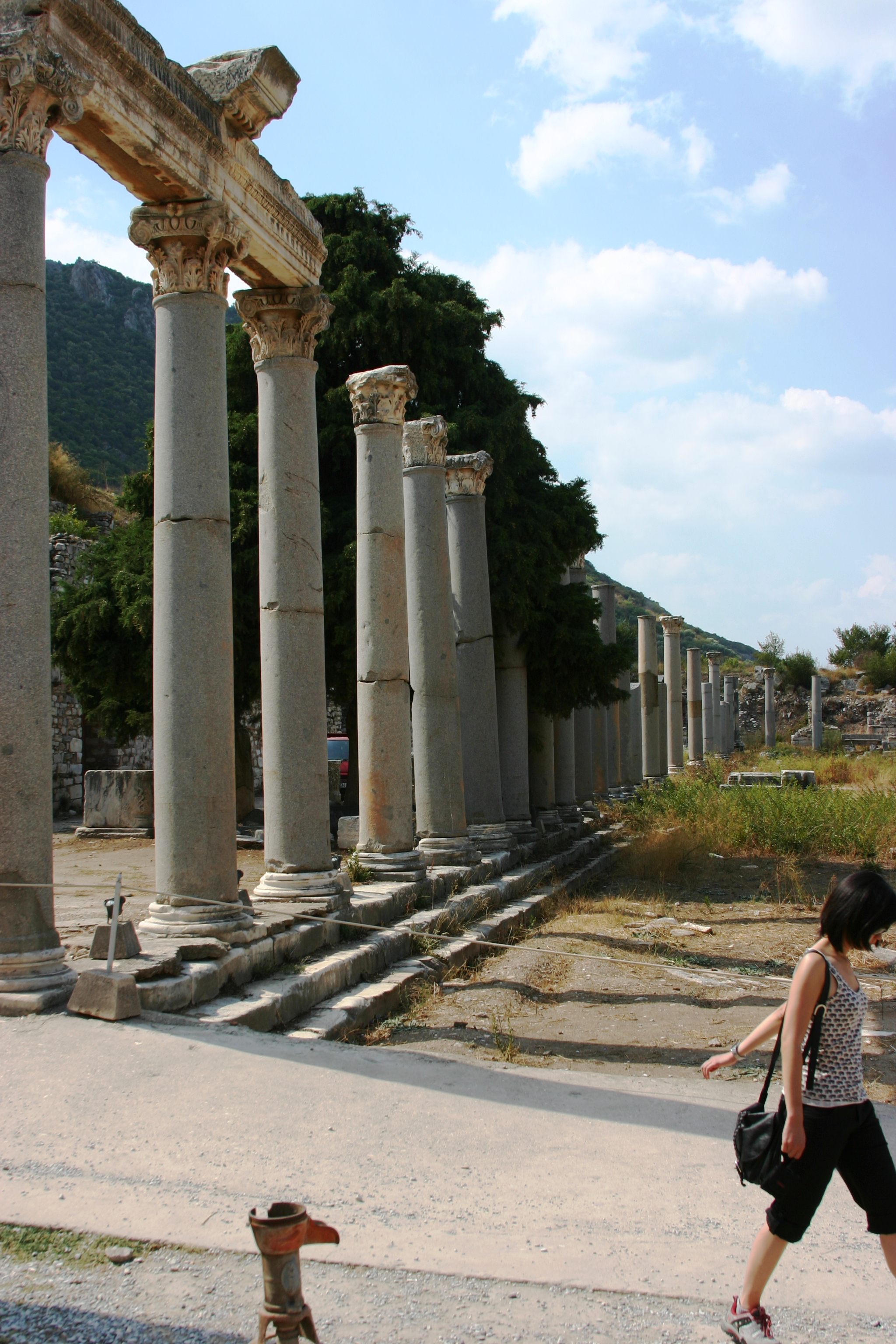
Agora din Efes

- agora

- piață publică într-un oraș al Greciei antice în care se țineau adunările publice.
- adunare a poporului care se ținea în această piață.
- agoranom - (în Grecia antică) magistrat însărcinat cu controlul pieței, al activității economice a orașului.
- agriologie - disciplină care se ocupă cu studiul obiceiurilor omului primitiv.
- ahei:

- populație indo-europeană așezată în Peloponez, unde a dat naștere civilizației miceniene; locuitori antici ai Ahaiei;
- una dintre cele patru ramuri ale vechilor greci;
- denumire a vechilor triburi grecești în textele lui Homer.
- aisimneți - (în Grecia antică) denumire dată căpeteniilor alese în momentele de criză, care primeau puteri depline în cetate pentru a da legi și a înfăptui reformele necesare.
- ajutorniță - taxă din secolul al XVIII-lea, plătită de posesorii de vite din Principatele Române.
- akcea (din turcă akçe; vezi: aspru) - monedă otomană.
- akinakes - spadă scurtă sau pumnal folosit de sciți, perși sau sarmați.
- alai - suită formată din căpetenii de oști și demnitari, care însoțea sau întâmpina un domnitor.
- alar:

- (în Roma antică) care făcea parte din flancurile unei armate; vezi și ală;
- (la plural) trupe de cavalerie care asigurau flancurile.
- álă - unitate romană de cavalerie (formată din trupe auxiliare); vezi și alar.
- albgardist - combatant împotriva bolșevismului în timpul Războiului Civil din Rusia (1918-1920).
- albinărit - dijmă a apicultorilor din Principatele Române.
- Albion - denumire dată în Antichitate Angliei.
- alcarazas - vas poros de argilă din tradiția spaniolă, în care lichidul pe care îl conține se răcește datorită evaporării prin pereții lui.
- alcazar - palat fortificat, foarte ornamentat, de origine maură, construit în Evul Mediu în principalele orașe spaniole.
- Al Doilea Război Mondial - conflict armat, la scară mondială, care a durat de la 1 septembrie 1939 până la 2 septembrie 1945. Schematic, acest conflict a opus Aliații și Axa.
- alejanță - obligație de fidelitate față de un suveran, de o națiune.
- alem:

- semiluna sau steaua din vârful minaretului unei moschei;
- steag turcesc, primit de domnii români cu ocazia învestirii, ca simbol al suzeranității.
- alexandrin - care ține de civilizația elenistică din Alexandria sau de epoca elenistică.
- Alianța celor trei împărați - alianță politică cu caracter defensiv între Alexandru II al Rusiei, Franz Joseph I al Austro-Ungariei și Wilhelm I al Germaniei.
- alișpan - (în trecut) funcționar administrativ în Transilvania, corespunzând subprefectului.
- almee - cântăreață și dansatoare care anima în trecut în Egipt (și în general în Orient) petrecerile personalităților.
- alobrogi - popor războinic galic, din Antichitate, trăitor între râul Isère, Ron și Alpii de Nord.
- alodiu - (în vestul Europei, în feudalismul timpuriu) proprietate funciară scutită de orice obligații vasalice (spre deosebire de feudă) și transmisibilă urmașilor.
- alogen - de origine străină, venit din altă parte.
- alteță - titlu acordat principilor și principeselor dintr-o casă domnitoare.
- Amenințarea roșie - vezi Panica roșie.
- amficțion - membru al unei amficționii.
- amficționie - uniune de triburi sau asociație de orașe-state în Grecia antică, grupate în jurul unui sanctuar comun, unde se află tezaurul, având ca scop apărarea intereselor comune și a rezolvării diferendelor survenite între ele.
- amfipteră - (în heraldică) figură reprezentând un șarpe sau un dragon înaripat.
- amforoidion - (în Antichitate) vas mic în formă de amforă, dar cu fundul plat
- amforă:

- vas de formă ovoidală sau sferică, în care, în Antichitate, se păstrau anumite alimente;
- veche unitate de măsură pentru lichide care corespundea, în perioada romană, cu cea 26 de litri.
- amira - emir, principe, guvernator oriental.
- amnistie - act al puterii de stat prin care se înlătură răspunderea penală pentru o infracțiune.
- anacronism

- eroare de cronologie; fixare a unui eveniment la altă dată decât cea reală;
- trăsătură care nu corespunde spiritului timpului; idee, comportare învechită.
- anaforà - raport scris adresat domnitorului de către un mare dregător; proclamație a domnitorului.
- anaglifă - sculptură în relief sau în basorelief.
- anagnost - sclav în Roma antică însărcinat să facă lectura în timpul mesei sau băii stăpânului.
- anale - scriere istorică în care evenimentele sunt înregistrate an de an.

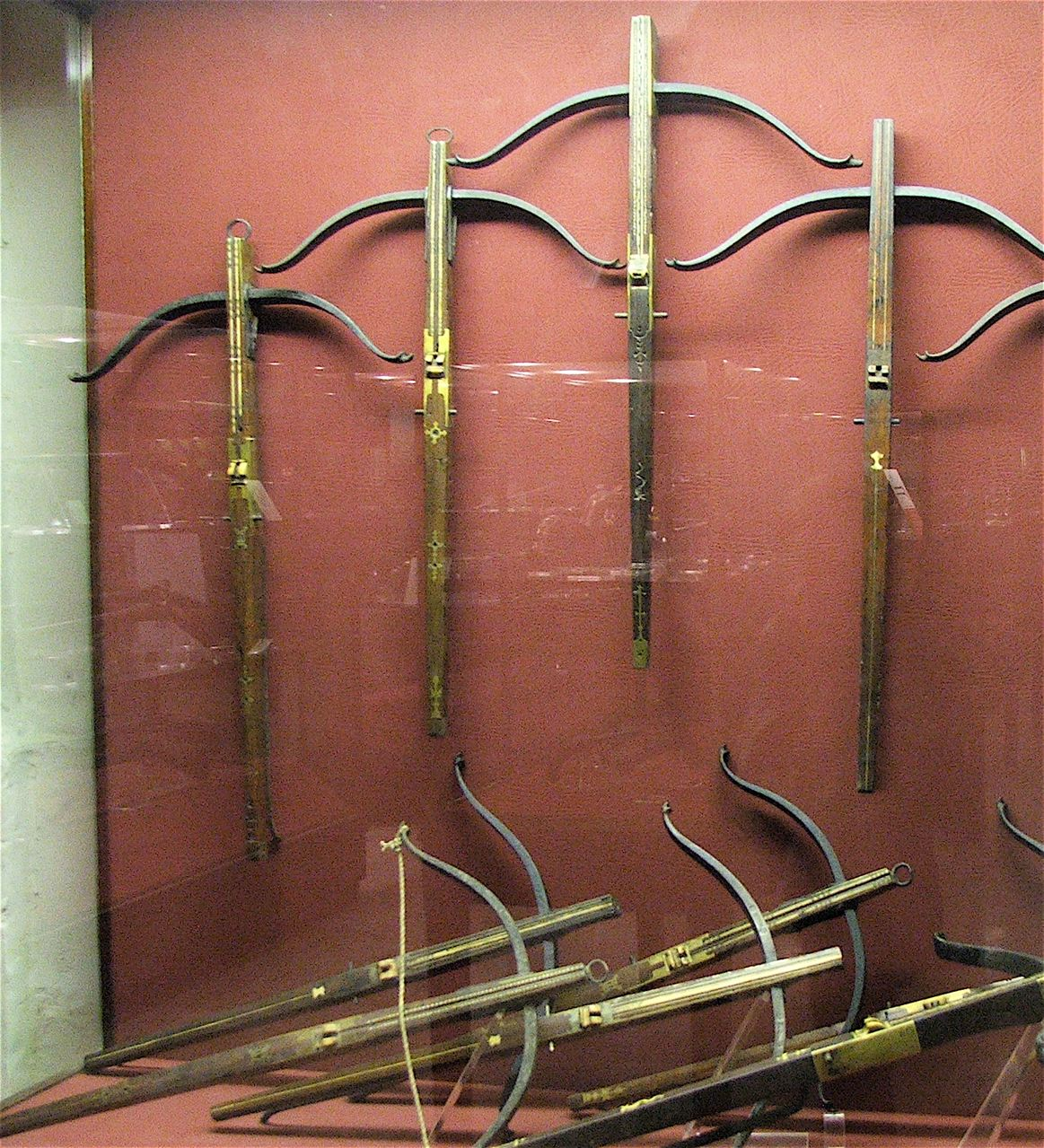
Arbalete tipice cavalerilor de Malta

- anarghirie - (în epoca fanariotă) acceptarea cuiva de a se recunoaște dator pentru o sumă pe care nu a primit-o sau a primit-o parțial.
- anarhism - mișcare ideologică din secolul al XIX-lea, care susține ideea suprimării oricărei autorități guvernamentale, administrative, religioase în numele libertății individuale.
- ancestral - care provine din timpuri străvechi.
- andabat - (în Roma antică) gladiator a cărui cască nu avea deschizături pentru ochi, fiind astfel obligat să lupte orbește.
- andart - haiduc grec din Peninsula Balcanică; partizan în luptele de eliberare a Greciei de sub dominația otomană.
- anepigraf - (despre un monument) fără nicio inscripție.
- angaríi - denumirea obligațiilor în muncă impuse țărănimii în Țările Române.
- angusticlavă - fâșie îngustă de purpură cu care era tivită toga romană; togă tivită cu asemenea fâșie.
- anistoric - care neagă istorismul, succesiunea evenimentelor și realităților; situat în afara realității istorice.
- anluminură - ansamblul ornamentelor din metale prețioase de pe manuscrisele medievale.
- annona:

- (în Roma antică) serviciu de aprovizionare cu produse agricole, creat de Augustus pentru aprovizionarea orașelor, a provinciilor și a armatei;
- totalitatea cotelor (de hrană) distribuite periodic populației Romei;
- impozit cunoscut și sub denumirea de annone militaris, perceput în natură sau în bani, în principal de la populația rurală;
-  (în Imperiul Bizantin) rație de hrană a soldaților.
- Anonymus - notarul anonim al regelui Béla al III-lea al Ungariei (1173-1196), autor al cronicii maghiare Gesta Hungarorum , în română: „Faptele Ungurilor”. Paul Lazăr Tonciulescu, autorul celei mai recente traduceri în limba română a Cronicii Notarului Anonymus, Faptele Ungurilor, susține că autorul Cronicii ar fi notarul regelui Béla I (1061 - 1063).
- Anschluss - termen care desemnează anexarea Austriei de către Germania nazistă la 12 martie 1938.
- Antanta - alianță anglo-franco-ruso-etc. înființată în timpul Primului Război Mondial împotriva Puterilor Centrale; altă denumire: Tripla Înțelegere.
- Antanta anglo-rusă - pact încheiat în 1907 între Anglia și Rusia, prin care acestea își reglementau sferele de influență în Orientul Mijlociu.
- Antanta Cordială - pact anglo-francez încheiat la 8 aprilie 1904, care a pus capăt mai multor dispute coloniale, în special în nordul Africii.
- anteriu - haină boierească lungă, pe care o purtau în trecut boierii români și care se îmbrăca peste cămașă, se încingea cu un brâu și peste care se punea giubeaua (vezi și caftan).
- Antichitate - epocă din istoria lumii începând cu primele documente scrise (mileniul al III-lea î.Hr.) până la 476 d.Hr. (căderea Imperiului Roman de Apus).
- Antichitatea clasică - perioadă din istoria occidentală, cuprinsă între anii 800 î.Hr. și 330 d.Hr, civilizația greco-romană, în general mediteraneeană; altă denumire: epoca clasică.
- Anticomintern (Pactul ~) - alianță militară încheiată în 1936 între Germania nazistă și Japonia.
- antipapă - uzurpator al papalității, care își exercită ilegal autoritatea de papă.
- antipat - proconsul (care avea și funcție de judecător).
- antiunionist - (persoană) care este împotriva unirii a două țări, a două provincii sau religii; (persoană) care era împotriva unirii Principatelor Române.
- antropogeneză - procesul apariției și dezvoltării omului, a speciei umane; antropogenie.
- antropogonie - studiu asupra originii umanității.
- antropologie - știință care studiază originea, evoluția și diversele tipuri fizice ale omului și raselor umane.
- antrustion -  la franci și la merovingieni, un om liber, care jurase fidelitate regelui și îl însoțea în campaniile războinice.

### Ap - Ar
- apanaj - (în Evul Mediu) domeniu feudal acordat de suverani pentru întreținerea membrilor familei regale.
- aparatcic - funcționar al unei instituții, organizații din fosta URSS, aflat la un post de conducere.
- aparitor:

- (în Antichitatea romană) nume generic dat slujbașilor publici (lictori, scribi, secretari, crainici etc.) care însoțeau pe magistrații romani, pe preoți, ca și pe împărat; persoană care purta acest nume;
- (în Evul Mediu) mic slujbaș (aprod, pedel) la unele instituții (judecătorii, universități etc).
- apeduct roman - ansamblu de canale artificiale, uneori suspendate pe arcade înalte, lungi de mai mulți kilometri, care transportau apa în oraș.
- apella - adunarea poporului în Sparta, din care făceau parte toți cetățenii cu drepturi depline trecuți de 30 de ani, care hotăra pacea și războiul și care desemna, prin aclamații, eforii, membrii gerusiei și pe cei doi regi.
- apex - (în Roma antică) bonetă a flaminilor.
- apocrif - atribuit în mod fals unui autor, neautentic.
- apocrisiar - (în Imperiul Bizantin și în Imperiul Otoman) persoană însărcinată cu transcrierea în provincii a răspunsurilor și a edictelor emise de împărat sau de sultan.
- apostazie - renegare publică a unei credințe religioase, doctrine etc. (vezi și abjurare).
- apoteoză - solemnitate, festivitate prin care un erou sau un împărat era zeificat.
- Aprobate - colecție de legi votată de dieta Transilvaniei în perioada lui György Rákóczi al II-lea și care au consolidat regimul feudal în această regiune.
- aprod

- dregător al curții domnești în Țările Române;
- fiu de boier care slujea la curtea domnească;
- slujbaș care păzea sălile și introducea publicul în unele instituții.
- arbaletă - armă de aruncat săgeți sau proiectile, formată dintr-un arc montat pe un suport, acționat manual sau printr-un mecanism; altă denumire: arcubalistă.
- arbaletrier - ostaș care lupta cu arbaleta.
- arbănaș - vezi  arnăut.
- arbore genealogic - reprezentare, sub formă ramificată, a ascendenților sau descendenților unei persoane.
- arc - armă (primitivă) de aruncat săgeți, alcătuită dintr-o vargă flexibilă ușor încovoiată și o coardă prinsă de extremitățile vergii.
- arcan - funie lungă, răsucită din păr de cal, cu un laț la unul din capete, folosită ca armă de luptă sau la vânătoare.
- Arcașii lui Ștefan - organizație antisovietică din Basarabia din perioada 1945 - 1947.

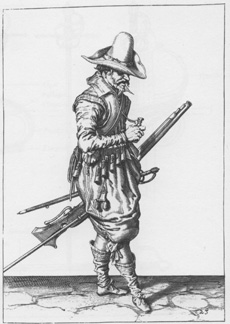
Soldat purtător de muschetă și archebuză

- archebuză - armă de foc, precursoare a muschetei, utilizată în Evul Mediu.
- arcubalistă - vezi arbaletă.
- arenar - (în Roma antică) nume dat gladiatorilor care luptau în arenă.
- arenarie - nume dat catacombelor romane, considerate greșit, în momentul descoperirii, drept cariere de nisip.
- arenă - (în Roma antică) spațiu circular așternut cu nisip, cu rumeguș etc. din mijlocul unui amfiteatru antic, unde se desfășurau reprezentațiile și luptele.
- arendaș - persoană care are în folosință o proprietate funciară și exploatează veniturile realizate de pe urma acesteia pe un anumit termen.
- areopag - consiliu și tribunal suprem în Grecia antică, cu sediul pe colina lui Ares.
- areopagit - membru al areopagului.
- arheografie - disciplină istorică ce se ocupă cu descoperirea și publicarea textelor antice.
- argat - servitor, slugă angajată (în trecut) pentru muncile agricole, creșterea vitelor sau pentru muncile din gospodăria stăpânului.
- arhaic - care aparține vremurilor străvechi, specific acestor vremuri.
- arheocivilizație - civilizație a unei societăți arhaice.
- arheofizică - știință de graniță care preconizează, pentru cercetările arheologice, folosirea metodelor și aparatelor de care face uz geofizica.
- arheografie - vezi arhivistică.
- arheologie - știință care studiază trecutul istoric al omenirii pe baza  interpretării vestigiilor (culturilor) materiale păstrate.

- arheologie industrială - ramură a arheologiei care se concentrează pe studierea și înțelegerea siturilor, structurilor și artefactelor asociate cu istoria industriei, în special cu revoluția industrială și perioadele ulterioare.

- arheometrie - disciplină de graniță între arheologie și fizică-chimie, bazată pe transformarea informației arheologice într-una cantitativă, măsurabilă.
- arhiduce - titlu dat prinților din Casa domnitoare din Austria.
- arhiepiscop - titlu onorific acordat unui episcop care conduce o eparhie importantă.
- arhistrateg - comandantul suprem al armatei în Grecia antică.
- arhivă⁠(d) - totalitatea actelor și documentelor care se referă la istoria unui popor, oraș, instituție, familie.
- arhivistică - disciplină istorică ce se ocupă cu studierea și conservarea documentelor (sinonim: arheografie).
- arhivoeconomie - ramură a arhivisticii care cercetează și stabilește condițiile optime de depozitare și de conservare a documentelor.
- arhivologie - ramură a arhivisticii care se ocupă cu studiul istoriei arhivelor și al fondurilor arhivistice.
- arhivotehnie - ramură a arhivisticii care se ocupă cu problemele științifice, juridice și practice ale selecționării, organizării și valorificării documentelor.
- arhon - titlu de politețe acordat boierilor din Țările Române în epoca fanariotă.
- arhondaric - parte a unei mănăstiri destinată găzduirii oaspeților.
- arhondologie

- istorie a nobilimii
- registru, repertoriu al familiilor nobile dintr-o țară.
- arhonte - titlu acordat magistraților în Grecia antică.
- aribal - (în Grecia antică) vas mic sferic, cu gât foarte strâmt și cu buza răsfrântă, lată, folosit mai ales la păstrarea uleiurilor parfumate.
- aristocrație:

- pătură a unei clase sociale sau a unui grup social care se bucură de privilegii;
- (în Grecia antică) formă de guvernare oligarhică în care puterea era deținută de un grup de persoane considerate superioare din punct de vedere moral și intelectual, identificate ulterior cu nobilii (prin naștere);
- (în Evul Mediu) categoria nobililor care dețin puterea în stat; boierime, nobilime.
- armadilla - formație mică de nave de luptă în fostele colonii spaniole.
- armaș - dregător domnesc (în Țările Române) cu sarcini administrative și judiciare.
- Armata Albă - forțele militare care au luptat împotriva bolșevicilor, în Războiul Civil Rus.
- Armata Noului Model - (în Anglia lui Oliver Cromwell) forțe militare ce au câștigat Războiul Civil Englez pentru Parlament și Bătălia de la Naseby.

Drapelul Armatei Roșii

- Armata Roșie - armata creată în fostul Imperiu Rus de către noua putere a bolșevicilor, în urma Revoluției din Octombrie, cu scopul combaterii Armatei Albe. În 1946, Armata Roșie a primit numele de Armata Sovietică, pe care l-a păstrat până la destrămarea Uniunii Sovietice, în decembrie 1991.
- Armata Sovietică - Vd. supra: Armata Roșie.
- armatoli - militari greci din trupe neregulate de miliție, organizate de otomani pentru a aplica autoritatea sultanului într-un district administrativ.
- armășel - soldat dintr-o unitate de artilerie comandată de marele armaș.
- arme - ansamblul semnelor heraldice proprii unei steme, unui blazon etc.
- armistițiul lui Dumnezeu (Pacea lui Dumnezeu) - (în Evul Mediu) perioadă de întrerupere, dictată de Biserică, a războaielor private sau a exercițiilor de pedeapsă.
- armoarii - arme, semne simbolice adoptate ca emblemă de o familie nobilă, de un oraș etc, blazon.
- armorial - care se referă la armoarii, la blazon, la embleme, la steme; colecție de armoarii (ca mărturie a nobleței).
- armură - (în Antichitate, Evul Mediu) îmbrăcăminte metalică pentru protecția războinicilor.

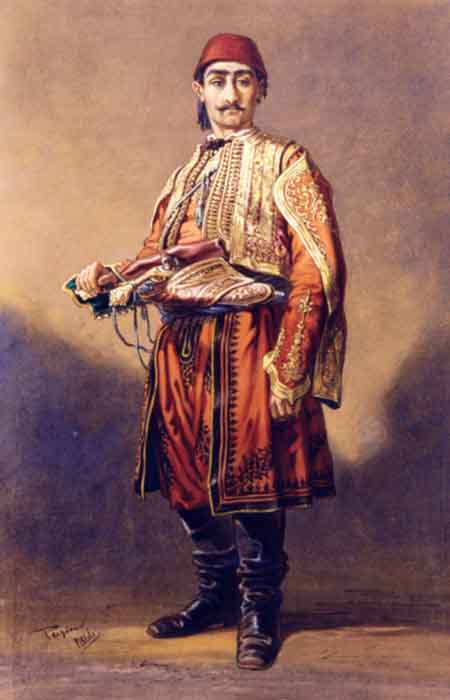
Arnăut într-o acuarelă de Amadeo Preziosi (cca. 1866)

- armurier - persoană care fabrică, repară sau vinde arme.
- arnăut - mercenar albanez aflat în garda domnească sau suita boierească.
- arșín - veche unitate rusească de lungime.
- artă rupestră - denumire dată manifestărilor artistice din preistorie, realizate pe stânci sau pe pereții peșterilor.
- artefact - denumire generică pentru obiectele realizate de oameni, care au valoare culturală sau istorică; acestea pot oferi dovezi materiale și tangibile ale vieții din diferite perioade istorice.
- artes mechanicae - concept medieval asociat unor meserii ca: agricultură, arhitectură, comerț, gătit etc.
- arz - petiție împotriva domnitorului, adresată Porții otomane.

### As - Az
- as - monedă romană de cupru sau bronz.
- asab - soldat din armata Imperiului Otoman.
- Asanizi (Asănești) - dinastie românească întemeiată la sud de Dunăre de către frații Petru și Asan în 1186.
- asasini - numele unei secte musulmane extremiste din secolele al XII-lea și al XIII-lea care săvârșea numeroase crime după ce membrii ei se drogau cu hașiș.
- asaul - persoană cu rangul de subhatman la cazacii zaporojeni.
- asediu - totalitatea operațiunilor întreprinse în jurul unei fortărețe pentru a o cuceri sau a o obliga să se predea (exemple: Asediul Leningradului, Asediul Ierusalimului).
- asignat (mai rar: asignată)

- bancnotă fiduciară emisă în timpul Revoluției franceze.
- alte asignate:
- fără nicio legătură cu Revoluția franceză, în Imperiul Rus, au fost emise, între 1760-1849, așa-numitele assignațiia;
- între 1798-1799, în Republica Romană, forțele revoluționare franceze au emis asignate, denumite în italiană: assegnati;
- în 1919, în Regatul României, după proclamarea Unirii Banatului cu România, la Timișoara au fost emise asignate cu valoarea nominală de 10 filleri;.
- în Regatul României, au fost emise asignate, pentru sprijinirea populației nevoiașe în timpul iernii, cu valoarea nominală de 100 de lei.
- asimilație (asimilare) - integrarea unui grup social sau național, însoțită de dispariția caracteristicilor proprii (limbă, tradiții), deznaționalizare.
- asiriologie - ramură a arheologiei care se ocupă cu studiul vestigiilor culturilor din spațiul mesopotamian.
- askari - soldat indigen din vechile trupe germane și italiene.
- Asociația Transilvană pentru Literatura Română și Cultura Poporului Român - (ASTRA) organizație culturală a românilor din Transilvania înființată în 1861 și care a avut un important rol cultural și politic în lupta pentru eliberarea națională a românilor transilvăneni, pentru menținerea unității naționale și pregătirea Marii Uniri din 1918.
- aspron - monedă bizantină de electrum emisă, pentru prima oară, la 1093, de împăratul Alexios I Comnen.
- aspru - monedă otomană ce a circulat și în Țările Române (vezi și: akcea, beșlic, icosar, irmilic).
- assize:

- (în Evul Mediu) adunări care reuneau pe suzeran și vasalii săi, în cadrul cărora se discutau probleme juridice, administrative etc. sau erau adoptate hotărâri; hotărâre juridică sau administrativă adoptată la astfelde adunare;
- tribunal care judeca crimele.
- astar - pânză groasă care servea drept căptușeală de haine sau pentru împodobit caii domnești.
- ASTRA - vezi Asociația Transilvană pentru Literatura Română și Cultura Poporului Român.
- așezare - (în arheologie) loc pe care se păstrează urme de locuire ale oamenilor din vechime.
- așezare militară - sistem de organizare al trupelor în Imperiul Rus în perioada 1810 – 1857, care a combinat serviciul militar cu munca în domenii productive, în special în agricultură.
- așezământ - (termen învechit) dispoziție dată de un împărat, de un domnitor etc; exemplu: așezământul organic.
- ataman - căpetenie de cazaci.
- atelier monetar roman - atelier unde erau fabricate monede romane, în Roma Antică.
- atemporal - care nu este legat de condiții determinate de timp, de un moment istoric dat.
- ateneu - templu dedicat zeiței Atena.
- atestare documentară (a unei localități) - prima menționare scrisă a acelei localități.
- atlas - culegere de hărți, grafice, planșe, desene asupra unui subiect, cu scopul de a da un ansamblu coerent.
- atriu (sau atrium) - încăperea centrală a caselor romane; în Roma primitivă atriul era o curte interioară a caselor romane.
- august - epitet acordat monarhilor sau membrilor familiilor domnitoare, preamărit, slăvit.
- augustal - preot sau ofițer atașat persoanei împăratului roman, lui Octavianus Augustus.
- aulă

- (în Imperiul Roman) curte în fața locuințelor patricienilor, în jurul căreia erau grupate dependințele;
- Sală mare de festivități într-o instituție;
- (în Evul Mediu) curte domnească sau împărătească.
- aulic - care aparține curții unui suveran, care se referă la curtea unui suveran.
- aulic, consilier ~ - titlu onorific dat înalților funcționari la curtea Habsburgilor și, ulterior, profesorilor universitari (în Austria).
- aulic, consiliu ~ - tribunalul suprem în vechiul imperiu germanic.

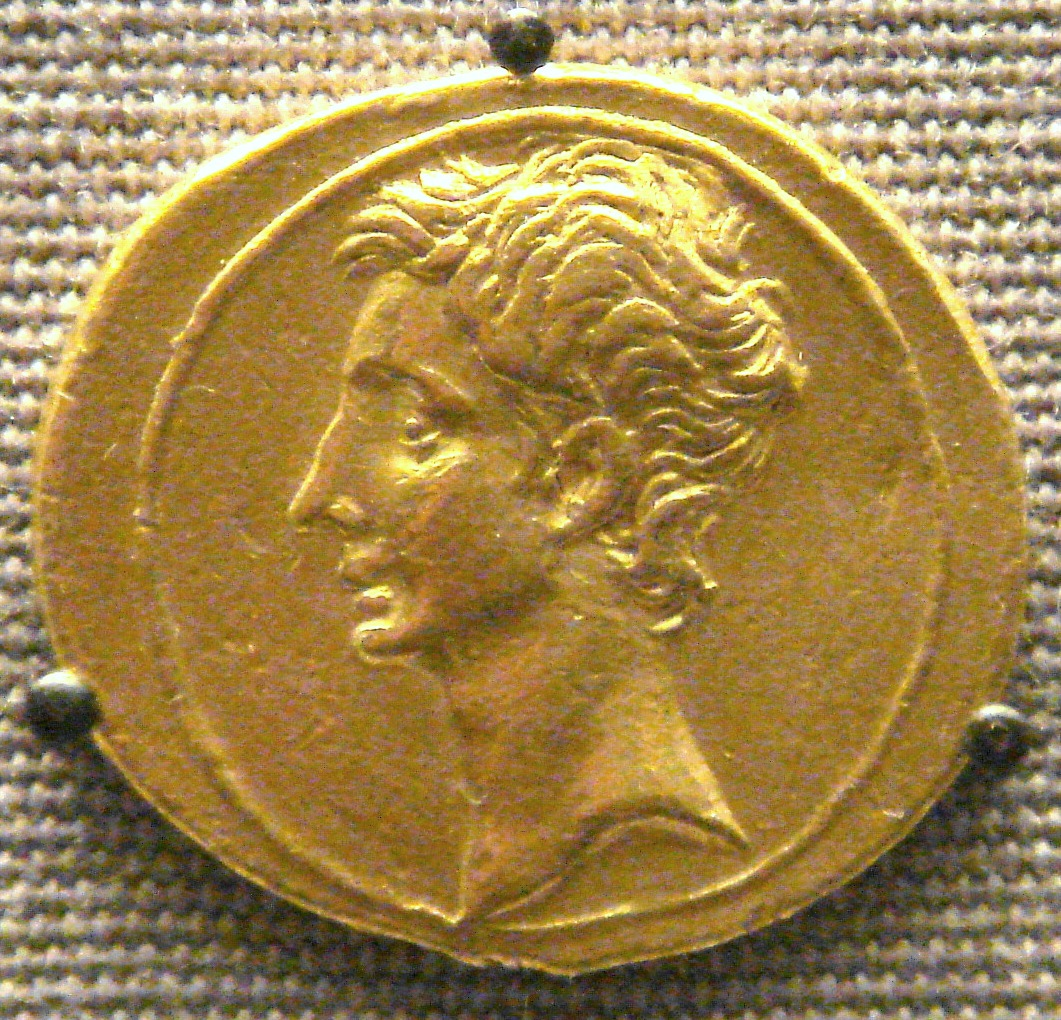
Aureus bătut sub Augustus (circa anul 30 î.Hr.), avers: cap nelaureat, spre stânga

- aureus - monedă romană de aur, emisă începând din timpul lui Iulius Caesar, până când a fost înlocuită prin solidus de către Constantin cel Mare.
- auriga - (în Antichitate) conducător al unui car de curse.
- aurignacian - perioadă de început a paleoliticului superior, denumită după localitatea Aurignac.
- autodafé - ardere pe rug a celor condamnați de Inchiziție.
- auxilia - (în armata romană) formațiune tactică permanentă de luptă, cu caracter auxiliar, alcătuită din trupe de mercenari sau aliați.
- avaet (sau havaet) - impozit existent în Țările Române și care a fost desființat prin Regulamentul organic.

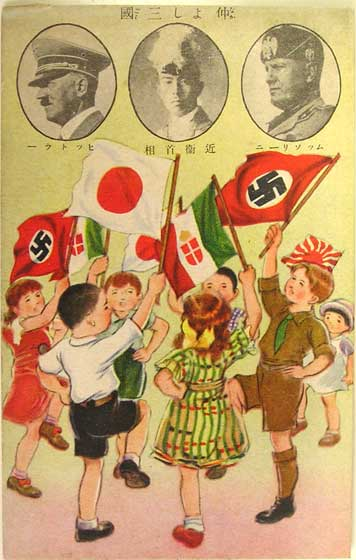
Carte poștală japoneză cu drapele Puterilor Axei

- avanpost - subunitate militară de siguranță, instalată în fața forțelor principale proprii aflate în staționare sau în apărare (vezi și avangardă).
- avers - față a unei monede sau a unei medalii, reprezentând figura unei personalității, stema țării.
- avgiu - vânător care aproviziona masa domnească în timp de pace, iar în timp de război făcea parte din tabăra domnitorului.
- avocatul poporului -  instituție centrală de stat însărcinată să-i apere pe cetățeni de excesele de putere ale administrației statului.
- Axa Roma-Berlin-Tokio (sau Puterile Axei) - termen care definește înțelegerea politico-diplomatică dintre Germania, Italia și Japonia în timpul celui de-Al Doilea Război Mondial.
- azapi - (în Evul Mediu, în Imperiul Otoman) ostași turci (pedeștri) constituind vechea poliție otomană, care trăiau din prada de război, fiind primii expuși atacului dușmanului.

## B

### Ba - Bi

Balistă romană

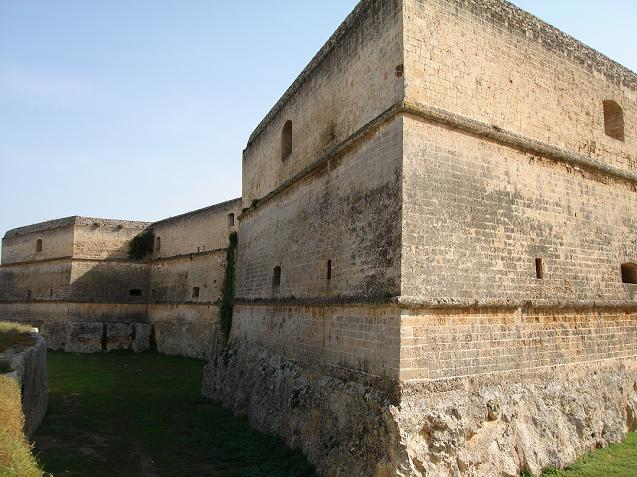
Bastion al Castello di Copertino

- bacalbașă - (în trecut) staroste al breslei băcanilor.
- bagauzi - denumire a participanților la mișcarea revoluționară a colonilor și sclavilor din Galia și din Hispania în secolele al III-lea și al IV-lea.
- bairac - (în armata turcească și în cea română din epoca fanariotă) steag de mătase foarte lat.
- bairamlâc:

- (sau bairam-peșcheș) dar oferit sultanului (și altor demnitari turci) cu prilejul bairamului musulman;
- impozit excesiv impus în Principatele Române în secolele al XVIII-lea și al XIX-lea.
- baldachin - acoperământ din stofă scumpă care se punea deasupra unui demnitar laic sau eclesiastic în timpul unei solemnități, al unei procesiuni etc.
- balgi-bașa - (în Țările Române) trimis al Porții care strângea mierea și ceara necesară seraiului; (în Moldova) trimis al hanului tătăresc care lua tributul în miere.
- balgi-bașlîc (sau balgi-beșlic) - tributul în natură încasat de balgi-bașa.
- balgiu - turc care cumpăra miere din Țările Române pentru aprovizionarea Porții Otomane.
- balimez - (în Evul Mediu) tun de asediu de calibru mare; bombardă.
- balistă (sau balestră) - mașină de război folosită în Antichitate la aruncarea de bolovani, de butuci etc. asupra (obiectivelor) dușmanului.
- baltag - topor cu două tăișuri, utilizat ca armă în Evul Mediu, în special în Moldova.
- ban:

- reprezentant al domnului în Oltenia;
- titlu purtat de boierul care guverna Banatul Severinului și apoi Oltenia;
- mare dregător domnesc în Moldova.
- ban - mijloc de plată.
- ban - numele unei monede, de exemplu, submultiplul leului românesc.
- banalități - nume dat în Europa de Vest, în Evul Mediu, dreptului seniorului de a ține moară, cuptor, teasc și animale de reproducție, de care țăranii se foloseau plătind taxă.
- banat - dregătoria, rangul de ban în ierarhia boierească; provincie sau ținut administrat de un ban, exempe: Banatul Severinului, Banatul de Lugoj-Caransebeș.
- bancnotă - bilet la ordin, realizat de o bancă sau de altă autoritate autorizată, plătibil la purtător la cerere.
- bandă:

- (în trecut) grup de soldați care luptă sub aceeași bandieră;
- (în heraldică) figură diagonală care reunește unghiul drept de sus al unui scut cu unghiul stâng de jos.
- bandceramică - ceramică neolitică din Europa, care se caracterizează prin decorul de benzi incizate, excizate sau pictate.
- banderie - grup de oameni înarmați care însoțeau un nobil; (în trecut) detașament de infanterie.
- banderolă - bandă mică de stofă (ori steguleț) care fâlfâie pe vârful unui lănci, ca semn distinctiv.
- bandieră - steag al unei armate, stindard, drapel.
- banieră

- drapel militar feudal;
- unitate militară feudală.
- baniță - veche măsură de capacitate utilizată în Țările Române, egală cu cca 31 de litri.
- bantustan - regiune, teritoriu etc. rezervat negrilor sub regimul rasist din Republica Africa de Sud.
- bară - (în heraldică) figură diagonală care reunește unghiul stâng de sus al unui scut cu unghiul drept de jos.
- barbacană - deschizătură în zidul unei construcții medievală pentru a se putea trage asupra inamicului.
- barbar:

- nume dat de greci și de romani celor de alte naționalități;
- (la plural) nume generic pentru popoarele care au năvălit la începutul Evului Mediu în Europa.
- barbarie - termen prin care L. H. Morgan desemnează a două etapă a orânduirea comunei primitive.
- barbută - monedă veche a cărei valoare a variat după epoci și care a circulat la începutul secolului al XIX-lea în Țările Române.
- bardă -(în trecut) secure folosită ca armă de luptă.
- bardiș(ă) - armă asemănătoare halebardei, cu coada de lemn, lungă.
- baretă - căciulă de postav sau de catifea, cu trei sau patru colțuri, purtată de unii soldați din Occident.
- baricadă - întăritură improvizată folosită în timpul luptelor de stradă.
- baron:

- (în Evul Mediu, în apusul și centrul Europei) cel mai mare grad nobiliar în ierarhia feudală, format din cei care primiseră feuda direct de la rege, de care depindeau feudalii mai mici, având drepturi absolute pe domeniile lor;
- titlu nobiliar medieval superior cavalerului și inferior vicontelui.
- baronet - titlu de noblețe ereditar, acordat în Anglia și care este superior cavalerului și inferior baronului.
- basileu:

- nume care în Grecia antică îl desemna pe rege;
- (în Atena antică) titlu purtat de cel de al doilea arhonte, care păstra între atribuțiile sale religioase vechea funcție sacră a regilor.
- titlu purtat de împărații bizantini începând cu secolul al VII-lea.
- basilikon - în general denumit dukaton, era o monedă bizantină de argint, larg utilizată, emisă începând din prima jumătate a secolului al XIV-lea.
- basmaci - nume dat participanților la mișcarea naționalistă din regiunile Asiei Centrale împotriva dominației URSS, izbucnită în perioada Revoluției Ruse din 1917 și reprimate la sfârșitul deceniului al treilea al secolului al XX-lea.
- bastidă:

- construcție mică, provizorie, ridicată pentru a ataca o fortificație;
- (în Evul Mediu) oraș fortificat pentru apărarea unui stat seniorial sau a unui domeniul feudal.
- bastilie - (în Evul Mediu) construcție dintr-un sistem de fortificații; castel întărit; închisoare.
- baș-aga - comandant al unui detașament din armata otomană.
- baș-beșleagă - persoană care avea rangul de comandant suprem al ostașilor de poliție turcească în Imperiul Otoman.
- baș-boier - boier cu rang superior, care prezida divanul domnesc.
- baș-bulucbaș - (în Evul Mediu în Țările Române) căpetenie a bulucbașilor, care, ca șef al gărzii domnești, supraveghea închisoarea curții.
- bașbuzuc - (în Evul Mediu) voluntar turc care nu primea soldă și trăia din jaf.
- bașcă - (termen învechit) ridicătură de pământ întărită care proteja o fortificație; redută; încăpere subterană boltită; beci, subsol; închisoare.
- baș-ceauș - persoană care avea grad de ofițer superior (cu diferite atribuții).
- baș-ciohodar (sau baș-ciuhodar):

- prim-camerier al sultanului în Imperiul Otoman;
- (în Țările Române) prim cămăraș al domnului (cu diferite funcții administrative).
- baș-răzeș - răzeș de frunte.
- baștină - (termen învechit) proprietate ereditară de mai multe generații în aceeași familie.
- bazilică civilă - edificiu public mare având un caracter semisacru, destinat pentru a găzdui ședințe de judecată, adunări publice, magazine comerciale și cămătari.
- băncuță - monedă care a circulat în România după 1872 și în Transilvania secolului al XIX-lea.
- bănișor - (în Evul Mediu, în Țările Române) boier subaltern al banului.
- bărbânță

- dare în natură în Moldova, în secolele al XV-lea - al XVI-lea, constând în miere, unt etc.
- taxă plătită breslei de către orice meseriaș intrat în breaslă, în Moldova în secolele  al XVII-lea - al XVIII-lea.
- băștinaș - persoană aparținând unei populații care trăiește din timp străvechi într-un anumit loc (vezi și aborigen).

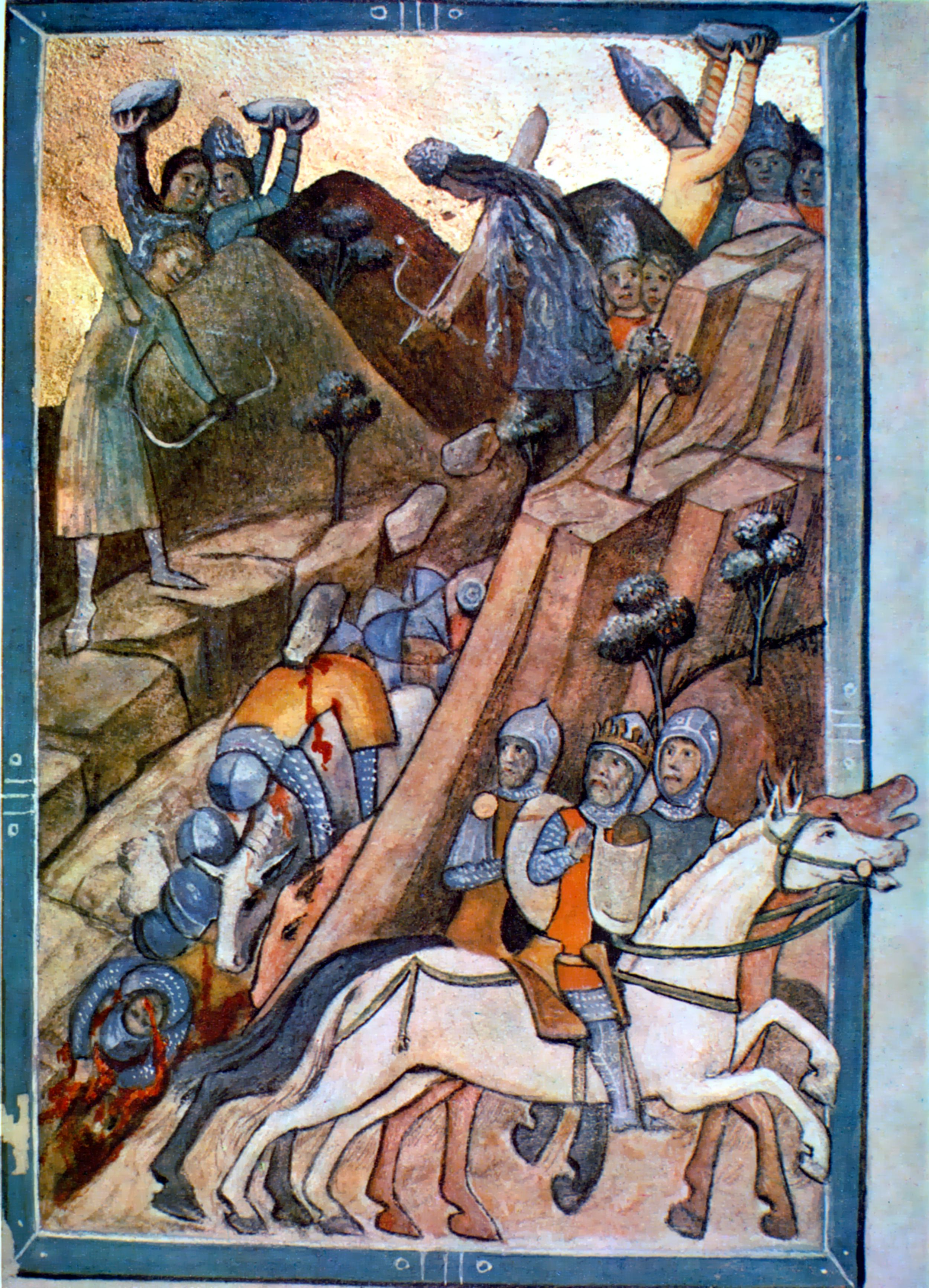
Bătălia de la Posada (1330): imagine preluată din Cronica pictată de la Viena.

- Bătălia de la Chiraleș - ciocnire militară din anul 1068, dintre armata regelui maghiar Solomon pe de o parte și trupe de pecenegi (cumani sau uzi după alte opinii) și români (ipoteză recentă) de cealaltă parte.
- Bătălia de la Podul Milvius l-a opus, la 28 octombrie 312, pe Maxentius lui Constantin. Își datorează numele de la podul Milvius, care se întindea peste Tibru, la câțiva kilometri nord-est de Roma.
- Bătălia de la Posada - un punct de cotitură strategic în istoria relațiilor dintre Țara Românească și Ungaria. Bătălia a avut loc în noiembrie 1330, între armata Țării Românești a voievodului Basarab I Întemeietorul și armata de invazie maghiară a regelui Carol Robert al Ungariei (sau Carol Robert de Anjou). Locul exact al bătăliei nu este cunoscut în mod sigur.
- Bătălia de la Termopile - fapte celebre de arme, din Antichitate, a opus o alianță a cetăților grecești Imperiului Ahemenid, în august sau septembrie 480 î.Hr.
- Bătălia Eclipsei (Bătălia de pe Halys) i-a opus pe mezi și pe lidieni la 28 mai 585 î.Hr. Bătălia s-a oprit ca urmare a unei eclipse totale de Soare percepute ca o „prevestire” de la zei care cereau încetarea luptei.
- Bătălia pentru Normandia, desfășurată între 6 iunie 1944 și 19 august 1944 (traversarea Senei) / 25 august 1944 (eliberarea Parisului), a fost purtată între forțele germane și forțele Aliaților, ca parte a celui de-Al Doilea Război Mondial.
- bătălie - ansamblu de ciocniri armate desfășurate pe spații întinse, și care implică forțe importante.
- becer - (în epoca fanariotă, în Țările Române) boier de rang inferior, însărcinat cu supravegherea bucătăriei domnești.
- becerie - bucătărie domnească.
- beden - creastă a unui zid de fortificație.
- bei:

- titlu de noblețe atribuit în Imperiul Otoman sau dat de turci domnilor din Țările Române;
- titlu nobiliar în țările din Orientul Apropiat și Mijlociu.
- beilerbei (sau beglerbei, beglerbeg) - guvernatorul unei provincii din Imperiul Otoman.
- beilic

- conac în care erau găzduiți beii sau solii otomani veniți în Țările Române.
- vânzare forțată de oi, făcută în favoarea sultanului, la prețuri fixate de turci; dijmă (de oi);
- muncă gratuită în folosul unui bei sau al boierilor români.
- beizadea - fiu de domn sau de principe.
- bejenie - părăsire, vremelnică, de către oameni sau o colectivitate, a (casei sau a) provinciei ori (a patriei) din cauza invaziilor dușmanilor sau a persecuțiilor politice ori a oprimării fiscale.
- belieră - verigă de care se atârnă sabia.
- Belle Époque - crononim retrospectiv care desemnează perioada marcată de progrese sociale, economice, tehnologice și politice, îndeosebi în Franța și în Belgia, care se întindea de la sfârșitul secolului al XIX-lea până la începutul Primului Război Mondial (1914).
- beneficiu - concesiune de pământ conferită de suveran unui vasal în schimbul prestării anumitor obligații, în special militare.
- Bene-Merenti - numele unei medalii românești, instituită de Carol I în 1876 și acordată personalităților culturale și științifice.
- berat - diplomă sau brevet de învestitură dat de înalta Poartă, mai ales domnilor țărilor românești, la instalarea în domnie; verzi și firman.
- berbec - mașină de război din lemn, având un drug lung, suspendat pe lanțuri și terminat cu un vârf de fier ca un cap de berbec, întrebuințată la spargerea zidurilor și a porților unei cetăți asediate.
- berlină - trăsură închisă de mari dimensiuni, folosită în secolul al XIX-lea.
- bernă, drapel în ~ (sau pavilion în ~) - pavilion, drapel național coborât pe jumătate în semn de doliu.
- besant (sau bezant) - veche monedă de aur din Imperiul Bizantin.
- bestiar

- gladiator care luptă cu animale în arenele romane;
- culegere medievală de fabule sau povestiri alegorice despre animale.
- beșleagă - căpitan de beșlii.
- beșlic - monedă turcească ce a circulat și în Țările Române (vezi și: aspru, icosar, irmilic).
- beșliu

- soldat turc de cavalerie.
- curier domnesc sau jandarm de origine turcă sau tătară.
- cavalerie înființată de Mihai Viteazu.
- bezant - vezi besant.
- bicorn - pălărie bărbătească (de uniformă) cu două colțuri, care se poartă azi de către academicieni, diplomați, militari etc. la solemnități.
- bigă - car roman, de obicei cu două roți, tras de doi cai, folosit și la curse.
- bill - (în Anglia) proiect de lege propus parlamentului englez; lege votată de parlament.
- bilon - (în trecut) monedă divizionară, cu valoare intrinsecă, inferioară valorii sale nominale.
- bimbașă - comandant a peste 1.000 de soldați turci.
- biniș - haină boierească lungă de ceremonie, cu mânecile largi și despicate, strânsă pe bust și largă la poale, căptușită cu blană.
- biolocație - procedeu biofizic de detecție și localizare bazat pe captarea selectivă a emisiunilor energetice generate în cursul procesului de descompunere în timp a materialelor arheologice.
- bipenă - secure romană cu două tăișuri.
- bir:

- impozitul principal perceput în statele feudale românești de la țărani și meșteșugari;
- vezi tribut.
- Biserica Vlaherne (Biserica Sfânta Maria din Blachernae) - sanctuarul cel mai sfânt din Constantinopolul bizantin.
- bitronconic - vas având forma a două trunchiuri de con cu baza comună, răspândit cu deosebire în prima epocă a fierului.

### Bl - Bz
- blachi - termen utilizat de izvoarele bizantine pentru a desemna populațiile romanice din Peninsula Balcanică.

Blazonul casei de Brandenburg

- blazon - ansamblu de elemente convenționale care constituie emblema unui stat, a unei provincii, a unui oraș, a unei familii nobile, a unei bresle etc.
- blazonist - cercetător, specialist în heraldică.
- blazonare - reprezentare sau descriere în termeni heraldici a elementelor componente ale unui blazon, ale unei steme.
- Blitzkrieg - („război fulger”) Tactică utilizată de Germania la începutul celui de-Al Doilea Război Mondial și care a constat în ofensivă generalizată și atacuri rapide.
- Blocada Berlinului - blocarea accesului spre Berlinul de Vest de către URSS în perioada 24 iunie 1948 - 11 mai 1949), ceea ce a constituit un moment de criză în cadrul Războiului Rece.
- blocada continentală - măsuri decretate de Napoleon (21 noiembrie 1806) pentru a închide porturile Europei continentale comerțului Marii Britanii în scopul ruinării economiei acestei țări.
- blocadă - sistem de măsuri cu caracter diplomatic, militar sau economic, prin care se urmărește izolarea unui stat pentru a-l constrânge să accepte condițiile impuse de statele care au luat aceste măsuri (exemple: blocada continentală, Blocada Berlinului, Blocada Leningradului).
- bogasier - (în trecut) negustor de pânzeturi.
- Bogdan Iflak - denumire a Moldovei în vechile izvoare turcești; vezi și: Kara Iflak .
- boier - stăpân de moșii exploatate prin munca țărănimii dependente, beneficiind de anumite privilegii.
- boier de divan (sau cu barbă) - boier care făcea parte din divanul domnesc.
- boier de sfat - titlu dat fiecăruia dintre marii demnitari, consilieri ai domnului.
- boieresc - obligație a țăranilor dependenți de a munci în folosul boierului în schimbul unui lot de pământ care le era dat în folosință.

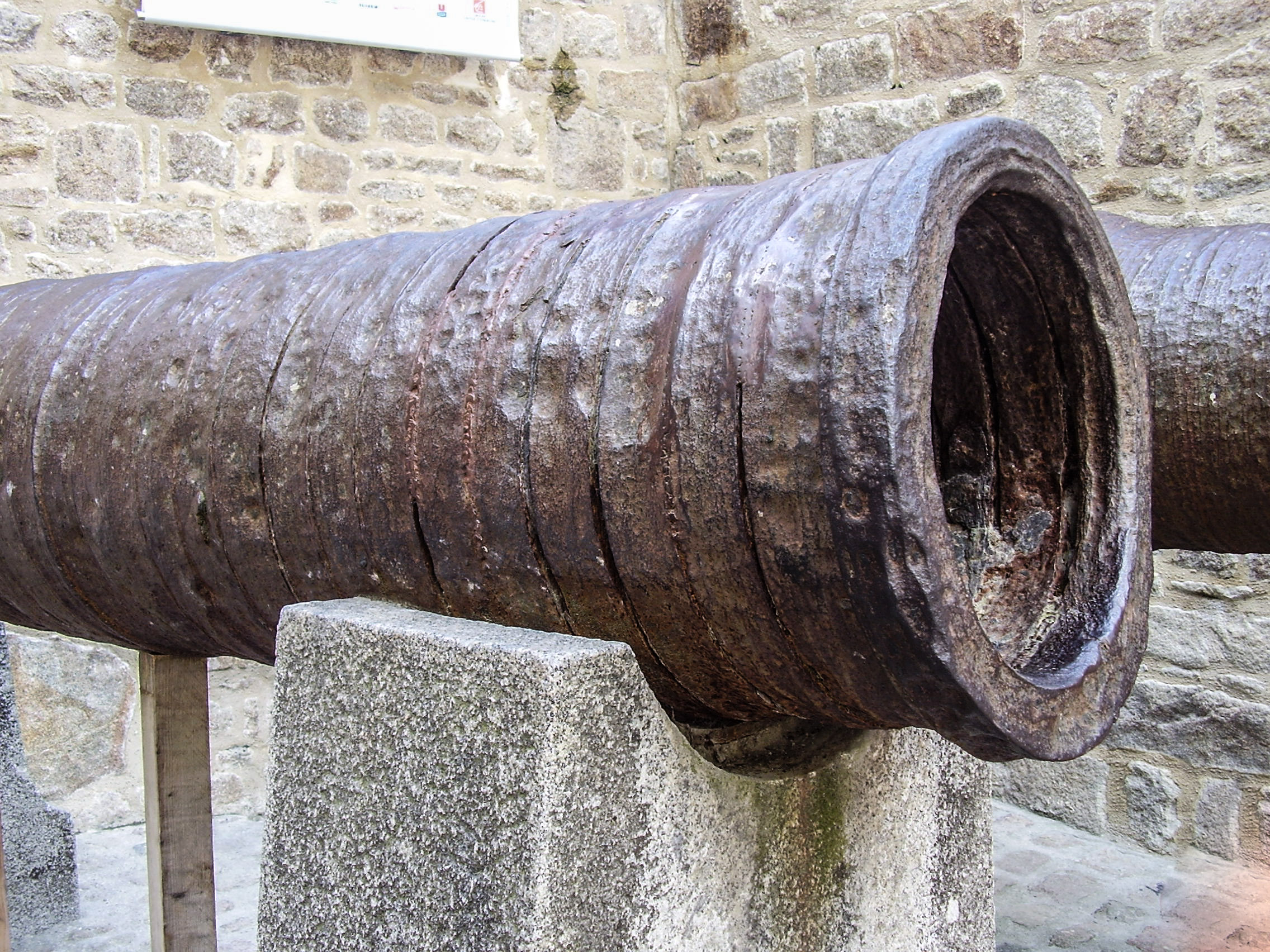
Bombardă franceză

- boierime - clasa feudalilor din Țările Române, care stăpânea numeroase moșii cu sate, locuite de țărani aserviți.
- bol - vas de formă emisferică, apărut în ceramica diverselor epoci istorice.
- bolniță - (în trecut) spital, infirmerie (pe lîngă o mănăstire sau un așezământ de binefacere.
- bolșevic - membru al unei grupări conduse de Lenin care urmărea obținerea și menținerea puterii prin violență.
- bolșevism - regim dictatorial instaurat în Rusia după lovitura de stat din octombrie 1917, a cărui doctrină a fost pregătită anterior de Lenin.
- Bombardamentul de la Guernica - atac aerian efectuat, la 26 aprilie 1937, de către aviația Germaniei naziste Luftwaffe, legiunea/divizia „Legion Condor”, asupra orașului basc Guernica.
- bombardă - vezi balimez.
- bonapartism - sistem de guvernare în care puterea a fost deținută de dinastia fondată de Napoleon.
- bonapartist - adept al regimului politic instaurat de Napoleon.
- bonetă frigiană - acoperământ pentru cap, care avea vârful îndoit și se purta în Antichitate de către frigieni și mai târziu de sclavii eliberați; în timpul Revoluției franceze a devenit un simbol al libertății.
- bonjurist - epitet acordat fiilor de boieri întorși de la studii din apusul Europei, în special din Franța, de unde veneau cu idei liberale, progresiste.
- boulangism - mișcare șovinistă din Franța de la sfârșitul secolului al XIX-lea, care urmărea restaurarea monarhiei și un război revanșard contra Germaniei.
- boxeri - nume dat participanților europeni la răscoala "Yihetuan".
- brasardă - parte a armurii care protejează brațul.
- breaslă:

- asociație cu caracter profesional specifică evului mediu, creată pentru apărarea intereselor comune ale meșteșugarilor dintr-o anumită ramură;
- trupă de soldați recrutată din slujbași mai mici.
- breslaș - membru al unei bresle; soldat care făcea parte dintr-o breaslă.
- bricolă - (în Evul Mediu) mașină de război asemănătoare cu balista.
- Brigăzile internaționale - formațiuni de voluntari care au luptat alături de republicani în timpul Războiului Civil Spaniol.
- Brigăzile negre - corp militar al membrilor Partidului Fascist Italian, care lupta împotriva partizanilor.
- Brigăzile Roșii -  (în italiană Brigate Rosse) - organizație teroristă de extrema stângă din Italia, apărută în 1970, care a comis numeroase atentate, răpiri și asasinate, una dintre victime fiind Președintele Consiliului de Miniștri al Italiei, Aldo Moro (1978). Perioade de activitate: 1970-1988, 1999-2003.
- brodnici - populație românească din sudul Moldovei, organizată în uniune de obști și menționată în documente începând cu secolul al XIII-lea.
- broșaj - poziție de suprapunere a unor piese heraldice.
- brulot:

- mașină de război cu ajutorul căreia se lansau torțe aprinse;
- vechi vas de război încărcat cu materiale inflamabile, care era împins către corăbiile dușmane pentru a le aprinde.
- brumar - a doua lună (23 octombrie - 21 noiembrie) a calendarului republican din timpul Revoluției franceze.
- bucanier:

- denumire dată coloniștilor francezi din America de Nord, din secolul al XVII-lea, care se ocupau cu vânătoarea de vite cornute sălbatice, a căror carne o vindeau;
- pirat, aventurier.
- bucchero - vas etrusc din argilă arsă, ornamentat cu benzi în relief și fabricat cu o tehnică specială, care îi conferă un aspect negru lucios.
- Bucefal:

- calul lui Alexandru cel Mare;
- denumire pentru un cal de luptă sau de paradă.
- bucentaur - corabie poleită cu aur, folosită de dogii Veneției la festivități solemne (care avea la proră o sculptură reprezentând un centaur care avea corp de taur).
- buciuc - steag turcesc sau tătăresc, format dintr-o coadă de cal fixată pe o prăjină (vezi și sangeac).
- bufon - (în Evul Mediu și în Renaștere) persoană (diformă) îmbrăcată în haine grotești, care se afla la curțile suveranilor sau ale seniorilor feudali pentru a întreține o atmosferă de veselie prin glume, strâmbături etc; măscărici.
- buiurdiu - ordin al marelui vizir sau al unui pașă.
- Bula de Aur - denumire dată constituției promulgate în 1356 de către Carol al IV-lea de Luxemburg pentru a reglementa alegerea împăratului Sfântului Imperiu Roman.
- bulă

- act oficial emis de papă sau de alt suveran;
- pecetea de aur sau argint care autentifică un act;
- sferă mică (de metal) purtată la gât de către copiii patricienilor ca talisman.
- bulé - organ de conducere în orașele-stat din Grecia antică, care discuta probleme privind funcționarea statului.
- bulibașă - rangul, titlul de conducător al unei șatre de țigani; persoană care are acest rang, titlu; vătaf.
- bulucbașă - comandat în vechea armată otomană.
- bur - persoană care face parte din coloniștii olandezi stabiliți în Africa de Sud în secolul al XVII-lea.
- burg - cetate, așezare fortificată, cu caracter militar sau administrativ; oraș vechi.
- burghez:

- persoană care aparține burgheziei, ca entitate socială, politică, economică; capitalist;
- (în Evul Mediu) locuitor al unui burg; orășean, târgoveț.
- burghezia de mijloc - strat social format din proprietarii de întreprinderi de mici dimensiuni, din liberi profesioniști, din personalul de conducere în industrie etc.
- burghezie - clasă socială, intermediară între nobilimea feudală și proletariat, compusă din proprietarii mijloacelor de producție și din grupuri sociale care exercită diferite meserii liberale, activități comerciale și productive etc, utilizînd munca salariată, care a luat naștere la sfârșitul Evului Mediu în procesul diferențierii micilor producători de mărfuri și al acumulărilor primitive de capital și a cărei dezvoltare înseamnă sfârșitul feudalismului; vezi și: mica burghezie, marea burghezie, burghezia de mijloc.
- burgrav - (în Evul Mediu, în Germania) comandant al unei fortărețe sau al unui oraș.
- burin - unealtă de silex folosită în preistorie la prelucrarea lemnului și a osului.
- bushido - cod de onoare, care îmbină morala confucianismului cu preceptele budismului și căruia trebuiau să i se conformeze samuraii.
- butuc:

- bucată groasă de lemn, în mijloc cu o gaură (sau cu două), în care se prindeau picioarele, mânile sau gâtul prizonierilor ori infractorilor;
- trunchi care servea călăului pentru decapitarea condamnaților.
- butucărit - (în Țările Române) dare care se percepea viticultorilor după numărul butucilor de viță-de-vie.

Buzduganul regelui Carol al II-lea al României

- buzdugan - măciucă sau ghioagă de fier (cu măciulia țintuită), folosită în trecut ca armă de luptă (sau ca semn al puterii domnești în Țările Române).
- byzantion - monedă antică de bronz, emisă de orașul Bizanț.

## C

### Ca - Ce
- caballeros (sau hidalgos) - termen care desemnează mica nobilime spaniolă din secolele al XVI-lea și al XVII-lea.
- cabaniță

- mantie de catifea pe care sultanul o oferea noului domn al Moldovei sau Țării Românești;
- uniformă pentru aprozi.
- cabrioletă - trăsură cu două roți; șaretă.
- cadână - sclavă în haremurile turcești din trecut; altă denumire: odaliscă.
- cadet

- tânăr nobil care se pregătea pentru o carieră militară;
- membru al unui partid politic din vechea Rusie.
- cadiascher - (în Imperiul Otoman) înalt demnitar militar turc, cu atribuții de judecător militar.
- cadiu - judecător musulman.
- Cadrilater:

- regiunea situată la sudul Dobrogei, care a aparținut României în perioada interbelică;
- (în sens comun) regiune cuprinsă între patru laturi, pe care sunt cetăți întărite.
- cadus -(în Antichitatea greacă și romană) vas mare pentru conservarea vinului, a uleiului etc.
- CAER - organizație internațională de colaborare între statele socialiste, întemeiată în 1949 și desființată în 1991.
- cafas - balcon din care familia domnitorului asculta slujba religioasă.
- cafegibașa - boier de rang inferior, însărcinat cu cafeaua domnitorului.
- caftan - manta lungă, de proveniență orientală, pe care o purtau boierii și domnitorii din Țările Române (vezi și: anteriu, calpac, giubea).
- caftangiu - (în Evul Mediu, în Țările Române) slujbaș domnesc însărcinat cu îngrijirea caftanelor domnitorilor.
- cagularzi - membri ai organizației fasciste La Cagoule, creată în Franța în 1936.
- caid - (în Africa de nord) titlu purtat de guvernatorul unei provincii.
- caimacam - (termen utilizat în Imperiul Otoman și în Țările Române) locțiitor al unui demnitar (vezi și capuchehaie).
- caimacam-aga - locțiitor al marelui vizir.
- calat(h)os:

- (în Antichitate) acoperămînt de cap, înalt, cilindric, drapat de un văl, cu care erau reprezentate unele zeițe greco-romane;
- (în Grecia antică) vas de lut în formă de cupă.
- calcolitic - vezi epoca cuprului.
- caldarium - (la termele romane) încăpere de baie cu aer și apă calde.
- Calea ferată a morții - cale ferată, care leagă Birmania de Thailanda, construită în Al Doilea Război Mondial,  de către prizonieri de război Aliați și de civili localnici, pentru Imperiul Japonez, în scopul consolidării Sferei de Coprosperitate a Marii Asii Orientale (vezi mai jos).
- calende - numele primei zile a fiecărei luni la romani.
- calibrare - corectare a datelor de cronologie absolută, obținute prin datarea cu carbon, pentru obiecte și situri arheologice preistorice, prin utilizarea dendrocronologiei, termoluminescenței, cronologiei istorice etc.
- calif - titlu purtat de suveranii musulmani, succesori ai lui Mahomed.
- califat - formă de stat feudal-teocratică în unele țări arabe.
- caligraf - persoană care, înainte de inventarea tiparului, se ocupa cu copierea artistică de cărți (vezi și copist).
- calpac - căciulă purtată de boierii și domnitorii din Țările Române (vezi și caftan, ișlic, cucă).
- calul troian - cal uriaș în care, conform legendei s-au ascuns aheenii și astfel au câștigat războiul împotriva Troiei.
- camarilă - persoane din anturajul unui rege sau șef de stat, care influențează politica statului în interesul lor personal.
- "camera ardentă" - numele unor tribunale medievale care judecau procese de erezie în perioada Contrareformei.
- Camera înstelată - tribunalul regal englez instituit în 1487, care se întrunea pentru a adopta decizii nesupuse magistraturii obișnuite și care a fost abolit în 1641.
- camerier - om de serviciu care îngrijea dormitorul și îmbrăcămintea stăpânului; vezi și valet.
- campion:

- (în Evul Mediu) luptător într-o întrecere cavalerească, într-un turnir;
- (sens figurat) luptător, apărător înflăcărat al unei cauze nobile, al unei idei.
- cancelar:

- (în Evul Mediu) șeful cancelarie și al arhivei regale.
- șeful guvernului în Austria și Germania.
- Cancelaria aulică - instituție imperială de supraveghere și control care asigura legătura cu organele locale din regiunile aflate sub dominația habsburgică.
- canop(ă) - vas funerar (etrusc sau din Egiptul antic) din alabastru, având modelat pe capac un cap de om sau de animal, folosit pentru păstrarea viscerelor morților; altă denumire: vas canopic.
- cantar:

- (în Antichitatea greacă și romană) vas de băut, cu picior și toarte, folosit la amestecatul vinului cu apa;
- fântână de forma unui vas, din care țâșnea apa.
- canton - (în heraldică) piesă de formă pătrată, reprezentând a noua parte dintr-un scut, în general într-un colț al acestuia
- cantonament - loc de instalare temporară a trupelor într-o localitate în afara cazărmii.
- capan:

- magazie care servea ca depozit (de alimente) pentru armata otomană;
- persoană aflată într-o slujbă importantă, cu influență.
- capanliu - negustor turc care achiziționa alimente pentru aprovizionarea trupelor turcești.
- caparason - husă, armură de ornament care se punea pe cal la ceremonii; valtrap.
- capelină - coif metalic, purtat de pedestrași în Evul Mediu.
- Capete rotunde - termen peiorativ folosit de regaliști pentru a-i desemna pe membrii partidului parlamentar în timpul Războiului Civil Englez.
- capitalism - sistem politico-economic care se întemeiază pe proprietatea privată asupra mijloacelor de producție și de schimb.
- capitație - (în Roma antică sau în Evul Mediu) impozit sub formă de cote fixe, perceput pe cap de locuitor.

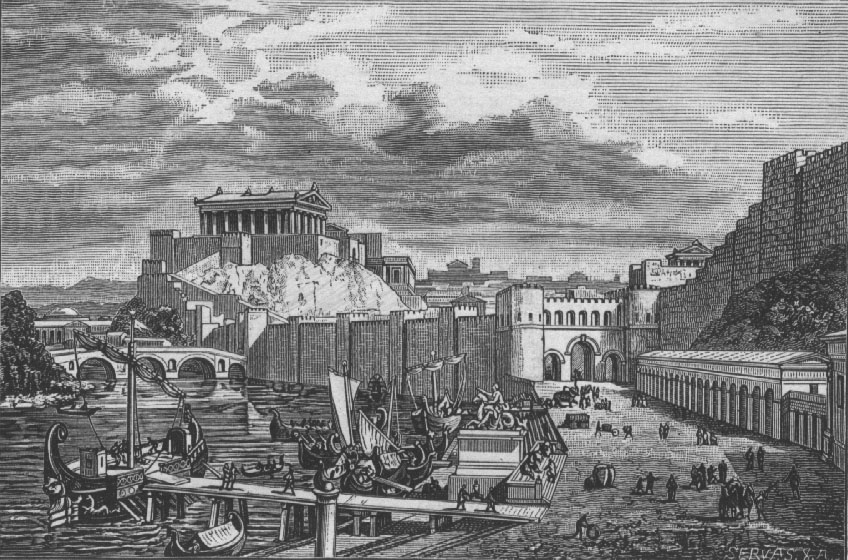
Templul lui Jupiter pe Capitoliu

- Capitoliu - cea mai mică dintre cele șapte coline pe care a fost construită Roma.
- capitulare - încetarea ostilităților armate și predarea în mâinile adversarului.
  - capitulare condiționată - capitulare pe baza unui acord între combatanți.
  - capitulare necondiționată - capitulare dictată de statele învingătoare, urmată de predarea și dezarmarea forțelor armate ale statelor care au suferit o înfrângere definitivă.
- capitularii - acte legislative emanate de la regi, divizate în capitole.
- capitulație

- convenție prin care un stat acordă anumite privilegii cetățenilor altui stat.
- unul din tratatele încheiate între Țările Române și Imperiul Otoman (capitulațiile dintre Imperiul Otoman și țările române).
- capitulație electorală - un contract scris prin care un candidat își asuma obligația de a respecta promisiunile făcute în cazul în care era ales.
- caporalism - regim politic în care predomină influența militarilor.
- capsulă a timpului - mesaj destinat generațiilor viitoare, plasat într-un recipient rezistent în fundația unei structuri.
- capuchehaie - reprezentant al domnilor și al principelui la Poarta Otomană (vezi și caimacam).
- capucin - călugăr din Ordinul Franciscan.
- capudan-pașa - comandant al flotei otomane.
- capugiu - trimis al sultanului în Țara Românească sau Moldova, însărcinat în special cu înlocuirea domnilor.
- car - (în Antichitate) vehicul cu două roți, tras de doi sau patru cai, folosit în lupte, la jocuri și la ceremonii.

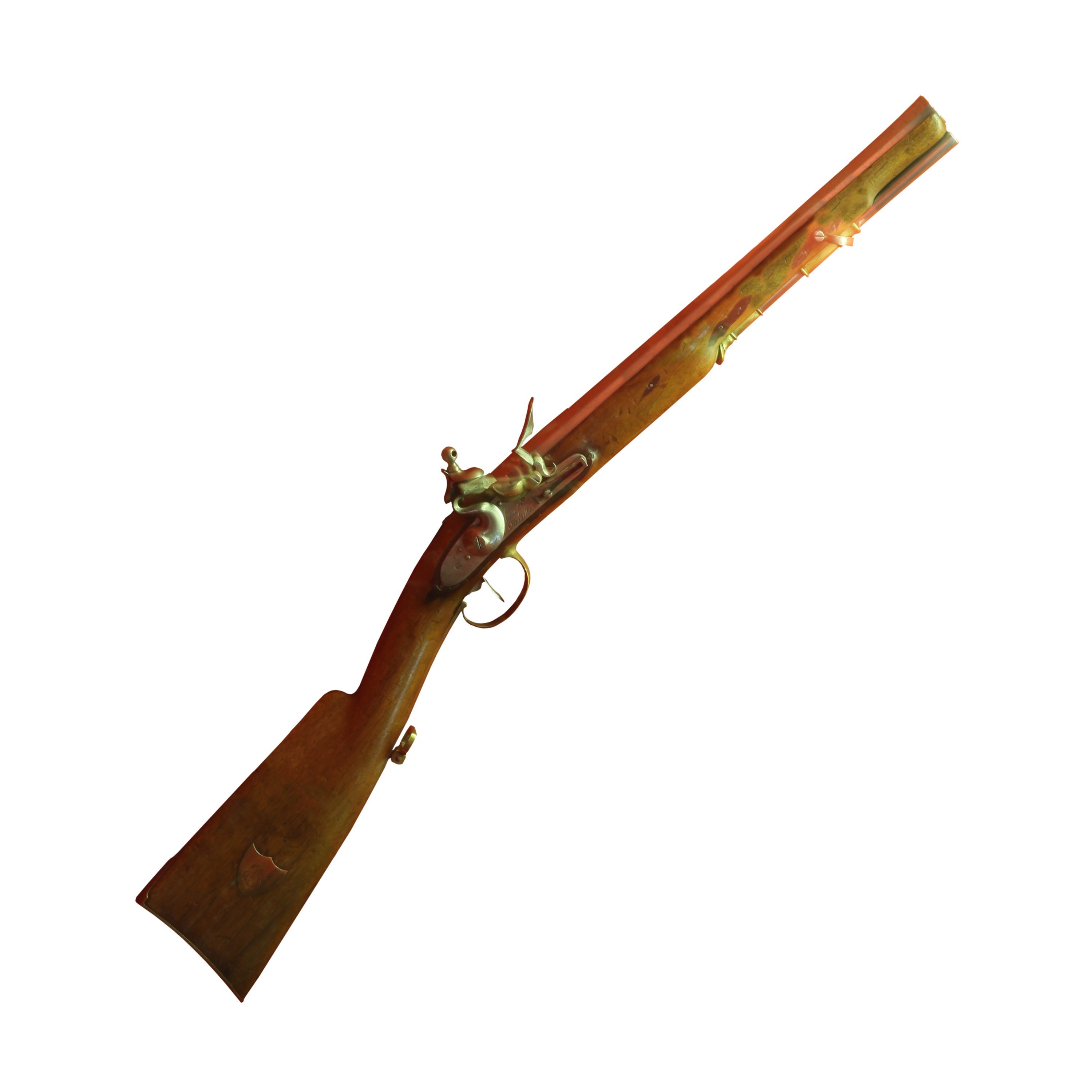
Carabină utilizată pe timpul Războaielor Revoluției Franceze

- carabină - pușcă cu țeavă scurtă și ghintuită.
- caraculac - (în Imperiul Otoman) (persoană cu) rangul de funcționar pe lângă marele vizir sau chehaia-bei.
- carafefiz - voluntar turc din timpul Revoluției de la 1821.
- caraghios - personaj în teatrul comic al păpușarilor turci; măscărici la curțile domnești din Țara Românească și din Moldova.
- caraulă - persoană care face de pază, santinelă.
- caravlah - nume dat românilor din Țara Românească de către turci.
- carboavă - veche monedă rusească de argint sau bancnotă de hârtie, egală în valoare cu o rublă (odinioară cu circulație și în țările românești).
- carbonar - membru al unei organizații revoluționare secrete din Italia care lupta la începutul secolului al XIX-lea împotriva asupririi străine și pentru unitatea Italiei.
- carbonarism - mișcarea carbonarilor; totalitatea ideilor și principiilor acestora.
- carcan - (în Franța medievală) colier de fier cu care erau legați răufăcătorii la stâlpul infamiei.
- carceră - încăpere într-o închisoare sau cazarmă, folosită ca detenție temporară a unei persoane pedepsite.
- car de luptă - tip de trăsură utilizată în Antichitate, în scopuri militare sau civile.
- cardinal - prelat subordonat direct papei și care participă la alegerea noului papă.
- cardinalist - (în Franța) partizan al cardinalilor Richelieu sau Mazarin.
- cardo - în urbanismul roman, un cardo este o axă rutieră nord-sud care structurează orașul.
  - cardo maximus - cel mai important cardo dintr-un oraș roman.
- "Carmagnole":

- cântec revoluționar din perioada Revoluției franceze;
- (scris și carmaniolă) vestă scurtă purtată în această perioadă.
- carolingian - care aparține (dinastiei) lui Carol cel Mare, care se referă la (dinastia lui) Carol cel Mare; care provine de la (dinastia lui) Carol cel Mare.
- Carolingieni - dinastie întemeiată de Pepin cel Scurt în 751 și care a domnit în Franța, Germania și Italia până la sfârșitul secolului al X-lea.
- caronadă - vechi tun naval, scurt, din fontă.
- Carta Atlanticului - declarație comună a lui Roosevelt și Churchill la sfârșitul celui de-al Doilea Război Mondial.
- cartă

- (în Evul Mediu) act prin care se recunoșteau anumite privilegii;
- manifest cuprinzând revendicări;
- document care stă la baza unei organizații.
- cartier - fiecare dintre diviziunile heraldice ale unui scut, care au de obicei o semnificație de sine stătătoare.
- cartism⁠(d) - mișcare politică a muncitorilor englezi din secolul al XIX-lea, cu scopul de a obține anumite drepturi sociale și politice.
- cartologie - știință care se ocupă cu studiul analitic și istoric al hărților.
- Casa Albă - sediul guvernului american.
- casă regală (sau imperială) - vezi dinastie.
- case muncitorești - organizații muncitorești de ajutor reciproc, create în România în a doua jumătate a secolului al XIX-lea.
- castel - (în Evul Mediu) construcție grandioasă, fortificată, prevăzută cu turnuri și creneluri, înconjurată de ziduri și șanțuri, care servea ca locuință seniorilor și ca loc de apărare.
- castelan - persoană care stăpânește un castel, care locuiește într-un castel sau care îl administrează.
- castru - tabără militară romană fortificată, ridicată cu scopul apărării frontierelor sau a căilor comerciale sau militare.
- catafract - platoșă grea, pentru om și pentru cal; soldat de cavalerie înzăuat împreună cu calul într-o astfel de platoșă.

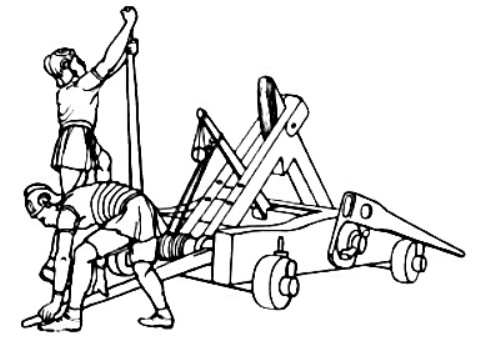
Catapultă romană

- catapultă - mașină de război folosită în antichitate la aruncarea pietrelor (vezi și balistă).
- cauc - acoperământ de cap, înalt și rotund, făcut din pâslă, pe care îl purtau, în trecut, boierii și, uneori, femeile.
- caudilism - formă autoritară de guvernare specifică unor state din America Latină și Spania.
- caudillo - titlu purtat de unii dictatori latino-americani.
  - Caudillo / El Caudillo „Conducătorul” - titlu asumat de Francisco Franco.
- cavaf - meșteșugar medieval în domeniul prelucrării pieilor și al confecționării încălțămintei.

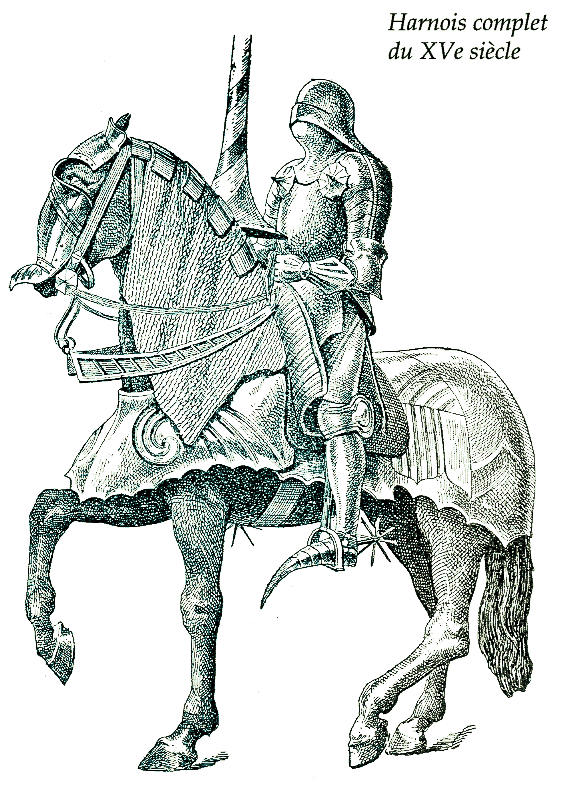
Cavaler din secolul al XV-lea

- cavaler:

- (în Roma antică) membru al ordinului ecvestru.
- (în Evul Mediu) titlu nobiliar acordat de rege unei persoane pentru merite deosebite.
- posesor al unei decorații importante.
- cavas - (în Țările Române) agent de poliție, jandarm (pedestru).
- cavas-bașa - (în Țările Române) șef al gărzii domnești care stătea la ușa domnitorului.
- cazac:

- membru al unei colectivități (etnice rusești) formate din oameni liberi, mai ales din foști țărani fugiți de pe moșiile feudalilor ruși și poloni, care, în secolele al XV-lea și al XVI-lea, s-au stabilit în regiunile de margine ale statelor rus și polono-lituanian, unde au format unități militare autonome;
- (în Rusia, începând cu secolul al XVIII-lea) soldat dintr-o unitate de cavalerie ușoară formată de obicei din cazaci;
- (în trecut, sens figurat) agent de poliție cu comportament brutal.
- cazacliu - comerciant cazac care făcea negoț cu vinuri, cu blănuri etc. între Ucraina și Moldova.
- cădere - ocupare, cucerire, dispariție; exemple: căderea Constantinopolului, căderea Bastiliei, căderea comunismului.
- căimăcămie - locotenență domnească atunci când tronul uneia din Țările Române era vacant.
- călărași - corp militar de slujitori auxiliari ai domniei în Țările Române și care beneficiau de anumite privilegii.
- cămară domnească - (în feudalismul românesc):

- totalitatea veniturilor provenite din vămi, ocne și impozite indirecte (deosebite de veniturile vistieriei);
- denumire a monetăriei (condusă de un cămăraș).
- cămăraș - (în Evul Mediu în Țările Române) persoană responsabilă cu cămara domnească.
- Cămășile Brune - (în germană Sturmabteilung) denumirea membrilor Partidului Nazist German.
- Cămășile negre - organizație paramilitară fascistă din Italia.
- Cămășile roșii - denumire dată voluntarilor lui Giuseppe Garibaldi în timpul luptelor pentru unificarea Italiei.
- căminar - boier responsabil cu colectarea taxelor pe băuturi alcoolice.
- cărvunari - nume dat elementelor progresiste care, în Țările Române, susțin mișcarea reformatoare, favorabilă boierilor liberali și negustorilor.
- cășărit - dijmă din produsele lactate în Țările Române.
- cățui - vas de lut care servea drept opaiț în cadrul culturii dacice.
- căuzaș:

- partizan al unei cauze;
- participant la Revoluției Române din 1848.
- câblărit - vezi găleată.
- cântărit - taxă plătită în Țările Române pentru utilizarea cântarului domnesc.
- cârciumărit - impozit asupra cârciumilor din Moldova, instituit de Mihai Racoviță.
- ceacău - un fel de caschetă, înaltă și tare, pe care o purtau în trecut membrii unor unități militare.
- ceambur - detașament de tătari care umblă după pradă.
- ceată - (în Evul mediu, în spațiul românesc) grup de organizare specială, militară și fiscală, alcătuit din subalternii de la sate ai dregătorilor domnești.
- ceauș:

- funcționar inferior la turci, care îndeplinea funcția de ușier, de curier în armata otomană sau de aprod al curții;
- grad militar inferior sau funcționar public în Țările Române, cum ar fi: șef al unei cete de slujitori; căpetenie de surugii, căpetenia vânătorilor domnești, aprod.
- Cei patru mari - șefii de stat ai celor patru mari puteri învingătoare în al Doilea Război Mondial: SUA, Regatul Unit, URSS și China.
- CEKA - poliție politică sovietică, creată de Lenin.
- cella - partea închisă a templului roman unde se află statuia divinității.
- celestin - călugăr aparținând unui ordin catolic fondat în 1254.
- Cele 14 puncte - Plan de instaurare a păcii după încheierea Primului Război Mondial, prezentat de președintele SUA, Woodrow Wilson, la 8 ianuarie 1918.

Cenotaful lui Valter Mărăcineanu

- Cele șapte minuni ale lumii - șapte dintre operele celebre ale Antichității: Piramida lui Kheops, Grădinile suspendate ale Semiramidei, Colosul din Rodos, Farul din Alexandria, Mausoleul din Halicarnas, Statuia lui Zeus din Olimpia, Templul zeiței Artemis din Efes.
- cenotaf - monument funerar care nu conține osemintele celui dispărut.
- cens

- (în Imperiul Roman) recensământ al cetățenilor și al averilor;
- (în Evul Mediu) rentă în bani sau în natură;
- (în capitalism) cuantum minim de impozit, prevăzut de legile electorale, pentru a fi alegător și eligibil.
- cent:

- monedă divizionară în Statele Unite ale Americii și în Canada, egală cu o sutime de dolar;
- monedă în Țările de Jos, valorând o sutime de florin.
- centenar:

- împlinire a o sută de ani de la un eveniment însemnat, celebrare a acestui eveniment; vezi Centenarul Marii Uniri.
- care există de o sută (sau de mai multe sute) de ani.
- Centenarul Marii Uniri - comemorarea a 100 de ani în urma căruia toate provinciile istorice locuite de români s-au unit în anul 1918 în cuprinsul aceluiași stat național, România.
- centimă - valoare bănească care reprezintă a suta parte dintr-un leu vechi.
- centumvir (în Imperiul Roman)

- membru al unui colegiu de judecători;
- magistrat dintr-un municipiu sau colonie.
- centură de fortificații - linie de lucrări de apărare din beton armat și metal, construită în jurul unei localități; exemplu: sistemul de fortificații al Bucureștiului.
- centurie - (în Imperiul Roman)

- detașament militar din 100 de ostași;
- diviziune politică și administrativă formată din 100 de cetățeni.
- centurion (uneori: sutaș) - (în Imperiul Roman) Ofițer care comanda o centurie.
- cenușar - urme de așezare omenească, caracterizată prin aglomerare de cenușă și alte resturi.
- cenzor

- (în Imperiul Roman) magistrat responsabil cu recensământul;
- persoană care verifică gestiunea unei instituții;
- persoană care asigură secretele de stat.
- ceramografie - disciplină a istoriei care se ocupă cu studiul ceramicii.
- cerărit - (în trecut) impozit pe producția de ceară.
- cercliu - monedă de pe vremea lui Ioan Caragea.
- certificat de arian - în perioada nazismului, act care documenta "apartenența la rasa ariană" a unui individ.
- cervoneț - veche unitate monetară din Imperiul Rus și din Uniunea Sovietică.

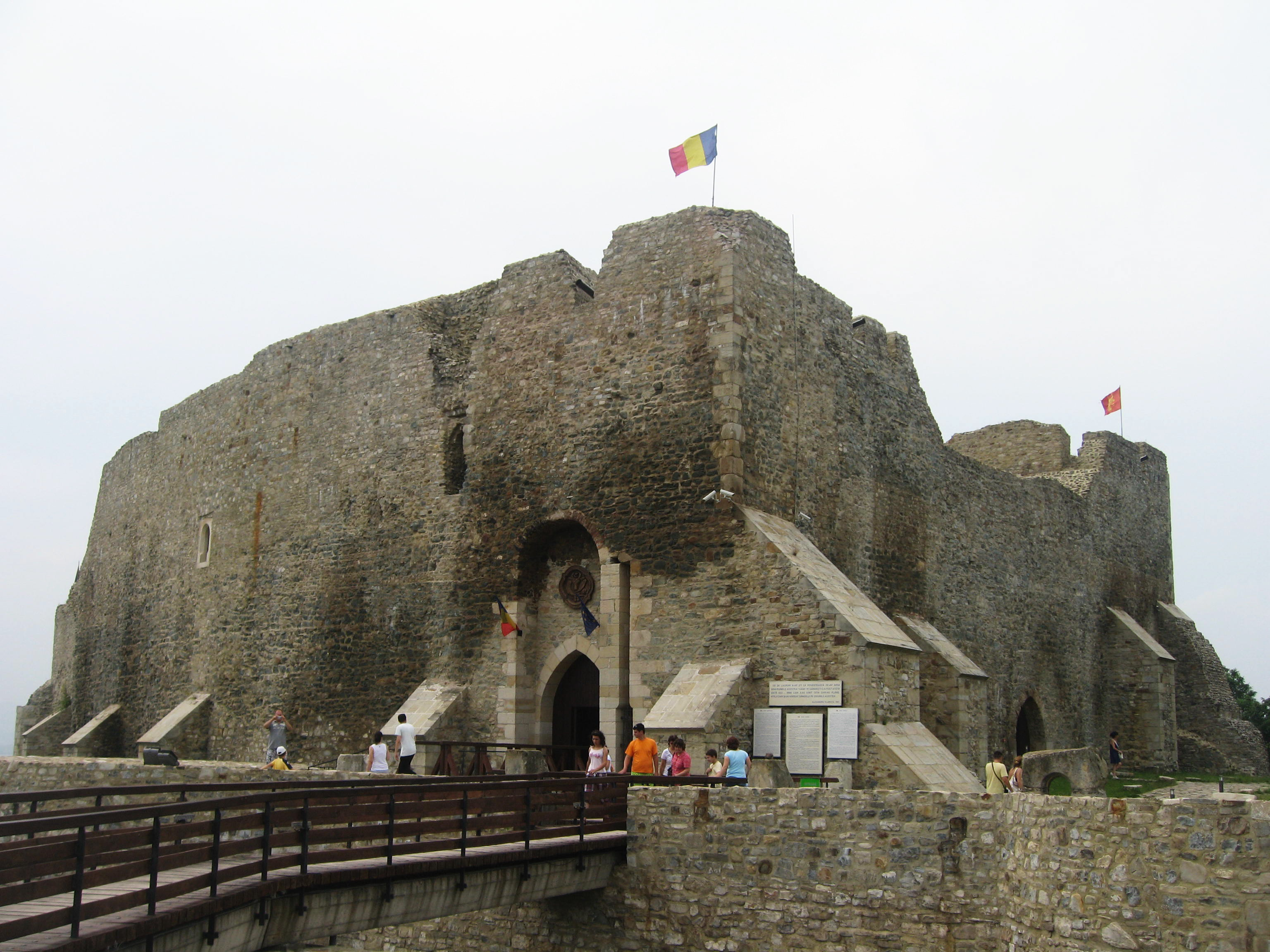
Cetatea Neamț

- cetate:

- edificiu sau oraș fortificat; fortăreață.
- nume dat cartierului mai vechi al unui oraș în care a existat o cetate.
- cetate de scaun - reședință a domnitorului în Țările Române.
- cetățean - locuitor (cu îndatoriri militare) al unei cetăți.
- cetnic:

- (în secolul al XIX-lea) luptător slav împotriva asupritorilor turci;
- membru al unei organizații fasciste din Iugoslavia.
- cezarism - guvernare dictatorială, sprijinit de armată.
- cezaro-crăiesc - austro-ungar.

### Ch - Co
- chalcolitic - (din) perioada preistoriei, caracterizată prin începutul civilizației cuprului.
- chehaia

- (în Imperiul Otoman) persoană cu o anumită funcție.
- reprezentant al domnitorilor români pe lângă Poarta Otomană.
- Chestiunea Orientală - problemă care trebuia rezolvată de marile puteri ale Europei în contextul prăbușirii Imperiului Otoman.
- chelar - persoană care deținea cheile cămării sau ale pivniței unei gospodării boierești și care administra proviziile acesteia.
- chestor

- magistrat roman care administra finanțele.
- șeful unei chesturi de poliție.
- chiabur - termen peiorativ referitor la țăranii înstăriți din perioada comunistă (vezi și culac).
- chiliarh - comandant a o mie de militari în Grecia antică.
- chilom - armă având forma unui baston cu secure la un capăt.
- chiproviceni - negustori și meșteșugari proveniți din Bulgaria evului mediu.

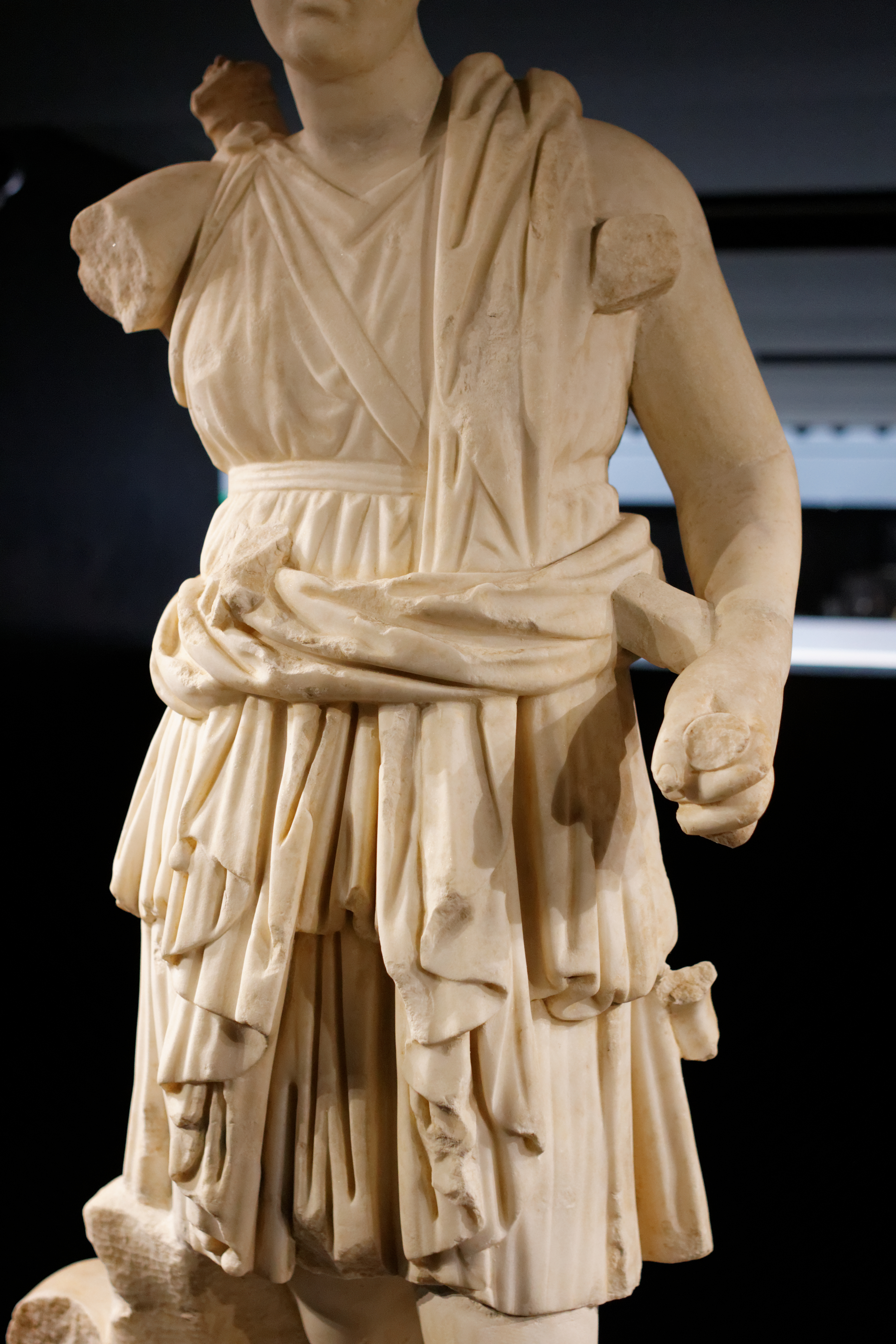
Diana din Versailles înveșmântată în chiton

- chiton - (în Grecia antică) un fel de tunică lungă și strâmtă, cu mâneci largi, purtată pe sub himation, care era prinsă în mod caracteristic pe umăr.
- chiup - vas de lut de mare capacitate.
- chívără - chipiu înalt folosit în trecut în unele unități militare.
- ciblă

- (în Evul Mediu, în Țara Românească) dare în cereale percepută în secolele al XIV-lea și al XV-lea;
- unitate de măsură de capacitate pentru cereale și poame, egală cu cea 100 de grame.
- cichirgiu - cofetar; cel care ducea tăvile cu dulceață la curtea domnească.
- ciclopic, zid ~ - zid construit din blocuri mari de piatră brută sau sumar cioplită, specific spațiului preelenic.
- cimier - figură care împodobea coiful de turnir (și pe cel de luptă) al cavalerilor medievali, reproducînd conținutul scutului.
- cinerar - vezi urnă.
- ciocoi

- (în Țările Române) persoană responsabilă cu colectarea taxelor.
- nume dat de țărani arendașilor, vătafilor.
- ciohodar:

- slujbaș în Țările Române responsabil cu încălțămintea domnitorului;
- lacheu la palatul domnului; slujitor domnesc;
- servitor care însoțea pe înalții demnitari turci.
- ciohodărit - (în trecut, în Țările Române) impozit în numerar, impus în special cizmarilor pe prăvălie.
- ciompi - nume dat muncitorilor de la manufacturile textile din Florența și care în 1378 au declanșat o revoltă populară.
- circ - (în Imperiul Roman) construcție destinată curselor de care sau luptelor de gladiatori.
- ciorbagiu - (în trecut) ofițer de ieniceri; comandant al unui regiment de ieniceri.
- circumvalat - care este înconjurat de fortificații (în formă de val de pământ).
- circumvalațe (sau circumvalațiune) - întăritură făcută împrejurul unei cetăți, al unui oraș, al unei tabere etc.
- Circus Maximus - (în română: „circul cel mai mare”, iar în italiană „Circo Massimo”) era un stadion roman destinat curselor cu cai, pentru amuzamentul maselor din Roma antică.
- cislă - (în trecut) impozit impus unor comunități fiscale.
- cistă:

- vas cilindric de metal caracteristic pentru prima Epocă a Fierului din Italia;
- mormânt preistoric din piatră în care era așezat cadavrul.
- cișmegiu - slujbaș însărcinat cu supravegherea rețelei de cișmele din București în a doua jumătate a secolului al XVIII-lea.
- citadelă - fortăreață situată în incinta unei cetăți sau în afara zidurilor unui oraș, cu rol defensiv (exemple: citadela din Namur, cea din Arbil, cea din Dinant).
- ciubote - taxă de deplasare percepută în Evul Mediu, în Moldova, de slugile domnești.
- Ciuma Neagră - epidemie de ciumă care a bântuit Europa în secolul al XIV-lea și care a secerat circa 50 de milioane de oameni.
- civilizația ateniană - civilizația din epoca lui Pericle (secolul al V-lea î.Hr.).
- civitas - oraș fortificat și cu drepturi speciale.
- clacă - (în feudalism) formă de rentă prin care țăranul efectua muncă gratuită în favoarea proprietarului de pământ.
- clactonian - cultură aparținând Paleoliticului inferior european, denumită astfel după stațiunea eponimă descoperită la Clacton-on-Sea și care se caracterizează prin unelte din așchii obținute dintr-un nucleu de piatră nepreparat anterior.
- clan - denumire a ginții (mai târziu a tribului) la popoarele celtice.
  - clan totemic - trib primitiv întemeiat pe apartenența tuturor membrilor la același totem.
- clăcaș - țăran liber juridic, dar lipsit de pământ, care este obligat să facă clacă pe moșia feudalului.
- clepsidră - instrument antic pentru măsurarea timpului bazat pe măsurarea perioadei în care se varsă apa sau nisipul dintr-un recipient în altul.
- clericalism - doctrină politică ce urmărește creșterea influenței clerului asupra viații politice și culturale a statului.
- client - (în Imperiul Roman) omul liber care se punea la dispoziția unui patrician, primind în schimb protecție.
- clucer - dregător care se ocupa cu aprovizionarea curții domnești.
- cneaz - conducătorul unui cnezat și care avea atribuții militare, judecătorești și administrative.
- cnezat

- formă de organizare politică de tip statal în Evul Mediu (la români și la slavi) bazată pe autoritatea cneazului.
-Teritoriu, stat condus de un cneaz (exemple: Cnezatul Moscovei, Cnezatul Serbiei).
- cnut - bici cu capătul prevăzut cu plumb pentru aplicarea de pedepse corporale.
- Coaliția antihitleristă - alianță formată din statele care s-au opus expansiunii Germaniei naziste în timpul celui de-al Doilea Război Mondial.

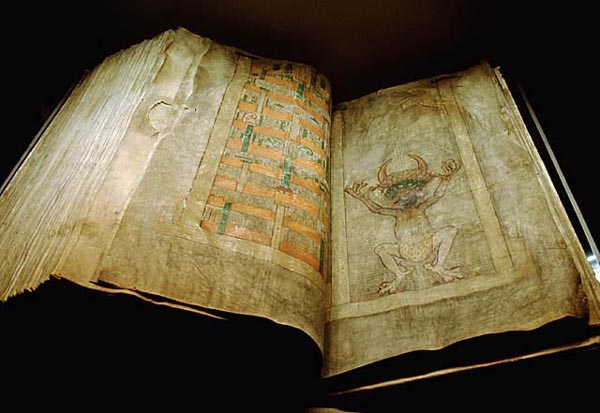
Codex Gigas

- Codex

- cea mai veche formă de carte, în Roma și Grecia antică, formată din tăblițe de lemn legate;
- culegere de manuscrise medievale;
- culegere de legi și documente din Evul Mediu.
- codice - culegere de legi, de documente medievale sau de alte texte vechi (vezi și corpus).
- codicologie - disciplină a paleografiei care studiază istoria manuscriselor, istorie a colecțiilor de manuscrise.
- cognomen - al treilea nume al unei persoane, care indică familia, potrivit vechiului drept roman.

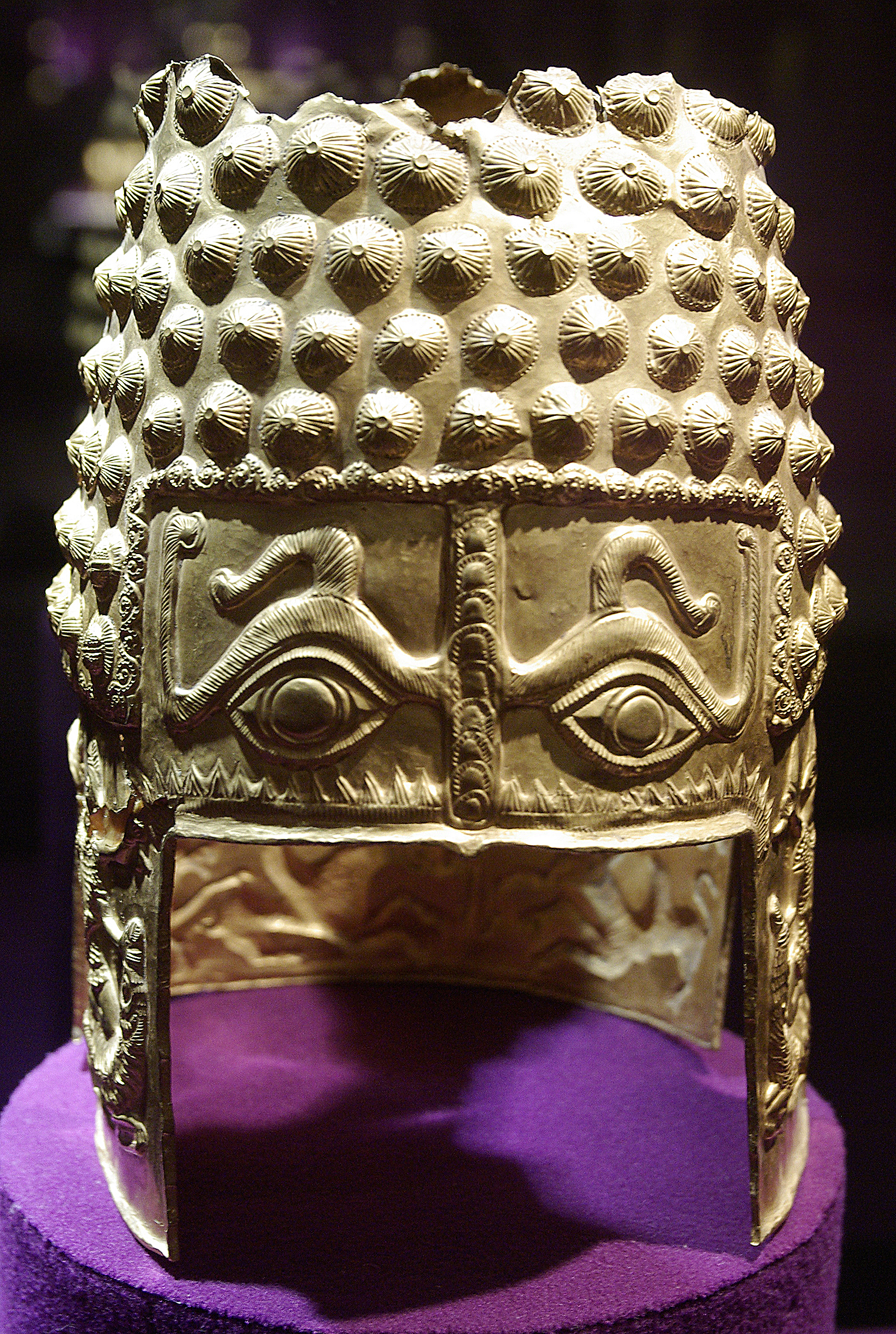
Coiful dacic de la Coțofenești

- cohortă - subdiviziune a armatei romane, formată din 500 de oameni (vezi legiune).
- coif - acoperământ de metal pentru protecția capului, purtat în vechime de ostași în timpul luptei.
- colaboraționism - atitudine sau politică de trădare a intereselor propriei țări, specifică celor care au colaborat cu ocupanții străini, în special cu ocupanții hitleriști în timpul celui de-al Doilea Război Mondial; vezi și rezistență.
- colac - răsplată dată de un proprietar celui care îi găsea vite sau obiecte pierdute.
- colaci domnești - daruri trimise domniei de către orașele Țărilor Române.
- colaci vlădicești - daruri trimise de egumenii moldoveni către mitropolit în secolele al XVII-lea și al XVIII-lea.
- colbertism - doctrină politică creată de Jean-Baptiste Colbert, care promova necesitatea protecționismului temporar și al producției naționale, limitându-se importul.
- colectivism - organizare socială (în special în fascism și în comunism) în care interesele și drepturile individului sunt subordonate celor ale colectivității sociale.
- colectivizare - obligarea țăranilor să constituie gospodării agricole colective, bazate pe proprietatea comună a pământului și mijloacelor de muncă (vezi: Colectivizarea în România, Colectivizarea în URSS).
- colhoz - gospodărie agricolă colectivă în URSS.
- colibași - categorie de țărani dependenți, menționați în documentele din Țara Românească a secolului al XVII-lea.
- collegia - asociere de persoane în Imperiul Roman, care aveau aceeași profesie, origine, etnie sau aceeași religie, în scop de ajutor reciproc.
- Coloana a cincea

- (în timpul Războiul Civil Spaniol) denumire agenturii condusă de Emilio Mola;
- (în cel de-al Doilea Război Mondial) denumire dată colaboraționiștilor naziști.
- colon (în Imperiul Roman și în Evul Mediu Timpuriu) muncitor agricol care lucra o bucată de pământ luată în arendă.
- colonat - (în Imperiul Roman și în Evul Mediu Timpuriu) sistem de exploatarea a pământului conform căruia marii proprietari acordau în arendă colonului și familiei sale un loc de pământ în schimbul unei dijme.
- colonie

- în Antichitate, oraș întemeiat în scopuri comerciale sau strategice pe teritorii străine;
- oraș întemeiat de romani în teritoriile cucerite, având rol economic, administrativ și militar;
- teritoriu ocupat și administrat de o națiune străină și care este dependent de aceasta;
- grup de persoane strămutate dintr-o regiune în alta (din cauza războiului sau benevol);
- așezare de indivizi condamnați la muncă forțată.
- colonizare:

- crearea de așezări orășenești de către statele sclavagiste Grecia și Roma antică pe teritorii străine;
- mutarea organizată a unei populații dintr-o zonă sau țară în altă, în scopul deznaționalizării populației indigene, al întăririi granițelor sau al populării regiunilor cu populație rară.
- colonizarea greacă - procesul de migrație a elenilor din cetățile lor, desfășurat între secolele al VIII-lea și al VI-lea î.Hr., care a dus la întemeierea de noi așezări (colonii).
- colonizarea romană - componentă a procesului de romanizare, prin care autoritățile romane au transferat cetățeni romani în teritoriile anexate.
- colonizarea sașilor - acțiunea întreprinsă de regalitatea maghiară, între secolele al XII-lea și al XIII-lea, prin care a colonizat în Transilvania grupuri de populație germană.

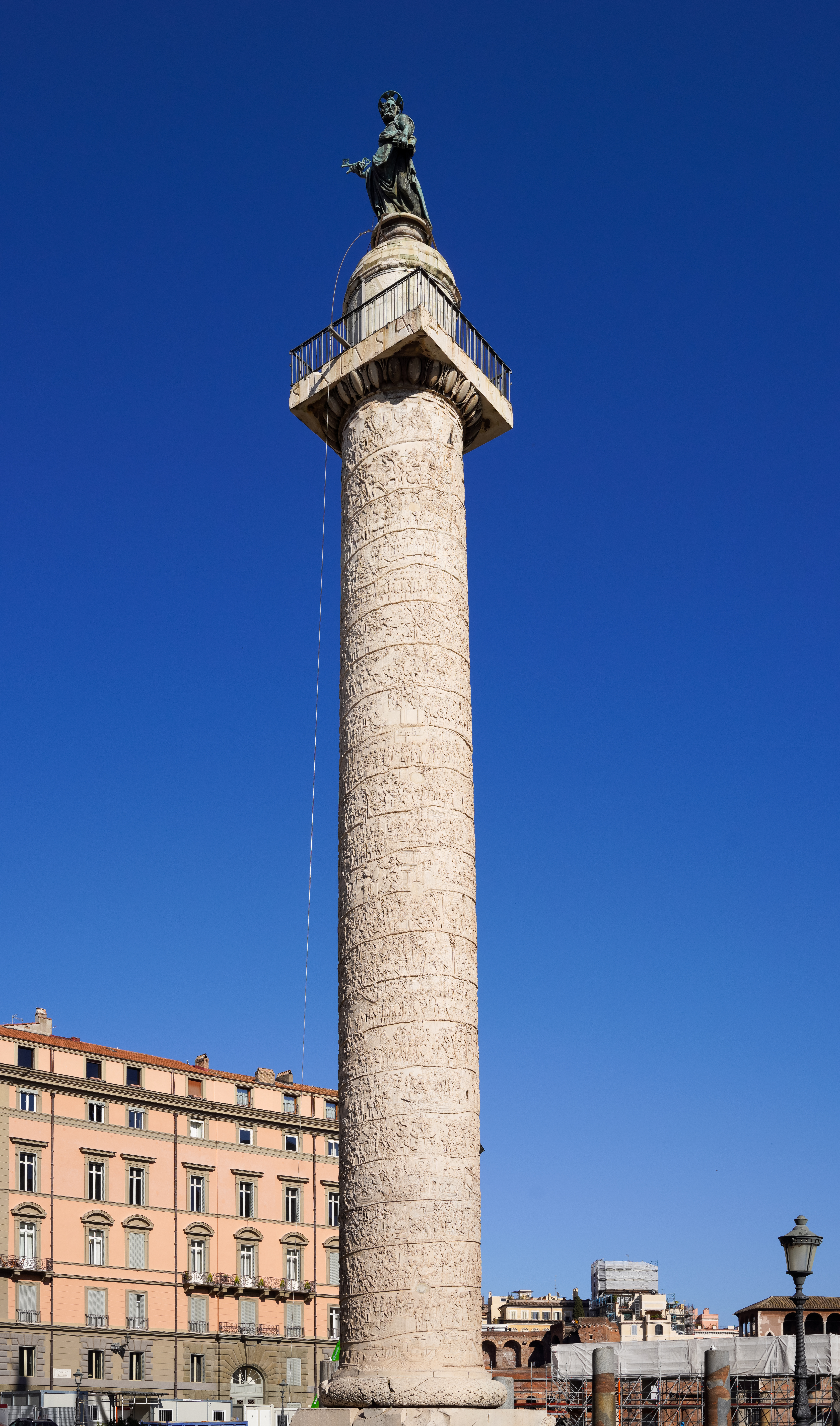
Columna lui Traian

- Colosseumul - la origine Amfiteatrul Flavian, este un imens amfiteatru elipsoidal situat în centrul orașului Roma, cel mai mare construit vreodată în Imperiul Roman.
- Columna lui Traian - monument ridicat de Traian la Roma și inaugurat la 12 mai 113, în amintirea Războaielor Daco-Romane.
- comati - oameni de rând din societatea geto-dacă, organizați ca meșteșugari, agricultori sau păstori.
- combatant - persoană care ia parte la lupta armată (vezi și beligerant).
- Cometa lui Cezar - cea mai cunoscută cometă a Antichității. Vizibilitatea ei de șapte zile a fost luată de romani drept un semn al zeificării lui Iulius Caesar, asasinat cu puțin timp înainte ca această cometă să apară pe bolta cerească.
- Cominform - birou comunist de informații, fondat în 1947 de URSS și de celelalte partide comuniste din Blocul răsăritean.
- Comintern - vezi: Internaționala a III-a comunistă.
- comis - mare dregător care avea în grijă caii și grajdurile curții domnești.
- comisar:

- persoană oficială cu prerogative speciale, de exemplu: comisarii Convenției Naționale din perioada Revoluției franceze;
- titlu oficial folosit în URSS; exemple:  comisar al poporului (membru al guvernului) și comisar politic (ofițer politic în armată).
- Comisia Monumentelor Istorice - comisie înființată în 1892 în Regatul României, cu menirea de a inventaria, studia, păstra și restaura monumentele istorice.
- Comisiunea Istorică a României - comisie științifică înființată în 1910 de către Spiru Haret, cu scopul de a publica izvoarele istoriei României și care a funcționat pînă în 1938.
- comitat:

- unitate administrativ-teritorială în Europa Occidentală.
- unitate administrativ-teritorială a unei țări, condusă de un comite sau conte (de exemplu: Comitatele medievale din Transilvania, Comitatele istorice ale Angliei, Comitatele Ungariei).
- Comitia - adunări ale poporului în Roma antică, în perioada Republicii, cu atribuții politice, legislative, judecătorești și religioase.
- Comitet de oblăduire - organism politic provizoriu, constituit la 15/27 ianuarie 1821, care a preluat conducerea afacerilor interne ale Țării Românești după decesul lui Alexandru Suțu.
- Commonwealth

- denumirea statului englez în perioada republicii (1649 - 1660);
- Commonwealth of Nations, asociație de state, creată în 1926, care are drept obiectiv conlucrarea pe plan economic, politic, social și cultural între Anglia și fostele sale colonii.
- comodor - Ofițer superior căpitanului de vas și inferior contraamiralului.
- Compania Indiilor Orientale

- Companie comercială engleză, fondată în 1600, pentru comerțul cu India, Asia de Sud-Est și China;
- companie comercială olandeză, întemeiată în 1602 și care și-a încetat activitatea în 1798;
- companie comercială franceză, care a funcționat în perioada 1664 - 1794.
- composesorat - formă de organizare și administrare colectivă a proprietăților funciare⁠(d), predominant în spațiul Transilvaniei, începând din perioada medievală și continuând până în secolul al XX-lea.
- Comsomol - organizație comunistă de tineret din Rusia.
- Comuna din Paris - guvernul instaurat la 18 martie 1871 de către populația pariziană răsculată.
- comuna primitivă - prima formațiune social-economică din istoria societății, corespunzând unor forțe de producție slab dezvoltate, bazată pe proprietatea comună asupra mijloacelor de producție și pe relații de colaborare și ajutor reciproc.
- comunarzi - participanți la Comuna din Paris.
- comună:

- (în Evul Mediu) oraș cu o oarecare autonomie administrativă;
- conducere municipală în timpul Revoluției burgheze din Franța.
- comuneros:

- denumire a orașelor libere din Castilia care, în 1520, s-au răsculat împotriva absolutismului regal;
- locuitorii unui oraș liber din Spania medievală;
- denumirea primilor luptători pentru independența națională în America Latină.
- conac:

- casa și curtea la fostele moșii boierești din spațiul românesc;
- reședința unui ispravnic.
- local al vămilor turcești.
- Concertul European - Acordul existent între mai multe state europene după Congresul de la Viena până la declanșarea Primului Război Mondial.
- conchistadori - soldați și aventurieri spanioli, care, imediat după cucerirea Americii, au cucerit ținuturi întinse, jefuind și exterminând pe indigeni.
- concordat - tratat încheiat între un papă și un stat (de exemplu: Concordatul de la Worms).
- condotier - conducător de detașamente mercenare din Italia secolelor al XIV-lea și al XV-lea, care se angaja în serviciul militar al orașelor, principilor sau al papii.
- conetabil - comandant suprem al armatelor regale din Franța, în Evul Mediu.
- Conspirația egalilor - mișcare revoluționară, comunist-utopică din Franța, inițiată în 1796 de societatea secretă a egalilor condusă de Babeuf.
- consul

- denumirea funcției celor doi magistrați în Republica Romană, care exercitau puterea supremă;
- denumirea funcției fiecăruia dintre cei trei magistrați supremi care au condus Republica Franceză.
- Consulat - formă de guvernare instituită în Franța în urma loviturii de stat de la 9 noiembrie 1799 a lui Napoleon.
- contăș - haină îmblănită purtată în trecut de boieri.
- conte - titlu de noblețe ereditar, situat între viconte și marchiz sau între baron și prinț.

- conte imperial - denumirea dată unui anumit statut în Sfântul Imperiu Roman.

- continuitate - existența neîntreruptă a unui popor pe teritoriul în care acesta s-a constituit.
- contrareforma - acțiune a Bisericii Catolice în secolul al XVI-lea în vederea reorganizării propriei structuri și a apărării doctrinei sale pusă în discuție de Reforma Protestantă.
- contras - Luptător anticomunist de gherilă din America Latină.
- Cooperativă Agricolă de Producție (CAP) - inițial, Gospodărie Agricolă Colectivă (GAC),  unitate economică socialistă, realizată prin asocierea țărănimii, bazată pe proprietatea cooperatistă asupra mijloacelor de producție și a producției.
- cooperativizarea agriculturii - unire forțată a țărănimii în cooperative agricole de producție, în România comunistă, între 1949 și 1962, după modelul sovietic.
- copist (vezi și caligraf):

- persoană care, mai ales înainte de apariția tiparului, copia texte;
- funcționar la curtea unui domnitor, însărcinat cu redactarea și copierea documentelor.
- cordelieri - denumirea membrilor Societății prietenilor drepturilor omului și ale cetățeanului, înființată în timpul Revoluției franceze.
- Cornul abundenței - (sau Semiluna fertilă) regiune de forma unei semilune, situată în vestul Asiei, în care s-au succedat numeroase civilizații antice (sumerieni, babilonieni).
- Coroana austro-ungară - monedă oficială în Imperiul Austro-Ungar, din 1892, când a înlocuit Guldenul austro-ungar / Florinul austro-ungar / Forintul austro-ungar, până în 1918, la dizolvarea imperiului.
- Corpul Muncitoresc Legionar - organizație muncitorescă legionarǎ creatǎ în 1936 de către Corneliu Zelea Codreanu.
- corsar - (în trecut) participant la un război pe mare cu mijloace proprii și care nu primea soldă, ci doar o parte din prada de război.
- Cortes - organe reprezentative pe stări în regatele feudale din Spania și Portugalia.
- Cortina de fier - barieră politică, militară și ideologică impusă de URSS după cel de-al Doilea Război Mondial în vederea izolării statelor comuniste și împiedicarea contactului lor cu alte țări.
- costandă - monedă de argint care a circulat în Țările Române prin secolele al XVII-lea și al XVIII-lea.

### Cr - Cz
- crah⁠(d) - criză acută a vieții economice, caracterizată în special prin scăderea cursului acțiunilor la bursă (exemplu: Crahul din 1929).
- crainic - (în feudalism) persoană însărcinată cu anunțarea oficială a mesajelor, decretelor și hotărârilor regale către public, într-o perioadă în care nu existau alte mijloace de comunicare.
- crater⁠(d) - (în Antichitate) vas mare, frumos pictat cu scene mitologice și cu două toarte laterale, în care se amesteca apa cu vinul la petreceri.
- creițar - monedă care a circulat în Germania, Austro-Ungaria și Bucovina până la sfârșitul secolului al XIX-lea.
- crestomație⁠(d) - culegere de texte din diferiți autori, reprezentative pentru valoarea lor filologică, istorică, documentară etc (vezi și: codice, corpus).
- Crinolină - fustă largă, în formă de clopot, la modă pe la mijlocul secolului al XIX-lea.
- Criza dinastică - problema succesiunii la tronul României, creată în 1925 prin renunțarea la drepturile dinastice de către prințul moștenitor Carol al II-lea și care s-a încheiat la 8 iunie 1930 prin revenirea acestuia la tron.
- Criza din iulie - criză diplomatică între marile puteri europene în vara anului 1914, declanșată prin atentatul de la Sarajevo și care a culminat cu izbucnirea Primului Război Mondial.
- Criza rachetelor cubaneze - confruntare în cadrul Războiului Rece între URSS și SUA, provocată de instalarea de către sovietici a unor rachete în Cuba, în 1962.
- Criza Sputnik - moment important în cadrul Războiului Rece, marcat de lansarea de către URSS a lui Sputnik 1 (la 4 octombrie 1957), când SUA se considera conducătoare în cursa pentru cucerirea spațiului cosmic.
- cromlech - monument megalitic din Epoca Bronzului, alcătuit din pietre verticale dispuse circular în jurul unei pietre mari (vezi și dolmen).

.

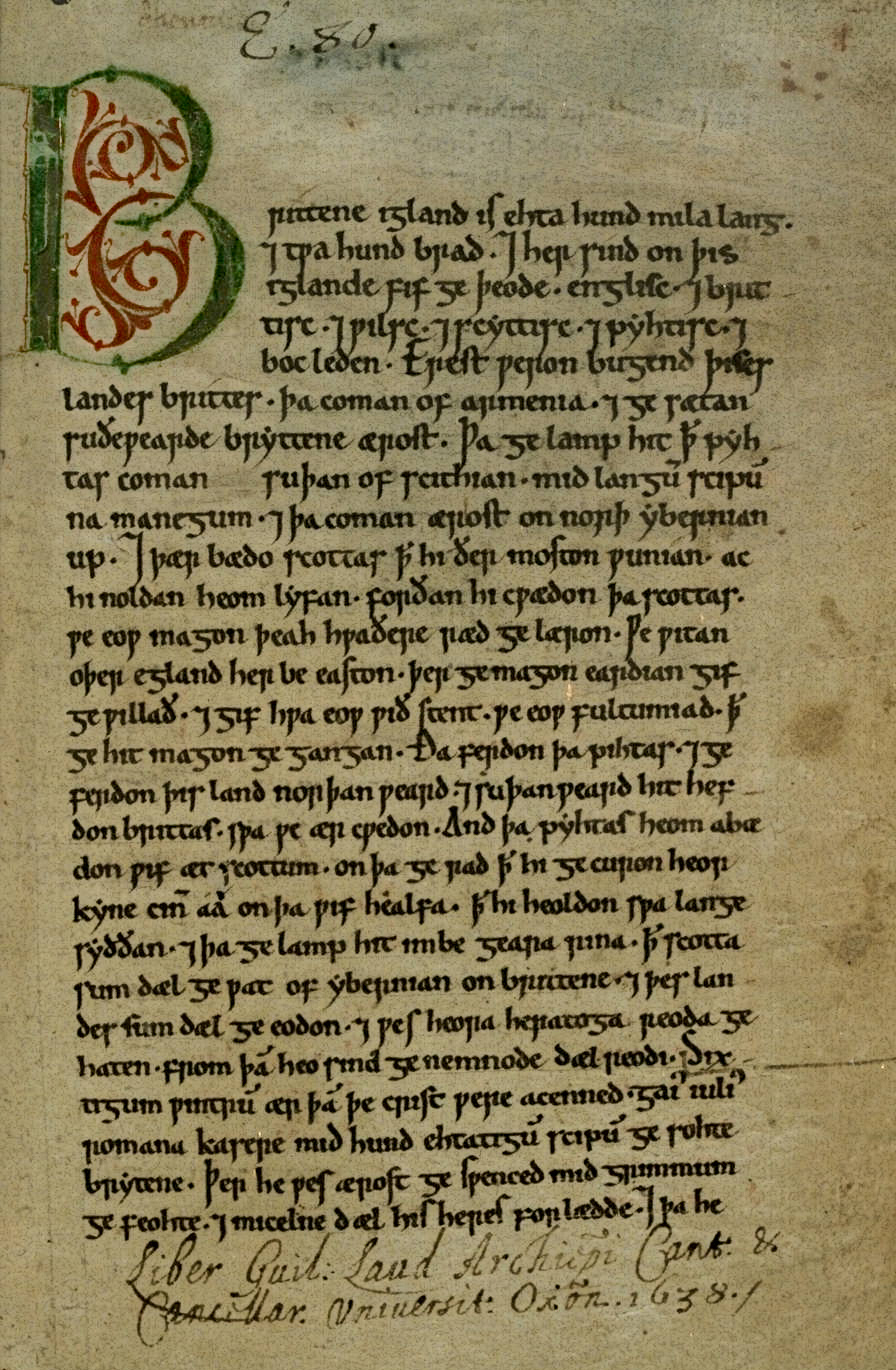
Cronica anglo-saxonă (secolul al IX-lea)

- Cronica pictată de la Viena - cronică ilustrată a Ungariei medievale, scrisă în secolul  al XIV-lea.
- cronică

- (în Evul Mediu) lucrare cu caracter istoric, letopiseț, hronic.
- articol dintr-o publicație care comentează evenimente de actualitate.
- cronograf - scriere populară, reprezentând o sinteză a istoriei universale.
- cronologie - disciplină auxiliară a istoriei care se ocupă cu datarea evenimentelor istorice în vederea stabilirii succesiunii acestora.
- cruciadă - fiecare din cele opt expediții cu caracter militar, întreprinse la îndemnul Bisericii Catolice, sub pretextul eliberării mormântului lui Cristos de la Ierusalim.
- cucă - căciulă înaltă, împodobită cu pene de struț, purtată la ceremonii de marii demnitari români sau otomani (vezi și calpac, ișlic).
- cuirasă - îmbrăcăminte defensivă metalică sau de piele groasă, care acoperea pieptul și spatele, întrebuințată de războinici în Antichitate și în Evul Mediu și de unitățile de cuirasieri până spre sfârșitul secolului al XIX-lea.
- cuirasieri - cavalerie grea în oștile europene de la sfârșitul secolului al XVI-lea până la începutul secolului al XX-lea.
- culac (scris și Kulac) - Denumire peiorativă pentru țărani înstăriți ruși (vezi și chiabur).
- culă - locuință fortificată, răspândită în secolele al XVIII-lea - al XIX-lea, îndeosebi în Serbia, Albania și Oltenia, având două-trei caturi legate printr-o scară interioară.
- cult imperial - (în Roma antică) cult dedicat împăratului, considerat zeu în viață.
- cultură arheologică - concept utilizat în arheologie pentru a descrie un grup distinct de oameni care împărtășesc caracteristici culturale similare și care au trăit într-o anumită regiune și perioadă de timp.
  - Cultura Cucuteni-Tripolia - cultură arheologică neolitică care s-a dezvoltat între mileniile VI-III î.Hr. și care s-a întins de la Carpați până la Nipru, din România de astăzi până în Ucraina.
  - Cultura Dorset - cultură arheologică care precede cultura Inuit din Arctica nord-americană, în special în nordul Canadei și în Groenlanda de astăzi.
  - Cultura Dridu - denumirea dată de arheologi unui ansamblu de circa 2.000 de obiective arheologice, de pe teritoriul României și al țărilor vecine, din secolele al III-lea — al XIII-lea, mileniu care corespunde cu „dieta documentară” relativă la istoria protoromânilor.
  - Cultura Hamangia - cultură arheologică din neoliticul mijlociu care s-a dezvoltat în mileniul V î.Hr. pe coasta de vest a Mării Negre, în jurul gurilor Dunării și Tyras, în regiunile de astăzi Bugeac, Dobrogea și Ludogorie, între cursul inferior al Nistrului în Ucraina de astăzi și partea de est a munților Haemus în Bulgaria de astăzi.
- cultură de prund - termen ce desemnează primul ansamblu de vestigii materiale din paleolitic, alcătuite cu precădere din pietre de râu cioplite.
- cultură materială - totalitatea bunurilor materiale și a mijloacelor producerii lor.
- culturnic - activist comunist responsabil cu cultura.
- cuneiformă - scriere asiriană cu litere în formă de cuie.
- cuniță - dar pe vitele mari, supliment al văcăritului în Moldova din prima jumătate a secolului al XVIII-lea.
- cupár - slujbaș mai mic de curte din Moldova medievală.
- curbă de sacrificiu - denumire dată în 1931 – 1933 reducerii salariilor și pensiilor muncitorilor și funcționarilor publici din România.
- curie

- unitate religioasă, militară și politică la romani;
- administrația pontificală a Bisericii Catolice.
- cursus honorum - ierarhia funcțiilor publice (magistraturi) pe care le puteau deține cetățenii romani.
- cursus publicus (sau vehiculatio) - serviciul de poștă al Imperiului Roman.
- curtean

- persoană care deținea o funcție la curtea domnească;
- gardă la curtea domnească.
- curte domnească (sau regală) - ansamblul de persoane care înconjoară un monarh sau un alt suveran și care se ocupă de administrarea treburilor regatului, precum și de organizarea vieții și activităților acestuia.
- curtezană - femeie de moravuri ușoare, care trăia la curtea unui suveran sau nobil.
- curuți

- nume dat țăranilor români și unguri participanți la Războiul țărănesc condus de Gheorghe Doja;
- nume dat în Ungaria și în Transilvania participanților la lupta antihabsburgică.
- cutumă - normă de drept nescrisă, adoptată prin tradiție.
- cuțovlahi - nume dat populației aromâne din Macedonia de către populația greacă localnică.
- cuzism - curent ideologic și politic extremă dreaptă, al cărui promotor a fost A.C. Cuza.
- cvadrigă - car pe două roți, tras de patru cai, folosit de romani la cursele de circ și la spectacole triumfale.
- cvadrivium - grup de discipline cuprinzând aritmetica, muzica, geometria și astronomia, care, împreună cu trivium, formau cele șapte arte liberale, materia de învățământ din Evul Mediu.

## D

### Da - De
- daca - paloș curb, armă caracteristică a dacilor.
- daci -  popor de origină tracă, așezat mai ales în Oltenia, Transilvania și Banat, în urma Războaielor daco-romane, prin contopirea dacilor cu romanii, are loc etnogeneza românească.
- Dacia - în Antichitate, un teritoriu din regiunea carpato-danubiano-pontică, corespunzătoare, aproximativ, celui al teritoriului României actuale și a cărui denumire provine de la numele latin al locuitorilor principali ai săi, dacii, care erau foarte înrudiți cu tracii.
- daco-românism - curent ideologic sau politic care milita pentru unirea într-un singur stat a românilor din teritoriile care alcătuiseră Dacia.
- daimyo - denumire a marilor seniori feudali din Japonia.
- danie - acordarea de către domnitor a unei moșii în cadrul sistemului relațiilor de vasalitate.
- daraban (sau dărăban) - vezi dorobanț.
- dardă - armă albă medievală compusă dintr-o vergea cu vârful metalic.
- dare - nume generic pentru obligațiile către domnie ale locuitorilor din Țările Române.
- darea calului - obligație feudală care constă în răscumpărarea pământului de la domnitori, considerați stăpâni supremi ai acestuia.
- davă - centru fortificat geto-dac, reședința unui șef de trib.
- decembriști - nume dat revoluționarilor ruși de origine nobiliară care au organizat, la Sankt Petersburg, răscoala armată din 1825 împotriva absolutismului țarist.
- decemvir - fiecare dintre cei zece magistrați romani aleși în anul 451 î.Hr. pentru a întocmi Legea celor 12 table.
- decemvirii - denumirea unui grup de zece legionari care l-au asasinat pe deputatul Mihai Stelescu în iulie 1936.
- decimare - (în Imperiul Roman) formă de pedepsire a unei unități militare, executând fiecare al zecelea soldat.
- decimă - dijmă plătită Bisericii Catolice de către enoriașii care nu erau nobili.
- Declarația de Independență - document adoptat la 4 iulie 1776 prin care cele 13 colonii engleze din America de Nord și-au proclamat independența.
- Declarația Drepturilor Omului și ale Cetățeanului - document programatic al Revoluției franceze, adoptat la 26 august 1789, de către Adunarea Constituantă.
- Declarația Universală a Drepturilor Omului - document internațional adoptat de ONU la 10 decembrie 1948, care prevede respectarea drepturilor și libertăților omului.
- Decret asupra păcii - document scris de Lenin și adoptat în 1917, marcând victoria Revoluției din Octombrie.
- decumanus - în urbanismul roman, decumanus este o axă rutieră  orientată de la est la vest.
  - decumanus maximus - cel mai important decumanus al unui oraș roman.
- decurie

- subunitate de cavalerie în armate romană, formată din zece soldați;
- colegiu de mici funcționari la Roma și în municipiile romane.
- decurion

- comandant al unei decurii;
- membru al consiliului municipiilor și coloniilor din Imperiul Roman;
- șef al unui serviciu al administrației palatului imperial la sfârșitul Imperiului Roman.
- dédină - (în Țările Române) posesiune feudală moștenită de la înaintași.
- defensism - atitudine lipsită de combativitate (în special în Primul Război Mondial).
- deget - măsură de lungime folosită în special în Antichitate
- delfin al Franței - titlu purtat de conții și ducii din Dauphiné sau fiul cel mare al regelui Franței.
- deliu

- soldat din corpul de călăreți înființat de Mihai Viteazul;
- soldat din garda domnească în epoca fanariotă;
- soldat din cavaleria ușoară turcă.
- delniță - parte din hotarul moșiei unui sat din Țara Românească, în Evul Mediu, care se afla în stăpânirea ereditară a unei familii de țărani ce locuiau în satul respectiv.
- demagog - denumire a șefului partidului popular în statele din Grecia antică.
- demă:

- diviziune administrativă în Grecia antică și în Imperiul Bizantin;
- miliție orășenească și facțiune politică în Bizanț.
- demos - parte a populației libere din Grecia antică, cu drepturi politice depline, care nu făceau parte din aristocrație.
- denar era o mică monedă romană de argint; denarul macedonean este, din 1993,  unitatea monetară oficială a Macedoniei.
- denazificare - eliminarea nazismului din viața politică a Germaniei și facilitarea democratizării țării în perioada postbelică.
- denier francez - monedă medievală care își ia numele de la moneda francă emisă pentru prima dată la sfârșitul secolului al VII-lea.
- deportare - acțiune represivă constând în mutarea forțată a unei (unor) persoane sau minorități (popor) spre un loc determinat (exemple: Deportările în Bărăgan, Deportarea românilor în Uniunea Sovietică, Deportarea germanilor din România în Uniunea Sovietică).
- descălecat - termen utilizat de cronicarii medievali referindu-se la fondarea unor state medievale ca: Țara Românească (Descălecatul Țării Românești), Moldova (Descălecatul Moldovei).
- desetină

- impozit în Moldova (vezi și zeciuală, dijmă).
- unitate de măsură pentru suprafețe egală cu 1,09 hectare.
- desovietizare - Ieșire din raza de influență a URSS.
- despot

- conducător cu puteri discreționare (vezi și dictator, tiran).
- guvernator al unei provincii din Imperiul Bizantin.
- despotism - regim politic caracterizat prin putere nelimitată și guvernare arbitrară (vezi și absolutism).
- despotism luminat - vezi absolutism luminat.
- destalinizare - doctrină inițiată de Hrușciov prin care sunt eliminate concepțiile, metodele și practicile de guvernare impuse de Stalin.
- devălmășie - (în Evul Mediu, în Principatele Române) formă de proprietate asupra unei părți din hotarul satului.
- deviză - scurtă expresie cu caracter simbolic.
- devlet - termen otoman asociat cu legitimitatea puterii sultanului, care exprimă ideea de autoritate suverană și ordinea impusă de stat, având și o conotație spirituală și morală în contextul islamic.

### Di - Dz
- diac - scriitor la cancelaria domnească și slujbaș al vistieriei.
- diadoh - denumire dată generalilor lui Alexandru cel Mare care l-au succedat în conducerea imperiului Macedonean.
- diar(c)hie - sistem de guvernare în care două persoane conduc împreună, împărțind puterea și autoritatea în mod egal; exemple: statul spartan, regiunea Punjab⁠(d) în timpul administrației britanice.
- diaspora

- totalitatea comunităților evreiești dispersate în afara Palestinei;
- grup etnic aflat în afara granițelor de origine.
- dictat - act prin care un stat impune altui stat condiții (politice, militare, economice, renunțări teritoriale) împotriva voinței acestuia (exemplu: Dictatul de la Viena).
- dictator

- (în Roma antică) conducător al armatei, cu puteri politice nelimitate.
- conducător de stat cu puteri discreționare (vezi și absolutism, despotism).
- Dictatul de la Viena - hotărâre arbitrară impusă României la 30 august 1940 de către reprezentanții Germaniei și Italiei, prin care partea de nord a Transilvaniei a fost predată Ungariei horthyste.
- dictatura iacobină - perioada iunie 1793 - iulie 1794 din timpul Revoluției franceze, caracterizată prin măsuri radicale în domeniul economic și social și represiune politică.
- dictatura militaro-fascistă - regim politic instaurat în România după abdicarea lui Carol al II-lea (6 septembrie 1940) până la 23 august 1944.
- dictatură

- regim politic în care puterea se află concentrată în mâinile unei persoane, numite dictator (vezi și absolutism, despotism);
- (în Roma antică) demnitatea, puterea unui dictator.
- dietă - adunare legislativă în Evul Mediu (de exemplu: Dieta Transilvaniei, Dieta Bucovinei) sau în unele state moderne (vezi Dieta Japoniei).
- difuziune culturală - răspândirea valorilor spirituale dintr-o anumită zonă spre alte spații istorice, pe care le influențează.
- diggeri - adepții curentului de extremă stângă din timpul Revoluției burgheze din Anglia.
- dijmă - dare care reprezenta a zecea parte din produse, percepută de la stăpânii feudali de la producătorii direcți (vezi și rentă, zeciuială).
- dimerlie - veche măsură de capacitate pentru cereale, utilizată în Țările Române.
- dinar - monedă de argint care a circulat în Principatele Române.
- dinastie - familie domnitoare în cadrul căreia se moștenește tronul din tată în fiu; altă denumire: casă regală (sau imperială).
- dioceză

- diviziune teritorială a Imperiului Roman, creată printr-o reformă inițiată de Dioclețian;
- circumscripție ecleziastică (în Evul Mediu); dieceză, eparhie.
- Diploma andreană (în latină Andreanum, germană Goldener Freibrief) sau Goldener Freibrief der Siebenbürger Sachsen („Hrisovul de aur al sașilor transilvăneni”) a fost un document, emis în anul 1224 de regele Andrei al II-lea al Ungariei, prin care reconfirma coloniștilor germani o serie de privilegii, care au fost menținute pe tot parcursul Evului Mediu, unele chiar până în anul 1876.
- Diploma Ioaniților - privilegiu acordat în 1247 de regele Ungariei Béla al IV-lea Cavalerilor Ioaniți.
- Diploma leopoldină - act emis în 1691 de către Împăratul Leopold I în scopul reglementării raporturilor dintre Transilvania și Imperiul Habsburgic.
- diplomatică - disciplină auxiliară a istoriei care studiază actele și documentele oficiale, elaborarea, autenticitatea și transmiterea lor.
- diplomă - (în Evul Mediu) act prin care se acorda cuiva un titlu de noblețe, anumite privilegii etc.

- diplomă de înnobilare - act oficial prin care o persoană obține din partea unui monarh un titlu nobiliar.

- Directorat - formă de guvernare din Franța perioadei 1795 - 1799.
- direse - termen generic cu care erau denumite actele emise de cancelaria domnească în Țările Române.
- Discursul râurilor de sânge - discurs ținut în 1968 de către Enoch Powell, membru în cabinetul-fantomă al partidului conservator, ca ministru al apărării, la Birmingham, în care a criticat dur politica de migrație în masă, în special imigrația din Commonwealth în Regatul Unit.
- district imperial - unitate teritorială subordonată Sfântului Imperiu Roman.
- Divan - consiliu otoman cu atribuții politice, administrative și juridice, alcătuit din mai mulți demnitari.

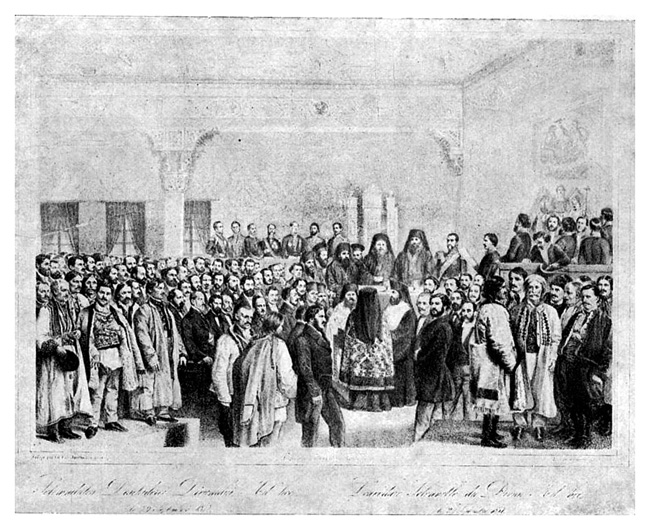
Divanul ad-hoc din București, 1857

- Divan ad-hoc - vezi Adunare ad-hoc.
- document - text, inscripție, fotografie etc. care poate servi la cunoașterea mai temeinică a unui eveniment, a unui fapt istoric sau actual.
- dodecar - monedă turcească de aur care a circulat și în Țările Române în prima jumătate a secolului lal XIX-lea.
- doge - titlu purtat de conducătorul vechilor republici italiene Veneția și Genova.
- dolmen - monument preistoric, megalitic, alcătuit dintr-o lespede de piatră așezată orizontal pe două sau mai multe blocuri de piatră dispuse vertical (vezi și cromlech).
- domeniu (feudal) - proprietate funciară feudală întinsă, care a stat la baza societății medievale în Europa Apuseană; altă denumire: seniorie.
- dominat - sistem de guvernare caracteristic Imperiului Roman, bazat pe puterea absolută a împăratului.
- dominion - stat din Imperiul Britanic, cu independență formală, care depindea de metropolă.
- dominium eminens - termen care exprimă dreptul de stăpânire asupra pământului unui stat de către rege sau împărat.
- dominium utile - termen medieval care exprimă dreptul de proprietate al boierului asupra pământului aflat în posesia țăranilor dependenți.
- domn - titlu purtat în Evul Mediu de suveranii români, derivat din titlul împăraților romani din epoca Dominatului.
- domnie - instituție politică în Țara Românească și Moldova care exercita puterea, reprezentantul ei fiind domnul, care avea atribuții executive, judecătorești, legislative și militare.
- domnitor - titlu purtat de suveranii României Al. I. Cuza și Carol I.
- domn regulamentar - domn al Principatelor Române din perioada Regulamentului organic.
- donjon - turnul principal al unui castel medieval, bine întărit pentru a rezista unui asediu îndelungat.
- dorobanț - membru al trupelor de infanterie, care au jucat un rol important în Războiul de Independență (1877-1878).
- dragoman - interpret oficial folosit în trecut în țările din Orient, mai ales în Imperiul Otoman.
- dragon - soldat de cavalerie care descăleca în timpul luptei.
- drahmă - monedă de argint din Grecia antică.
- drapel - bucată dintr-un material textil, de obicei în formă dreptunghiulară, fixată la una din laturi de un băț sau lance și reprezentând culorile (uneori și stema sau emblema) unei organizații, ale unei instituții etc.
- drapel național - drapel care simbolizează un stat.
- dregător - demnitar la curtea domnească în Țările Române. Principalii dregători erau: vornicul, logofătul, vistieru, banul, spătarul.
- Dreptate și frăție - Deviza Revoluției Române din 1848.
- drept de cetate - privilegiu acordat de un monarh, prin care se stabileau drepturile de exemplu de a fortifica orașul, sau de avea un târg (sinonim: privilegiu de oraș).
- dreptul de prima noapte - (în Evul Mediu) obligația fetelor supuse unui nobil de a întreține relații sexuale cu acesta înainte de a se căsători.
- drept de stivuire - în Evul Mediu, dreptul unui oraș de a cere negustorilor să descarce și să stivuiască mărfurile pentru o anumită perioadă de timp într-un loc de depozitare public.
- drum roman - drumurile romane sunt căi de comunicație ale rețelei rutiere create de romani.
- Drumul mătăsii - cale comercială care lega China de țările din Asia centrală și apuseană, creată prin secolul al II î.Hr.
- Drumul Sării - nume dat, în Evul Mediu, drumurilor pe care se transporta sare în Evul Mediu românesc.
- Dualism austro-ungar - formă de conducere adoptată de monarhia austro-ungară în perioada 1867 - 1918, constând în alianța păturilor conducătoare ale celor două națiuni privilegiate (austriacă și ungară).
- dualismul politic românesc - concept istoriografic care se referă la existența a două state medievale românești, excluzând Transilvania.
- ducat - provincie aflată sub conducerea unui duce.
- ducat - monedă de argint sau de aur emisă din Evul Mediu până la începutul Primului Război Mondial, în diferite țări ale Europei.
- duce - titlu nobiliar; provine din latină dux, ducis, iar în acuzativ ducem („conducător”).

- "Il Duce" - în Italia, titlul luat de Benito Mussolini.
- Ducipal - Bucefal (vezi mai sus).
- duel judiciar - luptă între două persoane (în mod obișnuit, în Evul Mediu și în Renaștere) care susțineau revendicări opuse cu privire la o anumită chestiune, iar rezultatul luptei ar fi fost considerat un verdict divin asupra vinovăției.
- dulamă:

- (în trecut) mantie de ceremonie a domnilor, a boierilor și care mai târziu a fost purtată și de cei înstăriți;
- haină țărănească îmblănită lungă.
- dukaton, vezi basilikon.
- duma - adunare legislativă în Rusia țaristă.
- dușegubină - răscumpărare percepută în Evul Mediu românesc pentru adulter sau răpire de fete.
- duumvir - magistrat roman care exercita o funcție importantă împreună cu un alt magistrat.

## E

### Ea - Er
- ecclesia - (în Grecia antică) Adunarea poporului la Atena.
- economie naturală - Tip de economie în care produsul activității umane este destinat în totalitate consumului producătorului.
- economie de piață - Formă modernă a economiei, bazată de proprietatea privată asupra mijloacelor de producție, în care producția este guvernată de legea cererii și ofertei.
- economie dirijată - Economie în care piața și mecanismele ei au fost înlocuite de planificarea tuturor activităților de către stat.
- edict - Decret important cu caracter normativ, emis de un monarh sau de un papă (exemple: Edictul de la Milano, Edictul de la Turda).
- Edictele iozefine de toleranță religioasă (1781 și 1782) - reglementări prin care împăratul Iosif al II-lea a recunoscut cultelor protestante, creștin-ortodoxe și mozaice dreptul de a funcționa liber în țările ereditare ale Habsburgilor. În Marele Principat al Transilvaniei, edictele iozefine au completat prevederile Edictului de la Turda.
- Edictul de la Milano (sau Edictul lui Constantin), promulgat de împărații Constantin I și Licinius, în aprilie 313, este un edict de toleranță religioasă, prin care s-a acordat libertate de cult tuturor religiilor din Imperiul Roman, permițându-li-se creștinilor să nu mai fie obligați să-l venereze pe împărat ca pe un zeu. Edictul a fost consecința Bătăliei de la Podul Milvius.
- Edictul din Nantes - act promulgat de Henric al IV-lea al Franței în anul 1598, ce permitea toleranță religioasă între catolici și protestanți. Edictul a fost revocat în 1685, de Ludovic al XIV-lea, reluându-se persecutarea hughenoților, inclusiv alungarea acestora din Franța.
- Edictul de la Tesalonic - emis la 28 februarie 380 de împărații Teodosiu I, Grațian și Valentinian al II-lea, promulga creștinismul drept unica religie licită în Imperiul Roman.
- Edictul de la Turda - decret emis în 1568 de Dieta Transilvaniei, întrunită la Turda și promulgat de Ioan Sigismund Zápolya, principele Transilvaniei, prin care a fost proclamată libertatea conștiinței și a toleranței religioase pentru toți locuitorii Transilvaniei. A fost primul edict de acest fel din istoria Europei moderne.
- Edikule / Edicule - Fortăreață și închisoare celebră din Istanbul. Aici au fost întemnițați Constantin Brâncoveanu și fiii săi.
- edil - Magistrat roman care supraveghea edificiile și instalațiile publice și care se ocupa de aprovizionare.
- efeb - Tânăr din Grecia antică, cu vârsta între 18 și 20 de ani, care își făcea educația într-o efebie.
- efebie - Școală din Grecia antică în care se făcea educația militară și cetățenească a tineretului.
- efendi - Titlu onorific dat în Turcia funcționarilor, învățaților etc.
- efigie - reprezentarea în relief, pe o monedă sau medalie, a unui personaj.
- efor - Nume dat în Sparta fiecăruia din cei cinci magistrați cu largi atribuții în politica internă și externă a statului.
- eforat - colegiu de cinci persoane ales anual în Sparta antică.
- eforie - (în trecut) insituție de utilitate publică; exemple: Eforia spitalelor civile, Eforia școlilor.
- elector

- Persoană care are dreptul de a participa la o alegere;
- Principe sau prelat din Imperiul romano-german, care avea dreptul de a-l alege pe împărat.
- elite - Categorii care se diferențiază de restul societății prin avere, educație, poziție socială.
- emancipare națională - Procesul de eliberare de sub stăpânirea străină.
- embargou - Sistem de interdicții economice la adresa unui stat, cu scopul de a bloca schimburile comerciale cu acesta.
- emigrare - Părăsirea unui stat din motive economice, politice, religioase.
- eminență cenușie - Persoană influentă care, din umbră, manevrează un personaj oficial, un partid.
- emir

- Titlul dat descendenților lui Mohamed;
- Titlu al guvernatorilor unor țări musulmane.
- emirat - Stat condus de un emir.
- enclavă - Teritoriu de mici dimensiuni, aflat în apropierea unei granițe dintre două state sau în interiorul unui stat.
- eneolitic - Ultima fază a neoliticului, în care cuprul devine materie primă pentru confecționarea armelor și uneltelor.
- eparh

- Guvernator al unei provincii sau al unui oraș în Bizanț;
- Conducător, șef al unei eparhii; episcop.
- epigraf - Inscripție de dimensiuni reduse pe o construcție, pe un monument.
- epigoni - nume dat diadohilor, care au purtat între ei numeroase războaie pentru reîmpărțirea teritoriului fostul Imperiu Macedonean.
- epigrafie - Disciplină auxiliară a istoriei care se ocupă cu descifrarea și cu interpretarea inscripțiilor.
- epipaleolitic - Denumire dată de unii cercetători Mezoliticului.
- epistat - cel mai mic grad de ofițer de poliție din România secolului al XIX-lea, care ulterior a fost înlocuit cu cel de subcomisar.
- epitaf:

-  inscripție funerară, în versuri sau în proză, cuprinzând elogiul defunctului sau o sentință morală;
- placă cu o astfel de inscripție.
- epoca bronzului - Perioada cuprinsă între mileniile al III-lea și al II-lea î.Hr., caracterizată prin apariția și generalizarea metalurgiei bronzului, practicarea intensivă a agriculturii, adâncirea diferențierii sociale și formarea aristocrației tribale.
- epoca clasică - vezi Antichitatea clasică.
- epoca cuprului - perioadă cuprinsă între neolitic și epoca bronzului, când au început să fie folosite pentru prima oară unelte de metal; sinonim: calcolitic.
- Epoca de aur - anumită perioadă de înflorire și strălucire a vieții materiale și spirituale; exemple: Epoca de Aur din mitologia greacă, Epoca de aur a islamului.
- epoca elenistică - Perioadă din istoria Greciei antice și a Orientului, curpinsă între 232 î.Hr. (moartea lui Alexandru cel Mare) și 30 î.Hr. (cucerirea Egiptului de către Imperiul Roman).
- epoca fierului - Perioadă caracterizată prin introducerea și generalizarea utilizării fierului, cu efecte revoluționare în domeniul confecționării uneltelor și armelor și în comerț și dezvoltarea structurilor social-politice.
- epoca metalelor - Perioadă care marchează sfârșitul preistoriei și trecerea la istoria antică și este împărțită în: chalcolitic (Epoca Pietrei), Epoca Bronzului și Epoca Fierului.
- epoca modernă timpurie - intervalul de după Evul Mediu târziu al epocii post-clasice (c. 1400–1500) până la începutul Epocii Revoluțiilor (c. 1800).
- Epoca Pietrei - Cea mai veche perioadă din istorie, care a durat circa un milion de ani și în care principala materie primă pentru confecționarea uneltelor și armelor a fost piatra.
- epoca postclasică - perioada anilor 500 - 1500, care corespunde cu Evul Mediu european de la declinul și căderea Imperiului Roman de Apus până la Renaștere.
- epocă - Perioadă, interval de timp din istorie, caracterizat prin trăsături proprii (vezi și eră).
- eponim - (în Antichitate) Magistrat care dădea numele său anului sau unei localități.
- epopee - Povestire în versuri, de mari proporții, despre fapte eroice, legendare sau istorice.
- epurare - Îndepărtare dintr-o funcție din motive social-politice.
- eques - termen care denumea în Imperiul Roman un membru al ordo equester (cavalerie).
- Eră - Perioadă istorică ce începe cu data unui anumit eveniment, real sau legendar și de la care se pornește numărătoarea anilor.
- Erou - Persoană care se distinge prin vitejie și prin curaj excepțional în războaie, prin abnegație deosebită în circumstanțe deosebite sau în muncă.

### Es - Ez
- Escadrilă - Subunitate aeriană a forțelor militare.
- Escadron - Subunitate a unui regiment de cavalerie, corespunzând unei companii de infanterie sau unei baterii de artilerie.
- espingolă - pușcă primitivă din bronz, montată pe un pivot, care se folosea în artileria de marină în secolul al XVI-lea.
- Eșafod - Platformă construită în Evul Mediu în piețe publice, pe care erau executați condamnații la moarte.
- ETA - Organizație separatistă înființată în 1959 și care luptă pentru independența Țării Bascilor față de Spania.
- etapă - interval de timp marcat de evenimente importante și caracterizat prin schimbări social-politice cantitative și calitative.
- Etatism - Teorie conform căreia rolul statului este primordial în organizarea și administrarea vieții economice și sociale.
- Etatizare: vezi naționalizare.

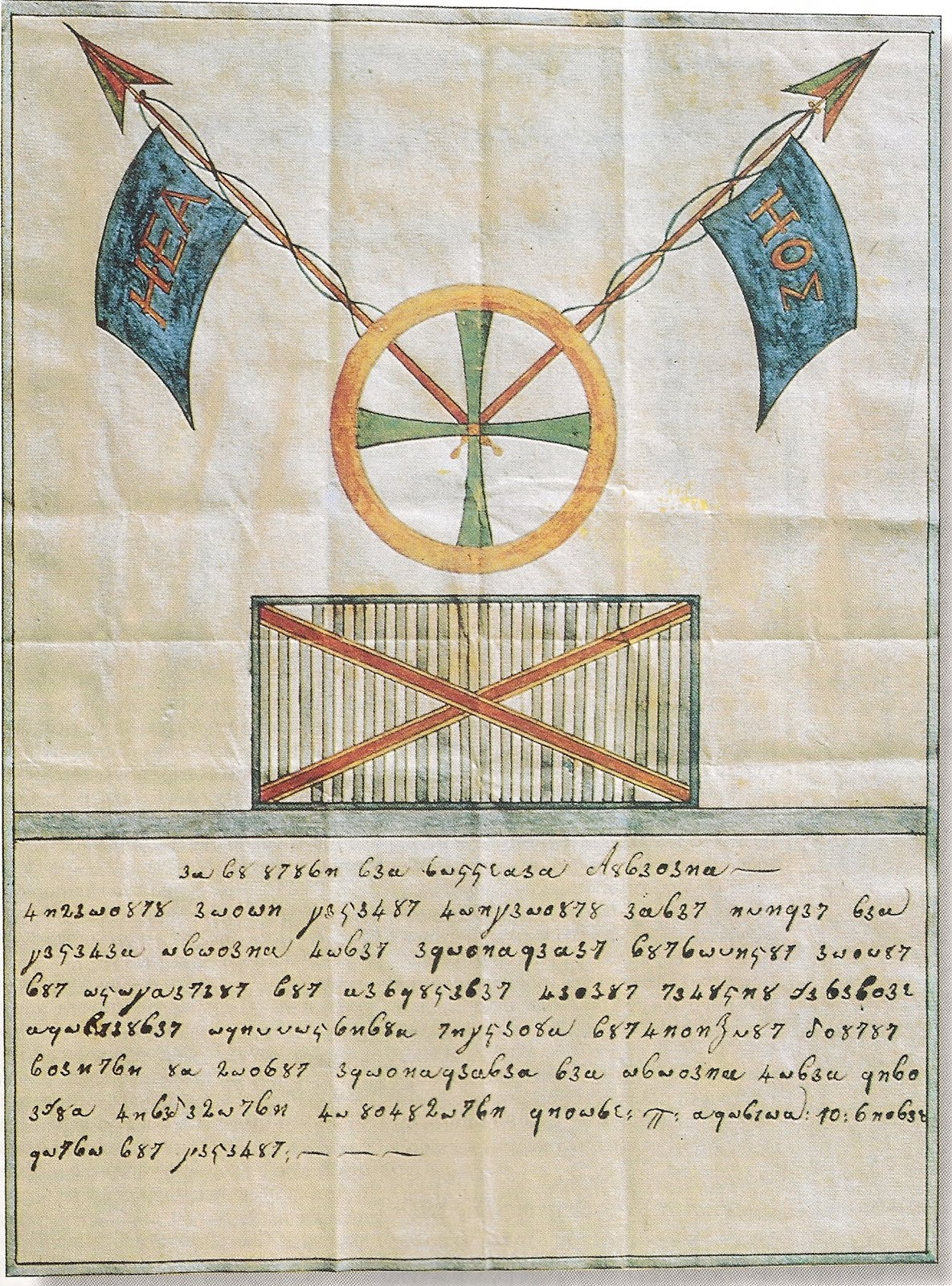
Drapelul Eteriei

- Eteria (denumirea întregă, în greacă: Filikí Etería) - societate secretă grecească înființată la Odessa în 1814, născută în urma difuzării în Europa a ideilor revoluțiilor americană și franceză, și care lupta pentru eliberarea Greciei de sub stăpânirea otomană.
- Etnocentrism - Tendință de a considera inferioare alte etnii în comparație cu propria etnie.
- Etnogeneză - Procesul de formare a unui popor și a limbii vorbite de acesta (vezi de exemplu: etnogeneza românească).
- Etnografie - Știință care studiază originea și răspândirea teritorială a popoarelor, modul lor de viață, cultura etc.
- Etrusci - popor care a trăit în centrul Peninsulei Italice de la sfârșitul Epocii Bronzului până la cucerirea de către romani în 264 î.Hr.
- Eupatrid - (în Grecia antică) Nobil atenian, descendent din familiile cuceritoare.
- Eurocomunism - Curent ideologic apărut prin anii '70 în cadrul partidelor comuniste din Spania, Italia, Franța, care preconiza un program și structuri de organizare adaptate democrației liberale și economiei de piață.
- Euroscepticism - Atitudine de îndoială în legătură cu necesitatea integrării europene.
- ev - perioadă istorică.
- Evul Mediu - Denumire convențională a perioadei din istoria lumii cuprinsă între antichitate și epoca modernă.
- Exarh

- (în secolul al IV-lea) Comandant al unei unități de cavaleri în armata romană;
- (în secolele al VI-lea și al VII-lea) Guvernator bizantin din Italia și din Africa de Nord;
- (în Biserica Ortodoxă) Mitropolit sau arhiereu având anumite atribuții.
- exil - pedeapsă aplicată în unele țări pentru delicte politice, constând în alungarea unui cetățean din țara sau localitatea unde locuiește; surghiun.
- exod

- Părăsire în masă a unei țări sau a unui teritoriu de către populația respectivă; emigrare în masă;
- Migrația evreilor din Egipt spre Palestina.
- Exonumie - disciplină care se ocupă cu studiul monedelor, medaliilor și jetoanelor (vezi și faleristică, numismatică).
- expansiune - extindere a influenței și dominației economice și politice a unui stat asupra altuia; acaparare de teritorii străine.
- Expediția celor O Mie - campania militară condusă de Giuseppe Garibaldi în 1860 în cadrl mișcării Risorgimento.
- Expediție - campanie militară pentru cucerirea unui teritoriu îndepărtat de propria țară.
- Experimentul Pitești - numele pentru așa-zisele încercări de „reeducare”, efectuate sub autorizația autorităților comuniste în perioada anilor 1949-1952 asupra deținuților politici din Închisoarea Pitești.
- Expoziție Universală - expunere a produselor industriale și comerciale în vederea cunoașterii și vânzării lor pe piața mondială.
- Expropriere - Deposedarea unuia sau mai multor proprietari, fără despăgubire, bunurile trecând în proprietatea statului.
- Extrema dreaptă - Orinetare politică a unui partid, având la bază idei de conducere a statului precum: impunerea dictaturii, încălcarea unor drepturi cetățenești, discriminarea minorităților.
- Extrema stângă - Orientare politică a partidelor comuniste care promovează dictatura politică prin impunerea la conducere a partidului unic al proletariatului.
- Extremism - atitudine, doctrină a unor curente politice care, pe baza unor opinii, idei, păreri exagerate, unilaterale, extreme, urmăresc prin măsuri violente sau radicale să impună programul lor.

## F
- facies - aspect al unei culturi arheologice în formele caracteristice ale acesteia.

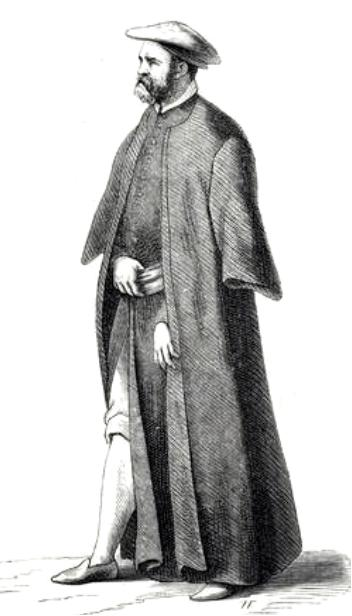
Comerciant fanariot

- factorie - punct pentru schimb de mărfuri de pe coastele teritoriilor nou descoperite din Asia, Africa și America.
- facțiune - grup de persoane unite pe baza unor interese politice comune și care se manifestă violent.
- falangă:

- (în Grecia antică) formațiune de infanteriști înarmați cu lănci, dispuși în rânduri compacte;
- (în feudalism) instrument de tortură constând dintr-un cilindru de lemn cu care se imobilizau picioarele unui condamnat pentru a fi bătut la tălpi.
- faleristică - disciplină auxiliară a istoriei care se ocupă cu studiul decorațiilor și medaliilor (vezi și numismatică, exonumie).
- fals - monedă de bronz, emisă de califatele Omeiazilor și Abbasizilor, începând de la sfârșitul secolului al VII-lea, inițial prin imitarea monedelor bizantine, follis.
- falx dacorum - termen latin care desemnează sabia specifică dacilor.
- Fanar - cartier din Istanbul locuit de greci, reședință a patriarhului ortodox.
- fanariot

- membru al unei familii aristocratice grecești ce locuia într-un cartier din Constantinopol, numit Fanar.
- denumirea epocii cuprinse între 1711/1716 și 1821, în care mulți dintre domnitorii Țărilor Române au fost fanarioți.
- faraon - titlu pe care îl purtau vechii regi ai Egiptului.
- fariseu - membru al unei grupări politico-religioase la vechii evrei, care se caracteriza prin formalism exagerat în respectarea normelor religioase.
- fascii - mănunchi de nuiele în jurul unei securi, simbol al puterii, purtat de lictorii care însoțeau pe unii magistrați în Roma Antică.
- fascism - ideologie apărută în Europa după Primul Război Mondial, care a stat la baza unor partide de extremă dreaptă.
- fasti:

- (în Antichitatea romană) lista cu zilele din an considerate favorabile actului justițiar;
- listă a înalților funcționari și demnitari ai Imperiului Roman.
- FBI - siglă pentru Federal Bureau of Investigation, poliția federală din SUA, înființată în 1908 și care anchetează cazurile de violare a legilor federale și delictele deosebite.
- federalism - doctrină politică, în opoziție cu modelul de stat unitar și centralizat, care propune organizarea statului pe baza unor legături federative între mai multe state membre, fiecare dintre acestea având o largă autonomie legislativă și administrativă (vezi: federalism european).
- federați

- populații așezate la granițele Imperiului Roman, care, în schimbul unor subsidii, se angajau să-i apere hotarele;
- nume purtat de soldații nordiști în timpul Războiului Civil American, adepți ai uniunii federale;
- participanți la detașamentele de voluntari constituite în Franța în 1815 pentru respingerea armatelor invadatoare ale coaliției a șaptea antifranceze;
- membrii gărzii naționale în timpul Comunei din Paris (1871);
- membrii organizației patriotice Federația italiană, care a participat în 1821 la răscoalele din Piemont și din Lombardia ocupată de austrieci.
- federație - formă de organizare statală constând în unirea mai multor state autonome într-un stat unitar, condus de un guvern central.
- feldmareșal - cel mai înalt grad militar în armatele de uscat ale unor state (Germania, Rusia ș.a.).
- felonie - act de neloialitate, de trădare comis de vasal față de seniorul său.
- feniani - revoluționari irlandezi din SUA care, în a doua jumătate a secolului al XIX-lea, luptau împotriva dominației engleze.
- feregea

- manta ori pelerină din stofă sau din mătase, purtate în trecut de boieri;
- văl cu care femeile musulmane își acoperă fața.
- feud(ă)- Domeniu feudal pe care vasalul îl primea în stăpânire de la seniorul său în schimbul anumitor obligații (vezi și fief).
- feudalism

- ansamblul raporturilor, întemeiate pe fidelitatea personală, dintre suzeran și vasal;
- organizare social-economică ce urmează după sclavagism și precede capitalismul și care constă în stăpânirea feudală asupra pământului și dependența personală a țăranilor față de stăpânii feudali.
- fibulă - agrafă metalică întrebuințată în antichitate pentru încheiat veșmintele.
- fief - (în feudalismul european) sursa de venit a unui vasal, oferită acestuia de către seniorul său, în schimbul unor servicii (vezi și feudă).
- filatelie – studiul și colecționarea mărcilor poștale și a timbrelor fiscale.
- filistin:

- denumire disprețuitoare prin care studenții germani îi desemnau pe comercianți în jurul anului 1700;
- mic-burghez mulțumit de sine și superficial.
- filozofia istoriei - concepție filozofică idealistă despre sensul istoriei și despre factorii dezvoltării istorice a omenirii.
- finlandizare - hegemonia exercitată de Uniunea Sovietică asupra Finlandei în timpul Războiului Rece.
- firfiric - monedă mică de argint.
- firman - ordin emis de sultan pentru provinciile Imperiului Otoman; vezi și berat.
- fiziocrație - curent al gândirii economico-politice din Franța secolului al XVIII-lea, care considera pământul și agricultura adevăratele surse ale bogăției.
- flagel

- bici cu care romanii își băteau sclavii;
- calamitate, dezastru.
- flintă - pușcă cu țeavă lungă, cu cremene și fitil.
- floretă - armă albă, cu lamă în patru muchii, utilizată la antrenamente.
- florin - monedă a Sfântului Imperiu Roman, a Imperiului Austriac, iar apoi a Imperiului Austro-Ungar din 1754, până la înlocuirea sa, în 1892 cu Coroana austro-ungară.
- flotă - grup mare de nave având conducere unică.
- foc grecesc - Amestec inflamabil folosit în războaiele medievale și inventat de grecii bizantini în secolul al VII-lea d.Hr.
- follis - monedă romană din bilon și apoi bizantină, a cărei greutate este de circa 2,5 g și are un diametru de 18-20 mm. A fost introdusă în circulație prin reforma monetară făcută de Dioclețian în 294 d. Hr.
- fondaco - antrepozit general în Evul Mediu în orașele italiene, aparținând unor comercianți străini și care erau și vamă, hală de vânzare și han.
- for - piață publică din orașele romane, înconjurată de clădiri publice și care servea ca loc de adunare.
- formă de guvernare - mod de organizare și de exercitare a puterii de stat. Formele de guvenare principale sunt monarhia și republica.
- fort - lucrare de fortificație, construită din zidărie, cu contur poligonal, care făcea parte dintr-o linie fortificată (vezi și bastion, redută).
- fortăreață - loc important din punct de vedere militar, puternic întărit, pregătit pentru apărare de lungă durată în caz de asediu.
- fortăreață zburătoare - denumire dată în timpul celui de-al Doilea Război Mondial unor avioane de bombardament foarte mari.
- fortificație - lucrare militară permanentă de apărare (vezi și: bastion, fort, fortăreață, redută).
- forum - piață publică a orașelor romane, centru al vieții economice și politice al acestora. Forumul roman / forul roman era situat la intersecția dintre cardo maximus și decumanus maximus, aceste două axe de circulație fiind strict perpendiculare.
- fracționism - acțiune condusă de o grupare care se desprinde dintr-un partid, adoptând o politică opusă acestuia.
- franchism - regim dictatorial instaurat în Spania la sfârșitul Războiului Civil Spaniol (1939) de Francisco Franco și care a durat până la decesul acestuia (1975).
- franciscă - toporișcă de război care era folosită de franci și de alte popoare.
- francmasonerie - asociație secretă ai cărei membri sunt adepții principiului fraternității și se recunosc între ei prin semne și embleme; masonerie.
- franctiror - denumire dată în Franța soldaților voluntari care luptau împotriva inamicului și care au acționat în Războiul franco-prusac (1870 - 1871) și în timpul ocupației de către Germania nazistă (1940 - 1944).
- fratrie - denumire dată în Grecia antică uniunii gentilice mai mici decât tribul.
- frații cehi - continuatori ai taboriților, aripa revoluționară a mișcării husite.
- Frații pădurii - mișcare a partizanilor estoni, letoni și lituanieni, care s-au angajat în lupte de guerilă cu autoritățile sovietice în timpul ocupației sovietice în timpul celui de-Al Doilea Război Mondial.
- frondă - nume dat revoltelor din Franța între 1648 și 1653, în timpul minoratului lui Ludovic al XIV-lea.
- front - loc unde se desfășoară lupte în timp de război.
- frontieră - limită între două țări; graniță; hotar.
- Frontul Național Democrat (FND) - Coaliție a forțelor politice de stânga, creată în octombrie 1944.
- Frontul Plugarilor - organizație politică a țărănimii din România, creată în ianuarie 1933, sub conducerea lui Petru Groza și care s-a autodizolvat în februarie 1953.
- Frontul Renașterii Naționale (FRN) - partid unic în stat, înființat la 28 iunie 1938 în scopul sprijinirii monarhiei lui Carol al II-lea al României și a fost desființat la 9 septembrie 1940.
- Frontul Salvării Naționale (FSN) - organism al puterii de stat, constituit la 22 decembrie 1989, ca urmare a  Revoluției din 1989 și care ulterior, în februarie 1990, a devenit partid politic.
- Fructidor - a douăsprezecea lună din Calendarul republican francez (18 august - 16 septembrie).
- Führer - titlu asumat de Hitler ca șef al nazismului și al statului german.
- fumărit - dare în secolul al XVII-lea, în Țara Românească, pe clădirea fiecărei prăvălii și pe așezările pescarilor din bălțile Dunării.
- fundamentalism - mișcare politică și religioasă cu scopul de a promova și extinde islamul pe cale extremistă, prin atentate criminale și prin așa-numitul război sfânt (jihad).
- Furcile caudine - jug, constituit dintr-o lance dispusă orizontal peste alte două înfipte în pământ, sub care a fost silită să treacă, în semn de umilință, armata romană învinsă de samniți (321 î.Hr.).
- fușt - suliță de lemn utilizată în Evul Mediu în Țările Române.

## G
- gabelă - impozit pe sare în Franța medievală.
- Garda de Fier - vezi Mișcarea Legionară.
- Garda Elvețiană - corp de militar destinat apărării papei.
- Garda Pretoriană - (în Imperiul Roman) - unitate militară destinată apărării împăratului.
- Garda Voluntară Sârbă - organizație paramilitară care a luptat  în Croația (1991-93) și în Bosnia (1992-95) în timpul războaielor iugoslave.
- găleată - dijmă în grâne, numită astfel după unitatea de măsură cu aceeași denumire (sinonime: găletărit, câblărit, rânduiala găleții).
- găletărit - vezi găleată.
- Gărzile roșii - detașamente de muncitori, organizate în Rusia în timpul Revoluției din 1917.
- gâștele Capitoliului - episod istoric mitificat, în care gâștele sacre ale Capitoliului din Roma ar fi dat alarmă și ar fi asigurat, astfel, romanilor, o victorie militară asupra galilor.
- gelep - (în Țările Române) negustor oriental de vite.
- genealogie - știință auxiliară a istoriei care studiază originea unor familii și personalități.
- gentry - denumirea nobilimii îmburghezite care s-a format în satul englez în secolele al XV-lea și al XVI-lea.
- geomori: (în Antichitate)

- agricultori mici din Attica;
- marea aristocrație funciară din Samos și din Siracuza.
- geopolitică - teorie care susține că politica unui stat ar fi determinată de situația sa geografică.
- germinal - a șaptea lună din Calendarul republican francez (21 martie - 18 aprilie).
- gerusia - sfat al bătrânilor în Sparta antică.
- Gesta Hungarorum - cronică scrisă în jurul lui 1200 și care oferă informații despre primele formațiuni statale române.
- Gestapo - poliția politică secretă în Germania nazistă.
- Gesta - poem care evoca, în Evul Mediu, actele de vitejie ale unor eroi.
- ghetou - cartier al unui oraș în care erau constrânși să trăiască evreii din unele țări, ca urmare a unei politici de discriminare.
- ghiaur - denumire peiorativă, folosită de turci pentru cei de altă religie decât cea islamică.
- Ghibelini - membru al unei grupări politice din Italia secolelor al XII - XIV, care sprijinea împărații germani în lupta acestora împotriva puterii papale și a guelfilor.
- ghildă - asociație de meșteșugari sau negustori formată în scopul promovării intereselor de breaslă.
- ghilotină - Instrument de execuție a condamnaților la moarte introdus în Franța în 1792 de către Joseph Ignace Guillotin.
- ghioagă - armă folosită în trecut, alcătuită dintr-o bâtă, având la unul dintre capete o măciulie ferecată.
- gimnaziu - școală în Grecia antică în care tinerii absolvenți ai palestrei își desăvârșeau educația fizică și intelectuală.
- gineceu - apartament rezervat femeilor în casele antice grecești.
- gintă - comunitate bazată pe rudenia de sânge, principala formă de organizare în epoca primitivă.
- girondin - membru al unei grupări politice din Franța în timpul Revoluției franceze, care, preluând puterea, s-a situat pe poziții moderate, împotriva exceselor Revoluției.
- giubea - haină lungă și largă de postav, purtată de boieri deasupra anteriului (vezi și anteriu, caftan).
- gladiator - luptător, de obicei sclav, care lupta în arenele Romei Antice cu alți luptători sau cu animale sălbatice.
- gladium - sabie romană dreaptă cu două tăișuri.
- glagolitic - unul dintre cele două alfabete slave, întocmit după modelul celui grecesc și folosit în scrierile bisericești ortodoxe.
- Glasnost - politică de transparență și de liberalizare, inițiată în 1985 în URSS de Mihail Gorbaciov.
- gloabă - termen pentru amendă sau pentru anumite taxe în Țările Române.
- gloată - termen militar care, în Evul Mediu, denumea pedestrimea formată de țărani.
- globus cruciger - simbol creștin format dintr-un glob pe care este așezată o cruce, utilizat ca însemn regal, pentru încoronare, în mai multe monarhii din Europa. Simbolizează dominația temporală a lui Isus Hristos asupra lumii.
- goliarzi - poeți medievali, de regulă clerici insubordonați dogmelor, creatori ai unor poezii satirice la adresa bisericii și preamărind iubirea, vinul și bucuria de trăi.
- gonfalon - steag de război în Evul Mediu, cu partea liberă despicată în trei sau patru cozi.
- gonfalonier - purtătorul steagului (gonfalon) sau insignelor unui stat, oraș, unei instituții în vechile republici italiene.
- gorgan - movilă înălțată deasupra unui mormânt vechi.
- goștină - taxă în natură, referitoare la animale în Evul Mediu românesc
- GPU - poliția politică sovietică din perioada 1922 - 1934 care a fost folosită pentru a impune colectivizarea forțată a pământurilor și în lupta împotriva adversarilor lui Stalin.
- graf - titlu nobiliar, sinonim al titlului de conte.
- Grădinile suspendate ale Semiramidei - (una dintre șapte minuni ale lumii) Ansamblu de terase suprapuse, pe care erau amenajate grădini, situate lângă palatul lui Nabucodonosor.
- grădiște - loc al unei așezări istorice.
- grămătic - scriitor (secretar) într-o cancelarie domnească sau boierească.
- gregorian - Calendar realizat în 1582 din ordinul papei Grigore al XIII-lea și adoptat în prezent în toate țările Europei.
- grenzer - membru al trupelor ale Imperiului Austriac, originare din zona de Graniță Militară cu Imperiul Otoman.
- grevă regală - refuzul regelui Mihai de a colabora cu guvernul comunist al lui Petru Groza și de a-i ratifica decretele (21 august 1945 - 7 ianuarie 1946).
- grof - titlu nobiliar (conte) dat, în trecut, unor mari latifundiari din Ungaria.
- groș - monedă de argint, folosită de diferite țări din Sfântul Imperiu Roman, care a circulat și în Moldova.
- gubernie - unitate teritorial-administrativă introdusă în 1708 în Rusia de Petru I și care s-a menținut până în 1929.
- Guelfi - membri ai unei grupări politice din Italia feudală, formate mai ales din păturile comerciale și meșteșugărești, care au sprijinit pe papă în lupta împotriva împăraților germani și a ghibelinilor.
- Gulag - sistem de lagăre de muncă și închisori sovietice în care au fost ținuți prizonieri milioane de oameni.

## H

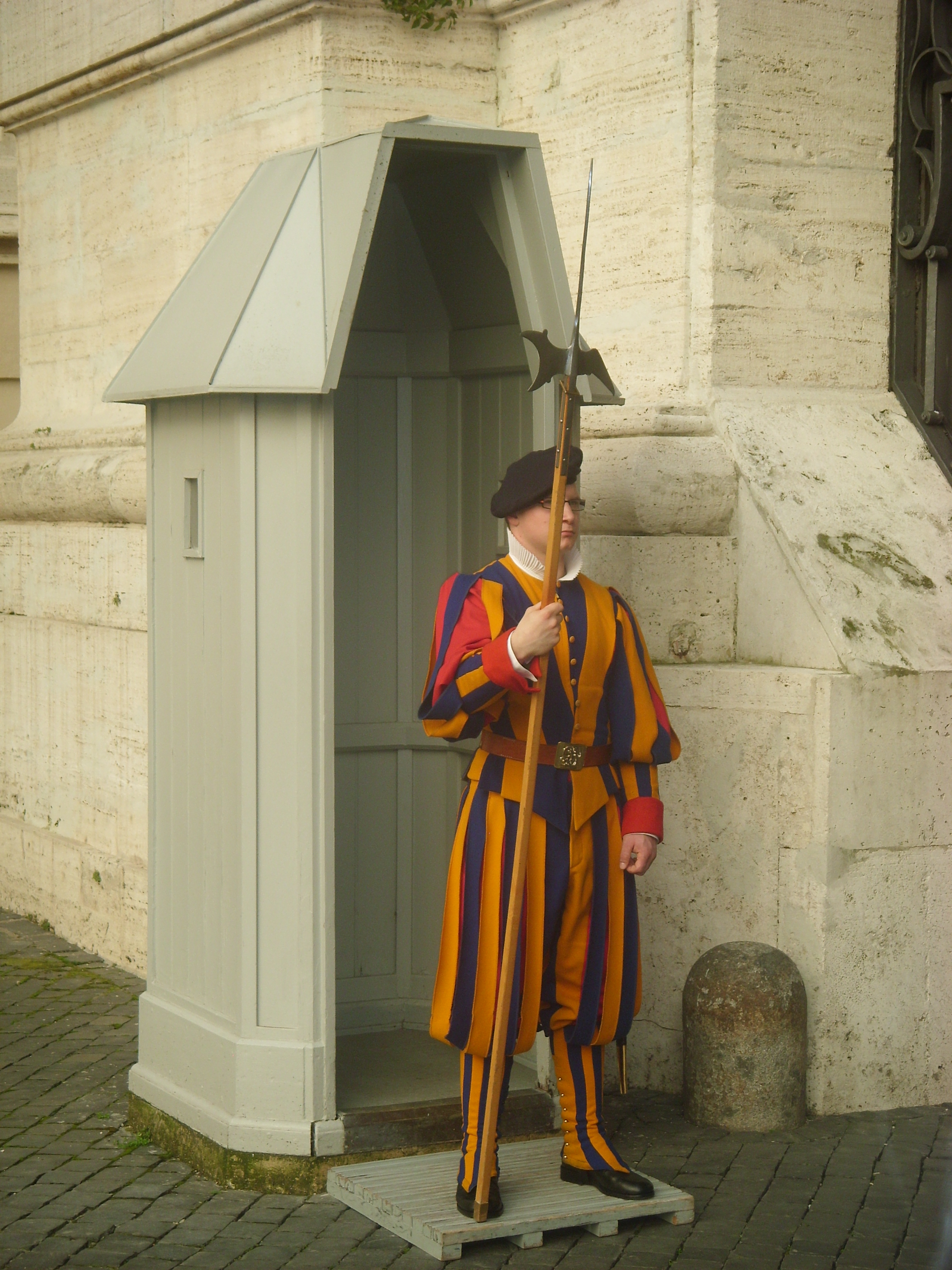
Gardian elvețian purtător de halebardă

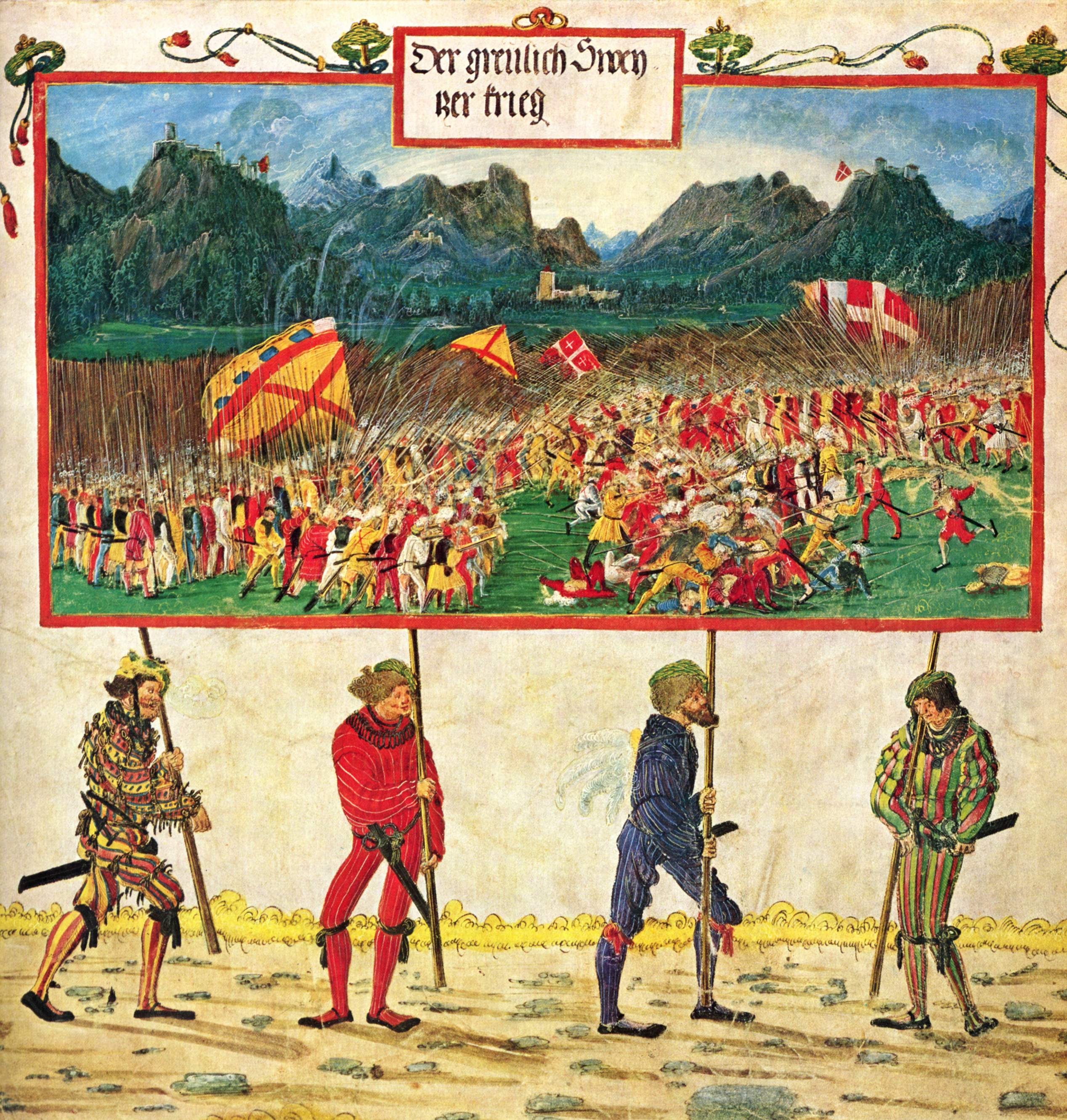
Heralzi anunțând victoria împăratului Maximilian

- Habeas Corpus Act - lege votată de Parlamentul englez în 1679 privind garantarea libertății individuale și care interzicea arestarea și reținerea unei persoane fără dovezi.
- habsburgi - una dintre cele mai importante dinastii europene, care a condus în special Austro-Ungaria.
- haiduc - persoană răzvrătită împotriva asupririi și care trăiește în afara societății, jefuind pe bogați și ajutând pe săraci.
- hatihumaium - ordin scris al sultanului; vezi hatișerif.
- halebardă - armă albă de infanterie, din Evul Mediu, compusă din mâner, secure și vârf ascuțit.
- Hallstatt - numele primei perioade din Epoca Fierului.
- Hamangia - cultură materială din neoliticul timpuriu și mijlociu, răspândită în Dobrogea, sud-estul Munteniei, nord-estul și estul Bulgariei.
- han - titlu purtat de conducătorii mongoli din Evul Mediu.
- hanat - denumirea statului condus de un han (exemple: Hanatul Crimeii, Hanatul Kazanului etc.).
- haraci - tribut anual pe care țările vasale îl plăteau Imperiului Otoman.
- harem - (în țările musulmane) parte a casei rezervată soțiilor și care la sultani avea dimensiuni considerabile.
- haruspiciu - (în Imperiul Roman) preot care susținea că prezice viitorul studiind organele animalelor sacrificate.
- hatișerif - decret emis de Poarta Otomană și adresat domnitorilor Țărilor Române.
- hatman

- titlu purtat de comandanții militari polonezi și cazaci;
- boier din divanul moldovean.
- havaet - vezi avaet.
- havalele:

- ordine ale Porții Otomane către domnii Țărilor Române pentru executarea anumitor prestații;
- munci prestate de țărani la curțile boierești sau pentru domnitor.
- hazna - (în Evul Mediu) vistieria Țărilor Române.
- hânsari - corp de ostași moldoveni călări care erau recompensați prin prada de război (vezi și achingiu).
- hecatombă

- jertfă religioasă care se făcea la popoarele vechi;
- măcel, masacru, mulțime de cadavre.
- hegemonie - Supremația unui stat, a unei națiuni sau a unei comunități politice asupra altora.
- Hegira - Fuga lui Mahomed la Mecca în 622 d.Hr.; începutul erei musulmane.
- Heimatvertriebene - oameni cu cetățenie germană și de limbă germană, care, după Al Doilea Război Mondial, au trebuit să părăsească fostele teritorii orientale ale Germaniei naziste și să se stabilească în Zonele aliate de ocupație.
- heliast - membru al unui tribunal din Atena care își ținea ședințele în aer liber la răsăritul Soarelui.
- Helis - oraș dac în Câmpia Dunării, neidentificat, reședința lui Dromihete, unde acesta l-ar fi dus pe Lisimah, regele Traciei, după ce l-a învins și luat prizonier.[1]
- herald - (în Evul Mediu) Ofițer responsabil cu organizarea festivităților, a transmiterii declarațiilor de război.
- heraldică - Disciplină auxiliară a istoriei care se ocupă cu studiul stemelor, blazoanelor.
- herțeg

- titlu purtat în Evul Mediu de un principe, duce;
- titlu adăugat la titulatura unor domnitori ai Munteniei.
- hetairă  - Curtezană în Grecia antică.
- hiclenie - Denumire dată în vechiul drept românesc trădării.
- hieroglifă - Semn din scrierea vechilor egipteni.
- hidalgos - Vezi Caballeros.
- hieratică - scriere hieroglifică, apărută în Egiptul antic în mileniul al III-lea î.Hr.
- histrion - Actor de comedie în Antichitatea greco-romană.
- hitlerism - Doctrină extremistă, rasistă și dictatorială întemeiată de Hitler; nazism.
- hlamidă

- Mantie purtată de vechii greci și romani;
- Pelerină purtată de împărații bizantini.
- hoardă

- Grupare în care erau organizate vechile popoare mongole;
- Ceată, bandă de oameni care jefuiesc.
- Hoarda Albastră - hanat al Imperiului Mongol, apărut prin 1227, după moartea lui Genghis Han. Primul conducător al Hoardei Albastre a fost Batu Han (nepot al lui Genghis Han), înainte de a deveni primul conducător al Hoardei de Aur.
- Hoarda de Aur - stat feudal mongolo-tătar, întemeiat de Batu Han pe un vast teritoriu din Asia Centrală și estul Europei.
- Holocaust - Exterminare a unei mari părți a populației evreiești (circa șase milioane) din Europa de către naziști și aliații lor.
- hominizi - Familie de primate cuprinzând omul și precursorii săi fosili din perioada cuaternară.
- Homo sapiens - Individ tip al speciei umane actuale.
- honved - soldat din infanteria maghiară în Evul Mediu.
- hoplit - soldat pedestru din Grecia antică, echipat cu armament greu, care avea rolul să lupte în formație strânsă.
- hotnog - vechi grad militar în Moldova, caruia mai târziu i s-a spus iuzbașă.
- hrisov - act emis de cancelaria domnească din Țara Românească și Moldova, prin care domnul acorda cuiva anumite privilegii.
- hughenoți - nume dat adepților din Franța ai curentului protestant calvin din secolul al XVI-lea.
- husar - ostaș din cavaleria maghiară.
- husitism - mișcare religioasă și social politică inițiată de Jan Hus, îndreptată împotriva Bisericii Catolice  și a feudalilor germani.
- huzmet (în Evul Mediu românesc):

- dar omagial;
- dare apăsătoare în general;
- denumirea veniturilor țării, aflate la dispoziția boierilor și domnitorului;
- slujbă, seviciu.
- hyperpyron (sau hyperper, sau încă: hyperperion) - monedă bizantină, din aur, în Evul Mediu.

## I

### Ia - In
- iacobini - membri ai celei mai radicale grupări revoluționare în perioada Revoluției franceze.
- iatagan - sabie turcească cu două tăișuri și lamă curbată (vezi și paloș).
- icosar - monedă otomană ce a circulat și în Țările Române (vezi și: aspru, beșlic, irmilic).
- ide - (în calendarul roman) a cincisprezecea zi a lunilor: martie, mai, iulie și a treisprezecea zi a celorlalte luni.
- identitate europeană - sentiment de apartenență la Europa și la valorile acesteia.
- identitate națională - sentimentul apartenenței la o națiune.
- ideolog - persoane care formulează, teoretizează și reprezintă ideologia unui grup social, unui regim, unei epoci.
- ideologie - ansamblul concepțiilor filozofie și politice care aparțin unei anumite categorii sociale într-o anumită epocă.
- ienicer - soldat din corpul de elită al infanteriei otomane.
- ierbărit - taxă impusă în Țările Române asupra vânzării vitelor și a tăierii acestora.
- Ik Iflak (în turcă ik, „blond”, iar Iflak, „Vlahia”) - denumire a Moldovei în vechile izvoare turcești. Vezi și: Bogdan Iflak precum și Kara Iflak.
- iliș - denumire dată găletăritului în Moldova.
- ilot - (în Sparta) persoană care nu avea drepturi cetățenești, cu situația între om liber și sclav.
- iluminism - mișcare ideologică și cultural -literară din secolele al XVIII-lea și al XIX-lea, care preconiza înlăturarea nedreptăților sociale și răspândirea științei și culturii la nivelul maselor largi.
- imperator - (în Imperiul Roman) Titlu onorific acordat generalilor după o mare victorie militară.
- imperiu

- stat monarhic condus de un împărat;
- teritoriu cuprinzând un stat dominant și posesiunile sale coloniale.
- imperium - putere acordată regelui în Roma antică, apoi magistraților superiori și, în epoca imperială, împăratului.
- imunitate - (în Evul Mediu) privilegiu acordat unui proprietar de pămând de a colecta impozite, de a ridica la oaste persoane de pe domeniile acestora.
- inchizitor - judecător în cadrul Inchiziției.
- Inchiziție - instituție a Bisericii Catolice care judeca pe cei acuzație de erezie sau pe cei care își manifestă ostilitatea față de biserică.
- Incidentul de la Berna - moment de criză politică (din februarie 1955) ce a constat în ocuparea legației române din Berna de către un grup de emigranți români care se opuneau regimului comunist din țară.
- incunabul - carte apărută în primii ani ai introducerii tiparului (înainte de 1500).
- independență - situație a unui stat care beneficiază de libertate politică, economică, națională.
- indoeuropenizare - procesul de suprapunere a indoeuropenilor peste populațiile epocii neolitice, care a avut loc între Atlantic și Valea Indusului.
- industrializare forțată - supradimensionarea industriei naționale, fără a lua în considerare costurile, necesitățile și posibilitățile reale, doar pentru a imita modelul sovietic (vezi sovietizare).
- infante - titlu acordat copiilor regelui Spaniei sau Portugaliei, cu excepția primului născut.
- Inscripția de la Behistun - inscripție monumentală, gravată pe o faleză a muntelui Behistun, din actualul Iran, care descrie cuceririle lui Darius I, în trei limbi: vechea persană, elamită, și akkadiană.
- inscripție - text scurt, gravat pe piatră, pe metal, pe lemn etc., pentru a consacra memoria unei persoane, a unui eveniment etc.
- insurecție - formă de luptă deschisă împotriva unui regim, cu participarea maselor populare.
- insurgent - participant la o insurecție; rebel.
- integrare europeană - proces de omogenizare treptată (sub raport instituțional și economic) a popoarelor europene.
- integritate teritorială - menținerea granițelor unui stat, fără modificări impuse de alte state.
- interbelic - dintre cele două războaie mondiale.
- Interdicție imperială - ostracizare din partea monarhului Sfântului Imperiu Roman asupra unei persoane acuzate de delicte grave.
- Internaționala

- cântec revoluționar socialist;
- imnul de stat al URSS în perioada 1917 - 1944, precum și imnul partidelor socialiste și comuniste.
- Internaționala I - (Asociația Internațională a Muncitorilor) prima organizație internațională a proletariatului, creată și condusă de Karl Marx și Friedrich Engels și care a activat în perioada 1864 - 1876.
- Internaționala a II-a - uniune internațională a partidelor socialiste și social-democrat europene, fondată cu participarea lui Friedrich Engels la Paris în 1889 și care și-a încetat activitatea la începutul Primului Război Mondial.
- Internaționala a III-a, Comunistă - (sau Comintern) organizație internațională care grupa partidele comuniste, cu sediul la Moscova.
- interpretatio romana - (în Imperiul Roman) adorarea divinităților locale, din teritoriile cucerite, sub un nume roman.
- interregn - intervalul de timp în care tronul unui stat monarhic rămâne neocupat.
- Intervenția Tripartită - vezi Tripla Intervenție.
- Intifada - revolta palestinienilor în teritoriile ocupate de evrei, izbucnită în 1987.
- Invazia Cehoslovaciei - ocuparea Republicii Socialiste Cehoslovace de către forțe armate din cinci state membre în Pactul de la Varșovia - Uniunea Sovietică, R.P. Bulgaria, R.P. Ungară, RDG și R.P. Polonă – în noaptea de 20–21 august 1968; altă denumire: Operațiunea Dunărea.
- Invazia din Golful Porcilor - tentativă eșuată, în aprilie 1961, a guvernului american de a răsturna regimul comunist cubanez.
- Invincibila Armada - nume dat uriașei flote trimise în 1588 de regele Filip al II-lea al Spaniei împotriva Angliei, învinsă și apoi distrusă de furtuni.

### Io - Iz
- io - particulă care se adăuga în mod tradițional, titlurilor de mare voievod și domn în Țările Române.
- Ioaniți - persoane care făceau parte dintr-un ordin monaho-cavaleresc înființat în Palestina în secolul al XII-lea.
- iobag - țăran legat de glie, dependent de moșier, denumire folosită în Ardeal. În Muntenia se numeau rumâni, iar în Moldova vecini (vezi și jeler, șerb).
- iobăgie - instituție specifică feudalismului, caracterizată prin dependența personală a țăranului față de stăpânul feudal.
- iredentism

- mișcare de eliberare a teritoriilor aflate sub ocupație străină.
- mișcare politică șovină care urmărește anexarea unor teritorii străine în care conaționalii sunt minoritari.
- irmilic - monedă otomană care a circulat și în Țările Române (vezi și beșlic, icosar).
- isnaf - termen folosit în secolele al XVIII-lea și al XIX-lea, în Țările Române pentru a desemna breslele.
- ispisoc - vezi hrisov.
- ispravnic - dregător care aducea la îndeplinire o poruncă domnească.
- istorie - studiul trecutului uman (sau de altă natură) prin intermediul evenimentelor, proceselor și schimbărilor care au avut loc în societăți, culturi și civilizații anterioare.

- istorie contrafactuală - gen de istorie alternativă care își propune să analizeze posibilele rezultate sau consecințe dacă anumite evenimente s-ar fi desfășurat în alt mod decât cum s-au întâmplat în realitate.
- istorie orală - disciplină care studiază informațiile istorice prin înregistrarea interviurilor cu oameni care au trăit sau au observat evenimente trecute, oferind perspective diferite de cele din sursele scrise.

- istoriografie

- știință auxiliară a istoriei care se ocupă cu studiul evoluției conceptelor și operelor istorice;
- totalitatea scrierilor istorice dintr-un anumit spațiu geografic sau o anumită perioadă de timp.
- istorism - principiu al dialecticii conform căruia fenomenele realității trebuie privite în procesul apariției și dezvoltării acestora, în legatură cu condițiile istorice concrete.
- ișlic - căciulă de blană sau de postav, purtată de domnitori sau de boieri (vezi și calpac, cucă).
- iuncher

- (în Germania, Rusia) elev al unei școli militare.
- mare proprietar de pământ, provenit din nobilimea militară germană.
- iuncherime - clasa marilor proprietari de pământuri din Prusia de est, iar, în sens mai larg, clasa moșierilor germani în ansamblu.
- iurtă - locuință demontabilă, specifică popoarelor nomade din Asia Centrală.
- ius valachicum - (sau legea strămoșească) termen care se referă la drepturile, îndatorările, privilegiile, scutirile și specificitățile juridice ale comunităților vlahe din spațiul românesc; vezi și legea pământului.
- iuvenalii - (în Imperiul Roman) sărbători introduse de Nero, la care aveau loc și reprezentații teatrale.
- iuzbașă - căpitan având în subordine o sută de ostași și care supravegheau accesul la curtea domnească (vezi hotnog).
- iuzluc - monedă otomană care a circulat și în Țările Române (vezi și beșlic, icosar, irmilic).
- izvor istoric - document cu ajutorul căruia putem reconstitui societatea umană într-un anumit moment și necesar reconstituirii istorice.

## Î
- împământenire - (în Evul Mediu românesc) act prin care se acorda unui străin dreptul de cetățenie.
- împărat - titlu purtat de suveranul unui imperiu.
- încoronare - act solemn prin care se conferă oficial și simbolic un titlu regal sau monarhic unei persoane.
- Înțelegerea Balcanică - alianță regională de securitate și cooperare, încheiată în 1934 între România, Iugoslavia, Grecia și Turcia.
- învestitură

- acordarea oficială a unei puteri de către un senior pentru un vasal;
- actul de numire și confirmare în funcție a unui prelat.
- învoieli agricole - contracte între moșieri și țărani privind luarea în arendă a pământului și plata muncii agricole.

## J
- Jacqueria - răscoală țărănească franceză din secolul al XIV-lea.
- jalbă - reclamație făcută în scris prin care se cere insistent un drept sau o favoare.
- jansenism - curent social-religios apărut în Olanda și în Franța la mijlocul secolului al XVII-lea, ca opoziție față de iezuitism.
- jeler - țăran fără pământ din Transilvania (vezi și iobag, șerb).
- jignicer - (în Evul Mediu românesc) dregător responsabil cu magaziile de cereale ale curții domnești.
- Jihad - mișcare militară, violentă pentru promovarea islamului.
- jitnicer - persoană responsabilă cu gestiunea magaziilor domnești de grâne.
- Jocuri pítice - (în Grecia antică) spectacole organizate la Delfi care evocau lupta dintre Apollo și balaurul Python.
- joimiri - mercenari poloni în Țările Române.
- Joyeuse

- numele tradițional dat sabiei personale a lui Carol cel Mare.
- numele unei săbii utilizate la încoronarea regilor Franței începând cu secolul al XII-lea sau al XIII-lea, denumită „sabia lui Carol cel Mare”.
- jude (în Țările Române)

- conducătorul unei obști sătești, având atribuții administrative, judecătorești etc.
- țăran devenit liber după răscumpărare.
- judec - (în Evul Mediu românesc) cel care se răscumpăra de iobăgie.
- judecire - eliberare de iobăgie.
- județ

- conducătorul unui oraș, judecător;
- unitate administrativ-teritorială a României contemporane.
- junimism - mișcare literar-culturală și politică întemeiată la Iași în a doua jumătate a secolului al XIX-lea de societatea "Junimea".
- juntă (în America Latină)

- grup insurgent care cucerește puterea locală.
- guvernare instaurată în urma unei lovituri de stat.
- jupan (sau jupân) - (în Țările Române) titlu onorific acordat boierilor și dregătorilor.
- jurători - instituție juridică în Evul Mediu.

## K

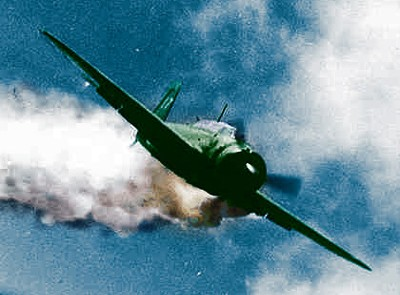
Avion japonez într-un picaj kamikaze asupra unui portavion american

- kaiser - denumire acordată împăraților germani.
- kamikaze - denumire dată piloților japonezi din cel de-al Doilea Război Mondial sau atacurilor sinucigașe ale acestora asupra flotei americane.
- kapo - deținut cu funcție de comandă în lagărele naziste.
- Kara Iflak (în turcă kara, „negru”, iar iflak, „Vlahia”) - denumire a Țării Românești în vechile izvoare turcești, arabe și persane. Vezi și Bogdan Iflak.
- kediv - titlu purtat de viceregii Egiptului în perioada 1867 - 1914.
- KGB -  principalul serviciu de informații al Uniunii Sovietice post-staliniste (1954-1991), care a funcționat ca poliție politică a statului sovietic.
- Khmerii Roșii - adepții partidului comunist din Cambodgia, care, sub conducerea lui Pol Pot, au preluat puterea și au instituit un regim dictatorial.
- klefți - insurgenți antiotomani din regiunile muntoase și rurale ale Greciei Otomane.
- kulac - vezi culac.

## L

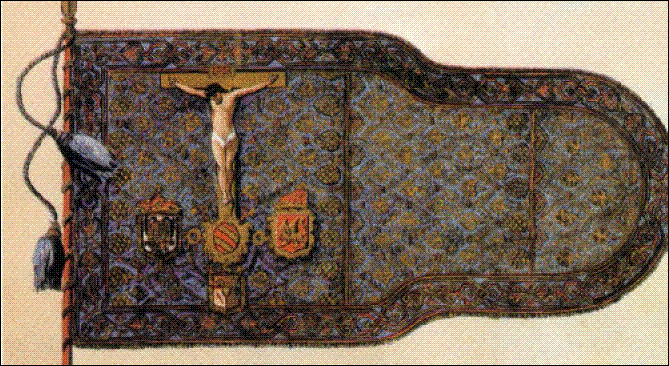
Steagul purtat de Liga Sfântă în Bătălia de la Lepanto

- labarum - steag imperial roman cu monograma lui Isus Hristos.
- lagăr de concentrare - loc izolat în care sunt deținuți în regimurile totalitare opozanții politici, religioși sau din considerente rasiale.
- lagăr de muncă (forțată) - spațiu de muncă în regim de detenție, creat în statele totalitare, în care erau pedepsiți și exterminați inamicii politici ai regimului.
- lagăr de exterminare - (în special în Germania nazistă) complex de clădiri în care erau închiși oameni (în număr mare) pentru a fi uciși din motive politice, rasiale, religioase etc.
- landsknecht - soldat pedestru german din secolele XV-XVII, recrutat din rândul țăranilor, nobililor sărăciți sau din plebea orașelor.
- landtag:

- adunarea reprezentanților pe stări în principatele germane din timpul Evului Mediu;
- organul reprezentativ al puterii în statele germane;
- organul legislativ al landurilor germane.
- lanist - (în Imperiul Roman) antrenor sau proprietar al unei școli de gladiatori.
- lapidariu - colecție de piese cioplite în piatră, descoperite prin săpături arheologice sau luate din locurile lor de origine pentru a fi protejate și adăpostite într-un spațiu special amenajat.
- Latène - a doua perioadă a Epocii Fierului, cuprinsă, în majoritatea statelor europene, între secolul al V-lea î.Hr. și secolul I d.Hr.
- latifundiar - persoană care posedă vaste domenii agricole, mare moșier.
- latifundiu - mare proprietate de pământ; latifundiile au apărut în Roma antică în secolul al III-lea î.Hr.
- Latinus / Latinos - regele aborigenilor, popor mitic din Latium, în mitologia greacă și romană.
- latomíe - carieră de piatră folosită în Antichitate ca închisoare.
- latrones - denumire dată de romani hoților, sclavilor fugari, soldaților care dezertau și răsculaților împotriva stăpânirii.
- lauri - aranjament în formă de coroană, realizat din frunze de dafin, care se punea în antichitate pe capul poeților și învingătorilor.
- lăncier - soldat din vechea cavalerie înarmat cu lance.
- Lebensborn -  organizație germană nazistă, care avea case de maternitate și acorda asistență financiară soțiilor membrilor SS.
- lecít - vas mic de ceramică, folosit în Grecia antică pentru păstrarea parfumurilor și uleiurilor.
- lectică - vehicul în formă de pat sau de scaun, purtat de cai sau de oameni, folosit mai întâi în Orientul Antic și apoi în Roma antică (sinonim: litieră).
- lefegiu - mercenar turc din Țările Române.
- legat(us) - împuternicit al Imperiului Roman într-un alt stat.
- legatus augusti (pro praetore) - împuternicit al împăratului roman, într-o provincie din afara Italiei.
- Legătura lui Mihai - sintagmă ce desemnează actul juridic emis de Mihai Viteazul între anii 1595 - 1597, prin care s-a consfințit legarea de glie a țăranilor.
- Legbiter - sabia regelui Norvegiei, Magnus al III-lea.
- lege agrară - lege care reglementează împărțirea pământurilor unei țări.
- lege marțială - lege care prevede folosirea forței armate în anumite împrejurări (vezi și curte marțială).
- Legea celor 12 table - primul cod de legi al romanilor, întocmit de decemviri în secolul al V-lea î.Hr. și care a fost gravat pe 12 plăci de cupru.
- Legea de împrumut și închiriere - lege promulgată de Roosevelt în timpul celui de-al Doilea Război Mondial, care dispunea vânzarea, închirierea sau împrumutarea oricărei categorii de mijloace militare tuturor țărilor a căror apărare era socotită vitală pentru apărarea Statelor Unite.
- legea pământului - totalitatea normelor de viață necodificate, stabile de-a lungul vremii între membrii unei comunități și transmise, prin tradiție, din generație în generație; obiceiul pământului; vezi și ius valachicum.
- Legea Salică - corp de legi, elaborat de francii din Galia, care, printre altele, excludea femeile de la succesiunea la tron.
- legea strămoșească - vezi ius valachicum.
- Legea talionului - formă primitivă de pedeapsă, aplicată în Antichitate și în Evul Mediu, bazată pe ideea de răzbunare.
- Legile cerealelor - sistem de taxe vamale și restricții comerciale aplicate importurilor de alimente și cereale care a funcționat în Regatul Unit între anii 1815 și 1846.
- legionar

- militar care făcea parte dintr-o legiune, în Roma antică;
- membru al mișcării "Garda de Fier", de extremă dreaptă în România din perioada interbelică;
- soldat în Legiunea Străină.
- legionarism - mișcarea politică a legionarilor din Garda de Fier.
- legitimiști - adepții dinastiilor „legitime” (în special în Franța), răsturnate în urma unor revoluții sau a unor evenimente sociale sau politice.
- legiune

- subdiviziune a armatei romane formată din zece cohorte, adică 4.200 - 6.000 de oameni;
- formație militară sau paramilitară.
- Legiunea Arhanghelul Mihail - vezi Mișcarea Legionară.
- Legiunea de onoare - primul ordin național creat în 1802 de Napoleon, acordat celor cărora le erau recunoscute serviciile militare și civile aduse Franței.
- Legiunea sacră - formațiune militară alcătuită din tineri voluntari înrolați în armata lui Alexandru Ipsilanti.
- Legiunea străină - formațiune militară franceză ai cărei membri sunt recrutați voluntar, în cea mai mare parte, dintre străini.

- leninism - principiile enunțate de Lenin pentru trecerea de la capitalism la comunism.
- leși - nume dat polonilor, în Evul Mediu, în Moldova.
- letopiseț - scriere veche, cu caracter istoric, în care înregistrarea evenimentelor se realiza cronologic.
- leuași - agenți fiscali din Țările Române medievale.
- levalloisian - cultură materială din paleoliticul inferior.
- Levant - denumire dată în trecut litoralului răsăritean al Mării Mediterane (Asia Mică, Siria, Liban, Egipt).
- levelleri - membrii unei grupări democratice republicane, cu un important rol politic în timpul Revoluției engleze.
- levenți

- soldați din marina Imperiului Otoman, originari din Levant;
- mercenari moldoveni din oastea Țării Românești.
- lezmaiestate - ofensă adusă unui suveran sau autorității sale, considerată o faptă gravă și pedepsită ca atare.
- libert - (în Imperiul Roman) sclav eliberat care primea cetățenia și care, deși îi era interzis să intre în viața politică, putea să desfășoare activități comerciale, administrative și profesionale.
- libertate, fraternitate, egalitate - deviza Republicii Franceze, adoptată în iunie 1793.
- libra aurea - livră de aur (monedă, în Roma Antică); cântărea circa 327 g.
- Liceu - școală aflată la marginea Atenei, unde Aristotel preda filozofia.
- lictor - purtător de fascii în Roma antică, ce însoțea marii demnitari și care aveau rolul de a facilita deplasarea acestora prin mulțime și simbolizau puterea acestuia.
- liftă

- termen ofensator atribuit de ortodocși celor de altă religie;
- denumire atribuită cotropitorilor.
- Liga Culturală (Liga pentru Unitatea Culturală a Românilor) - asociație înființată la București în decembrie 1890, cu scopul de a susține unitatea politică a românilor.
- Liga Sfântă - numele mai multor alianțe militare din vestul Europei, cele mai multe din secolul al XVI-lea; vezi și Sfânta Alianță.
- Liga Spartachistă - mișcare revoluționară marxistă din Germania, în perioada imediat următoare încheierii Primului Război Mondial.
- ligă:

- uniune de state, de orașe sau de persoane, constituită în vederea realizării unui scop comun;
- alianță politico-militară a statelor grecești, sub conducerea unuia dintre ele, care urmărea să-și impună supremația (exemplu Liga de la Delos).
- limes - frontieră romană fortificată.
- Linia Maginot - sistem de fortificații construit de Franța de-a lungul graniței cu Germania, în prima jumătate a secolului XX, la inițiativa ministrului de război André Maginot.
- lipscan - nume dat comercianților care vindeau mărfuri aduse de la Leipzig (Lipsca).
- litieră - vezi lectică.
- liude - unitate contribuabilă din  Țările Române și care a fost desființată de Regulamentul organic.
- Lobera - spadă, simbol al puterii utilizat de către sfântul Ferdinand al III-lea de Castilia.
- lobonți - ostași care luptau împotriva Imperiului Habsburgic în secolele al XVVII-lea și al XVIII-lea.
- Locotenență Domnească - organ colectiv provizoriu, cu rol politic și administrativ, care ține locul domnului în Moldova și Țara Românească, în epoca modernă.
- locuință lacustră - locuință preistorică construită pe piloni deasupra apei sau pe malul acestora.
- logofăt - demnitar important în Țările Române.
- logografi - primii reprezentanți ai prozei istorice din Grecia antică (din secolele al VI-lea și al V-lea î.Hr.).
- loialiști - coloniști americani rămași fideli Angliei în timpul Revoluției americane.
- lollarzi

- preoți săraci care propagau idei reformatoare și participanți la mișcarea țărănească din secolul al XIV-lea împotriva bisericii catolice;
- (în Anglia) adepți ai doctrinei lui John Wycliff.
- lord

- titlu nobiliar sau ereditar conferit de monarh în Anglia;
- membru al camerei superioare a Parlamentului Regatului Unit (Camera Lorzilor).
- lucru domnesc - obligație a țărănimii din Țările Române de a presta muncă în folosul domnitorului.
- luddism - mișcare spontană de protest a muncitorilor englezi din a doua jumătate a secolului al XVIII-lea și începutul secolului al XIX-lea, care consta în distrugerea mașinilor, a căror existență era considerată o cauză a șomajului.
- lugál - titlu purtat de unii demnitari ai orașelor-state din Sumer.
- lumpenproletariat - categorie de oameni declasați, proveniți din diverse pături sociale, ca urmare a șomajului și pauperizării și care nu au conștiință socială.
- lupta pentru învestitură - lupta dintre puterea laică și cea papală pentru numirea și confirmarea în funcție a prelaților.
- lustrație

- rit roman de purificare.
- perioadă în care unui fost demnitar comunist cu funcții importante în stat sau în aparatul represiv i se interzice accesul la unele funcții în stat.

## M
- Macartism - (sau McCarthism) campanie anticomunistă din SUA, declanșată de senatorul republican Joseph McCarthy în perioada 1949 - 1954.
- magdalenian - cultură materială de la sfârșitul paleoliticului inferior.
- Magister militum - titlu acordat celor împuterniciți să guverneze în numele Imperiului Roman.
- magistrat

- (în Roma antică) cetățean cu atribuții de conducere (consul, pretor, censor, edil etc.)
- membru al corpului judiciar (judecător, procuror)
- Magna Charta Libertatum - document semnat de regele Ioan al Angliei în 1215, care garanta drepturi pentru cetățeni și îngrădea absolutismul.
- magnat

- titlu acordat marilor proprietari de pământ maghiari sau polonezi;
- capitalist bogat și cu mare influență.
- maharajah - titlu purtat de prinții suverani din India, mai ales în Evul Mediu.
- mahmudea - monedă otomană din perioada lui Mahmud al II-lea, care a circulat și în Țările Române (vezi și: beșlic, icosar, irmilic).
- maiestate - termen de reverență utilizat la adresarea către un monarh.
- Majadahonda - mișcare de rezistență antisovietică din Basarabia, înființată în 1940.
- majă - vezi măjărit.
- majordom - (în evul mediu) administrator al domeniilor și palatului regal.
- majores terrae - expresie care desemnează proprietarii de pământ olteni din voievodatul lui Litovoi.
- majoritate

- cea mai mare parte a unei colectivități;
- număr reprezentând mai mult de jumătate din voturile exprimate în alegeri.
- malthusianism - doctrină social-politică elaborată de Thomas Malthus care susține că omenirea este în primejdie din cauză că populația crește mai repede decât producția de alimente.

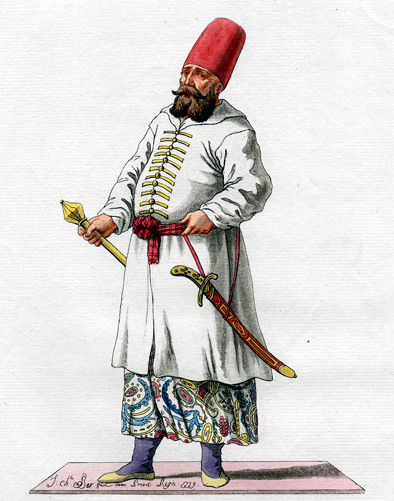
Mameluc (1779)

- mameluc - soldat de cavalerie din garda sultanilor Egiptului.
- mandarin - demnitar din Indochina sau din China feudală.
- manufactură

- formă de producție premergătoare marii industrii, caracterizată prin munca manuală și diviziunea muncii.
- întreprindere industrială în care se produc bunuri de larg consum și la care predomină munca manuală.
- manuscris - text scris de mână sau carte veche, scrisă sau copiată înainte de apariția tiparului.
- maoism - doctrina politică a lui Mao Zedong, care preconiza un socialism adaptat societății chineze.
- Maquis - denumirea mișcării partizanilor francezi din cel de-al Doilea Război Mondial.
- marcă

- nume dat (în statul franc și în Germania medievală) comitatelor de frontieră, aflate sub guvernare militară;
- obște sătească din Europa apuseană medievală, în care pământul arabil rămâne proprietate privată.
- Marele Duce de Luxemburg - titlul purtat de suveranul Marelui Ducat al Luxemburgului.
- marchiz

- conducător al unei mărci;
- titlu nobiliar inferior celui de duce și superior celui de conte.
- marea burghezie - stratul superior al burgheziei, compus din marii proprietari.
- Marea Istorie - disciplină academică care examinează istoria de la formarea Universului (Big Bang) la timpurile noastre curente.
- Marea schismă

- separarea definitivă dintre Biserica ortodoxă și Biserica Catolică, provocată de bula de excomunicare de la 16 iulie 1054 depusă de papa Leon al IX-lea;
- perioada luptelor dintre papii de la Roma și cei de la Avignon (1378 - 1417).
- Marele Sfat Național Român - organ provizoriu al puterii de stat din Transilvania până la unirea definitivă cu România, având rol legislativ.
- mareșalul palatului - persoană care are conducerea administrativă a bunurilor unui monarh și responsabilitatea protocolului.
- margraf - titlu militar al unor principi germani în epoca feudală, ale căror principate erau mărci.
- marocane (crizele ~) - conflictele diplomatice izbucnite în 1905 și 1911 cu prilejul luptelor dintre Franța și Germania pentru cucerirea Marocului.
- Marșul asupra Bucureștiului - mișcare de protest organizată de PNȚ cu scopul obligării guvernului liberal să demisioneze și instalării lui Carol al II-lea la tron.
- Marșul asupra Romei - marș organizat în octombrie 1922, de Partidul Național Fascist (condus de Benito Mussolini), în urma căruia acesta a ajuns la putere în Regatul Italiei.
- martalogi - (în Evul Mediu românesc) vameși și paznici ai granițelor (vezi și schileri).
- matriarhat - denumire a perioadei timpurii din istoria lumii, din perioada comunei primitive, în care apartenența la gintă se stabilea pe linie descendentă matriliniară.
- mavrofori - luptători greci din batalionul Eteriei, cu uniforme negre; au fost înfrânți de turci în lupta de la Drăgășani (iunie 1821).
- mazili - (în Evul Mediu românesc) denumire a descendenților boierilor de categoria a doua, spre desosebire de descendenții boierilor mari, care se numeau "neamuri";

- denumire pentru demnitarii scoși din funcție.
- persoane responsabile cu colectarea birurilor (vezi bir).
- mazilire - îndepărtarea de la conducere a unui boier, domnitor (mai ales în epoca fanariotă)
- măjărit - dare plătită domnitorului, prin secolele al XVII-lea și al XVIII-lea, de către pescari (sinonim: majă).
- Mările Sudului - în vocabularul din Vechiul Regim, îndeosebi al piraților, corsarilor și armatorilor, desemnau coastele pacifice al Imperiului Spaniol.
- medelnicer - (în Evul Mediu românesc) dregător care turna apă domnitorului să se spele.
- Medalia jubiliară Ardealul Nostru - medalie de aur, emisă în 1945, pentru comemorarea eliberării teritoriului Ardealului de Nord.
- megalit - monument preistoric de cult și funerar, alcătuit dintr-o lespede mare sau prin suprapunerea mai multor blocuri sau dale de piatră.
- megieși (megiași) - termeni prin care erau desemnați țărani stăpâni de pământuri
- menhir - monument megalitic, de cult sau funerar, constituit dintr-un bloc înalt de piatră înfipt în pământ.
- menzil - serviciul de poștă din Țările Române în secolele al XVII-lea și al XVIII-lea.
- meteci - categorie socială din Grecia antică, lipsită de anumite drepturi, dar care nu erau sclavi.
- metoda comparației istorice - mod abordare în cercetarea și scrierea istoriei, care presupune analiza și compararea evenimentelor, proceselor, instituțiilor sau culturilor din diferite perioade istorice sau din diferite locuri pentru a identifica similarități, diferențe și modele în evoluția umanității și care conține aspectele: compararea temporală, compararea spațială și identificarea modelelor istorice.
- metropolă - (în Antichitate) oraș-stat, considerat în raport cu coloniile întemeiate de acesta în alte teritorii.
- Mezentius - tiran etrusc renegat de către supușii săi.
- mezolitic - perioadă istorică cuprinsă între paleolitic și neolitic (8.000 - 5.600 î.Hr.).
- Mica Antantă (în franceză Petite Entente), numită și Mica Înțelegere - alianță diplomatică și militară, formată în 1920 și 1921, de Cehoslovacia, România și Regatul Sârbo-Croato-Sloven.
- mica burghezie - categorie socială situată între burghezie și proletariat, formată din comercianți, proprietarii de afaceri mici și mijlocii, profesioniști și angajați cu salarii mai mari din sectoarele de servicii și producție.
- microlite - unelte și arme mici din piatră, care, în mezolitic, au cunoscut o largă răspândire în întreaga lume.
- migrație - deplasare în masă a unor triburi sau a unor popoare (cum ar fi invaziile barbare) de pe un teritoriu pe altul, determinată de factori economici, sociali, politici sau naturali, mai frecventă în timpul Comunei primitive, în Antichitate și în Evul Mediu.
- mikado - numele pe care europenii l-au dat împăratului Japoniei.
- Miliarium Aureum - mic monument simbolic, situat în Forul Roman, care marca punctul zero al Imperiului Roman.
- Miliarul de la Aiton - piatră miliară romană, descoperită în 1758 în satul Aiton, județul Cluj.
- missus dominicus - denumirea dată funcționarilor însărcinați de regii și împărații franci cu supravegherea administrării unor teritorii stăpânite de aceștia.
- Mișcarea Legionară - organizație paramilitară teroristă de orientare naționalist-fascistă, cu un caracter mistic-religios, anticomunist, antisemitic, care a activat în România în perioada interbelică; alte denumiri: Legiunea Arhanghelul Mihail, Garda de Fier.
- mișcare de eliberare național-colonială - lupta popoarelor din țările coloniale pentru eliberarea de sub dominația imperialistă și care a avut loc în special în Asia și în Africa în perioada postbelică.
- móchica - cultură materială a amerindienilor din America de Sud, din perioada preincașă, dezvoltată în nordul statului actual Peru, începând pe la mijlocul primului mileniu.
- monarhie - formă de guvernare în care o singură persoană (monarhul), fără a răspunde pentru actele sale, conduce statul, iar puterea se transmite pe cale ereditare.
- monedă - (la plural, monede), un lingou de metal de formă discoidală, folosit ca o formă de bani.

- monedă comemorativă - operă de artă monetară în tiraj restrâns și dedicată unor personalități, evenimente istorice etc.

- Monstruoasa coaliție - alianța dintre conservatori și liberali în scopul îndepărtării lui Cuza de la domnie.
- montagnarzi - denumire a grupului de deputați revoluționari din Adunarea Legislativă, în timpul Revoluției franceze.
- moșier - (vezi și latifundiar) proprietar de terenuri agricole.
- moșierime - clasă socială formată din marii proprietari funciari.
- moșneni (moșteni) - (în Evul Mediu românesc) țărani liberi, care dețineau împreună pământul moștenit de la un străbun comun.
- moștenitorul tronului - vezi prinț moștenitor.
- mucarér (vezi și peșcheș) - sumă de bani plătită Porții Otomane de către un domnitor pentru reconfirmarea funcției sale.
- mumbașír - (în Evul Mediu românesc) funcționar însărcinat cu execuțiile fiscale.
- municipium - (în Imperiul Roman) oraș care a primit, în perioada Republicii Romane, dreptul de autonomie în problemele interne.

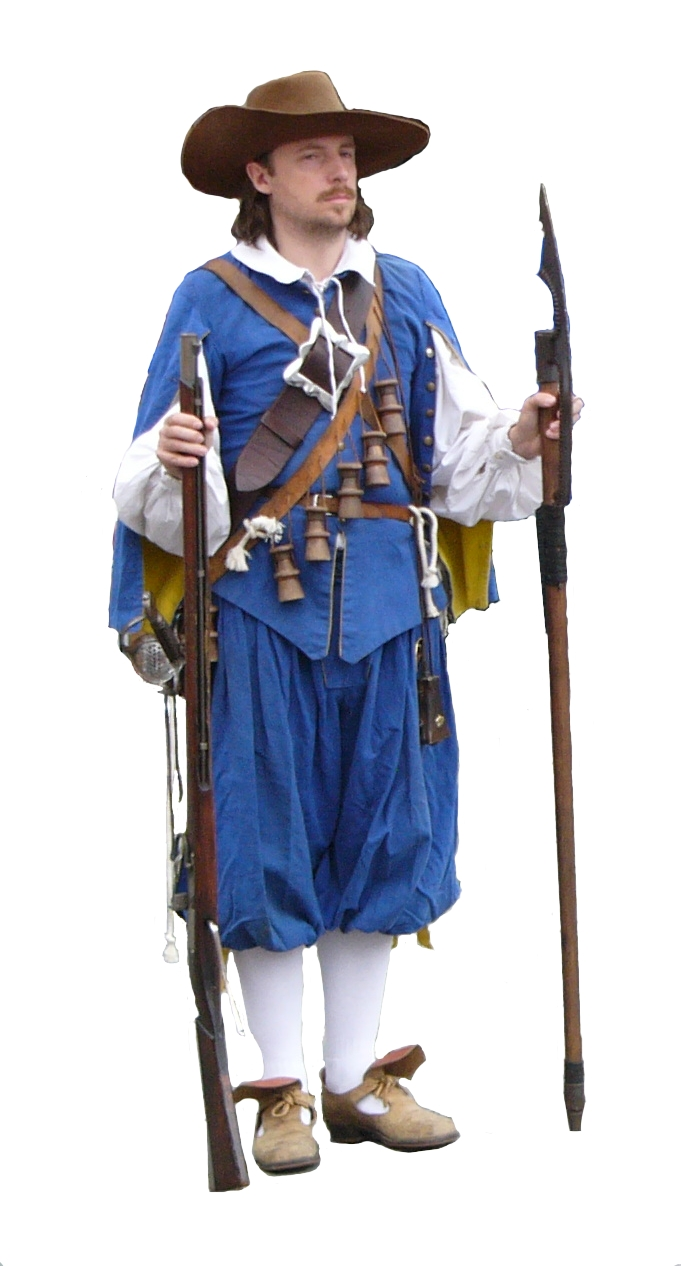
Muschetar suedez

- muschetar - soldat infanterist, de la sfârșitul Evului Mediu, înarmat cu muschetă.
- muschetă - armă de foc cu fitil, apărută la sfârșitul Evului Mediu.
- muselim - (în țările musulmane, în trecut) locțiitor al guvernatorului, viceguvernator al unui district.
- musterian - cultură materială din paleoliticul mijlociu (circa 120.000 - 100.000 î.Hr.)
- muzeografie - disciplină științifică ce se ocupă cu istoria, clasarea, conservarea și popularizarea colecțiilor unui muzeu.

## N
- nabab - titlu purtat de guvernatorii regiunilor desprinse din Imperiul Mogul.
- narodnicism - mișcare social-politică din Rusia din a doua jumătate a secolului al XIX-lea, care acorda rol primordial intelectualității și țărănimii.
- nart (în Evul Mediu românesc):

- preț maximal fixat de autorități pentru vânzarea anumitor mărfuri;
- normă zilnică de muncă pe care țărani clăcași erau obligați să o îndeplinească.
- navarh - comandantul flotei în Grecia antică.
- navlon - taxă percepută în Țările Române pentru transportul pe Dunăre.
- navrap - pedestraș din armata neregulată a Imperiului Otoman.
- nazifascism - uniune între nazismul german și fascismul italian, în ultima parte a celui de-al Doilea Război Mondial.
- nazir:

- înalt funcționar în guvernul otoman;
- comandant al unor cetăți turcești de pe malul Dunării;
- (în Evul Mediu românesc) căpetenie peste vătafii plaiurilor;
- vătaf de țigani domnești.
- năiámă (năiem, naima) - dare excepțională percepută în Țările Române în secolele al XVII-lea și al XVIII-lea, pentru cheltuielile oficiale la evenimente neprevăzute.
- năpastă (în Evul Mediu românesc):

- dușegubina plătită de cel de pe pământul căruia se găsea trupul unui om ucis;
- birul plătit de locuitorii unui sat în locul celor fugiți.
- neam - termen folosit pentru a denumi uniunile de ginți și triburi din Comuna primitivă.
- neamuri - (în Evul Mediu românesc) denumire a descendenților boierilor mari, spre desosebire de descendenții boierilor de categoria a doua, care se numeau "mazili".
- necropolă - cimitir (de înhumație sau de incinerație) din orânduirea Comunei primitive sau din Antichitate.
- nemes - acoperământ în dungi purtat de faraoni în Egiptul Antic.
- nemeș (în Evul Mediu românesc):

- denumire dată membrilor unei categorii sociale de stăpâni de pământuri fără titluri nobiliare;
- denumire dată nobililor mici și mijlocii, în Transilvania și în Ungaria, spre deosebire de nobilii mari, care se numeau magnați.
- neoabsolutism - forma de guvernare din Imperiul Austriac din anii 1850, după înfrângerea Revoluției de la 1848.
- neolitic - perioadă din istoria lumii care succede mezoliticului (6.000 - 1.900 î.Hr.)
- New Deal - politică a administrației SUA în perioada 1933 - 1941, pentru combaterea recesiunii și șomajului rezultate după Marea criză economică.
- nicadori - denumire dată celor trei legionari care l-au asasinat pe Ion Gheorghe Duca.
- nizam (în Evul Mediu românesc):

- statutul unei bresle în care se specificau drepturile și îndatoririle membrilor acesteia;
- normă de lucru fixată printr-un regulament.
- Noaptea de cristal -  pogrom contra evreilor din Cel de-al Treilea Reich, desfășurat în noaptea de 9 spre 10 noiembrie 1938 și în ziua / zilele următoare.
- nobilime - clasă socială privilegiată formată din proprietarii funciari feudali (care prestau suzeranului serviciul militar), burghezi îmbogățiți, magistrați etc.

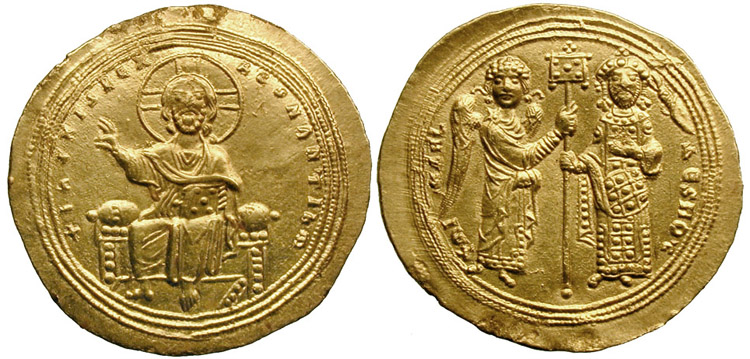
Nomisma, monedă din aur, de 4,44 g, emisă sub Mihail al V-lea.

- nomisma - monedă de aur din Imperiul Roman de Răsărit, apoi Imperiul Bizantin; era succesoarea monedei solidus. A fost emisă în Imperiul Bizantin până la reformele întreprinse de împăratul Alexios I Comnenul, în 1092.
- normă agnatică - regulă potrivit căreia demnitățile dinastice (nefiind o proprietate personală, ci aparținînd comunității familiale) nu reveneau moștenitorilor direcți, ci numai rudelor masculine celor mai în vârstă.
- notafilie - parte a numismaticii care se ocupă cu studiul bancnotelor.
- numismatică - disciplină auxiliară a istoriei care se ocupă cu studiul monedelor, al medaliilor vechi (vezi și falerisitică, exonumie).

## O
- oaie seacă - (în Evul Mediu românesc) impozit pe oile sterpe, spre desoebire de oierit, datorat pentru oile producătoare.
- oaste - denumire a armatei Țărilor Române în Evul Mediu.
- oastea cea mare - (în Țările Române) armată cu caracter nepermanent care, în caz de nevoie, făcea apel la toți locuitorii combatanți.
- oastea cea mică - (în Țările Române) armată permanentă formată din boieri și membrii curții domnești.
- oastea domnului - armată care depindea direct de domnitor și care era formată din curteni, țărani liberi (moșneni, răzeși), nemeși și târgoveți.
- Oastea Domnului - mișcare din cadrul Bisericii Ortodoxe Române, interzisă în timpul regimului comunist din România, care a luat ființă în anul 1923, la inițiativa preotului ardelean Iosif Trifa.
- obezi - instrument de tortură din Evul Mediu, prin care celui pedepsit i se imobilizau membrele între niște bucăți de lemn.
- obiceiul pământului - tradiția legislativă din Țările Române, în vigoare până la codicele lui Caragea și Codul Calimach.
- obște gentilică - formă de organizare specifică Comunei primitve, caracterizat prin proprietatea comună asupra mijloacelor de producție, efectuarea în comun a muncii și repartiția egală a bunurilor obținute.
- obște sătească (obște țărănească) - formă de organizare specifică sclavagismului sau feudalismului, caracterizată prin îmbinarea proprietății private cu cea colectivă, înlocuirea legăturilor de rudenie cu relații bazate pe interese economice.
- ocină - (în Evul Mediu românesc) pământul stăpânit cu drept ereditar.
- ocol - denumire pe care o purta subîmpărțirea administrativă a ținutului în Moldova (vezi și plasă).
- ocolul târgului - sat din vecinătatea unui târg care depindeau adminstrativ de acesta.
- odaliscă - vezi cadână.
- odobaș - grad militar, inferior căpitanului, în oștile Țărilor Române spre sfârșitul Evului Mediu.
- oenochoe⁠(d) - tip de vas grecesc de ceramică, cu un singur mâner și deschiderea trilobată.
- ogeac (sau ogeag) - (în Moldova medievală) denumirea hornului pe carre se percepea taxa numită fumărit.
- ohabă - (în Evul Mediu românesc) denumire a imunității moșiilor boierești și mânăstirești.
- ohrana - poliție politică în Imperiul Rus.
- oierit - (în Țările Române, în Evul Mediu) impozit pe turmele de oi  (vezi și oaie seacă).
- olac - curier călare din Țările Române.
- olimpiadă - (în Grecia antică) interval de patru ani între două celebrări succesive ale jocurilor olimpice.
- omagiu - ceremonie care cuprindea jurământul de credință și de supunere al unui vasal față de suzeranul său.
- Operațiunea Dunărea - vezi Invazia Cehoslovaciei.
- Operațiunea Inimaginabil - numele codificat de două planuri, proiectate în 1945, referitoare de un conflict între aliații occidentali și Uniunea Sovietică.
- Operațiunea Paperclip - plan elaborat de Harry Truman pentru a recruta oameni de știință din Germania nazistă, pentru a lucra în Statele Unite în urma celui de al Doilea Război Mondial.
- Operațiunea Trandafirul - acțiune de reprimare a revoluției din decembrie 1989 care consta în ștergerea urmelor masacrului de la Timișoara, prin incinerarea cadavrelor victimelor; altă denumire: Acțiunea Vama.
- oppidum - așezare fortificată romană.
- oraș-stat - oraș independent, de mari dimensiuni și care guvernează asupra teritoriului înconjurător.
- ordalie - probă judiciară din Evul Mediu, prin care părțile în litigiu erau supuse la tortură.

Stema Ordinului Jartierei

- ordine cavalerești - organizații laice de cavaleri, create în Evul Mediu în Apusul Europei.
- Ordinul Jartierei - cel mai înalt ordin cavaleresc britanic, care a fost instituit de către regele Eduard al III-lea. Are deviza: „Honi soit qui mal y pense!”[2][3]
- Organizația Armata Secretă - organizație paramilitară⁠ franceză care a activat pe parcursul Războiului din Algeria (1954-1962).
- orientalistică - totalitate disciplinelor științifice care se ocupă cu studiul istoriei, limbilor, literaturilor, artelor și monumentelor de cultură materială și spirituală ale Orientului.
- Ostpolitik - politică externă vest-germană, inițiată de Willy Brandt ca destindere față de țările din blocul sovietic.
- ostracism - instanță extraordinară introdusă de Clistene în vederea slăbirii puterii demagogilor și ca măsură de preîntâmpinare a uzurpării puterii demosului de către vreun tiran.
- Ostsiedlung - procesul istoric prin care germanii medievali au migrat și s-au stabilit în estul Europei, în regiunile locuite de slavi și alte popoare ne-germane.
- ovație - (în Roma antică) triumf de proporții mici, în cadrul căruia comnadantul biruitor mergea încununat cu lauri sau cu mirt și îmbrăcat în alb.

## P

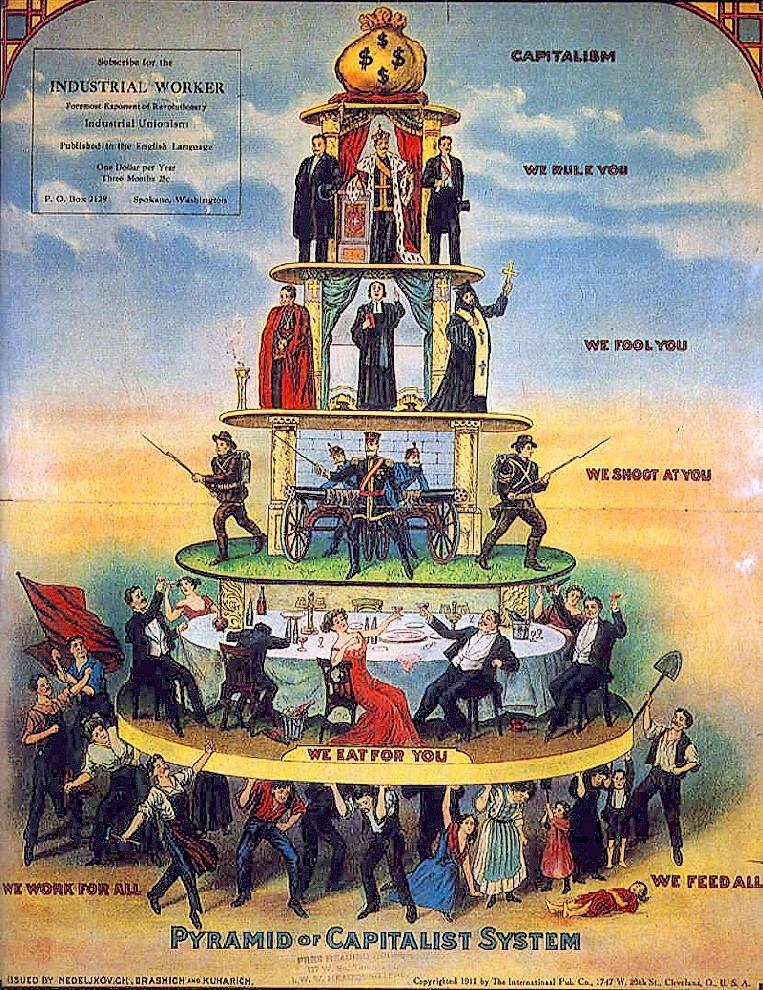
Proletariatul aflat la baza societății

- Pacea lui Dumnezeu - vezi Armistițiul lui Dumnezeu.
- pact - tratat între două sau mai multe state, în scopul menținerii păcii sau al colaborării (exemple: Pactul Ribbentrop-Molotov, Pactul de la Varșovia, Pactul Tripartit).
  - Pactul Ribbentrop-Molotov - în mod oficial tratat de neagresiune, între Germania și Uniunea Sovietică, este un acord diplomatic semnat la 23 august 1939, la Moscova, de miniștrii afacerilor externe german, Joachim von Ribbentrop, și sovietic, Viaceslav Molotov, în prezența lui Stalin.
- padișah - titlu acordat monarhului în unele țări orientale.
- pagus - așezare rurală în Roma antică.
- paharnic - dregător de curte responsabil cu băutura domnului.
- paic - soldat din garda personală a domnitorului român sau a sultanului.
- pair - titlu de noblețe în Franța sau pentru cei din Camera Lorzilor.
- paj - tânăr nobil aflat în serviciul unui senior sau rege.
- paladin (în Evul Mediu)

- nobil aflat în slujba regelui (vezi și paj);
- cavaler în căutare de aventuri eroice.
- palafită - locuință lacustră (din Neolitic și Epoca Bronzului), construită pe un podium susținut de piloni.
- palancă:

- vezi palisadă;
- (în Evul Mediu românesc) cetate din lemn și din pământ.
- palatin - (în Evul Mediu) titlul purtat de un demnitar de la curtea regală.
- paleografie - disciplină auxiliară a istoriei care se ocupă cu studiul documentelor vechi.
- paleolitic - cea mai veche fază din istoria omenirii (600.000 - 10.000 î.Hr.), care începe o dată cu apariția omului și cuprinde primele etape al Comunei primitive.

- paleolitic târziu - perioadă a paleoliticului cuprinsă între 50.000 - 12.000 ani în urmă.
- paleolitic timpuriu - perioadă a paleoliticului care începe acum trei milioane de ani și se încheie între 400.000 și 250.000 de ani în urmă.

- palestră (în Grecia și în Roma antică)

- spațiu rezervat practicării gimnasticii, luptelor;
- școală de educație fizică.
- palimpsest - pergament peste care s-a șters textul inițial și a fost scris altul.
- palisadă - element de fortificație format din pari înfipți în pământ și legați între ei prin scânduri, frânghii.
- Palmach - forță militară de elită din Armata Israeliană, activă în perioada 1941–1948.
- paloș - sabie lată cu două tăișuri (vezi și iatagan).

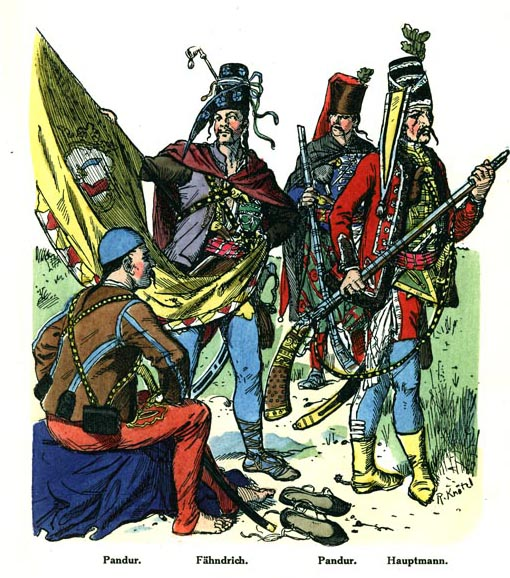
Panduri croați

- pan - titlu acordat, în Evul Mediu, nobililor polonezi.
- panaș - mănunchi de pene care se punea la chipiul sau la coiful militarilor.
- pandur

- soldat dintr-un corp de oaste neregulată sau dintr-un corp de oaste habsburgică;
- soldat din oastea lui Tudor Vladimirescu.
- Panica roșie - denumirea a două perioade distincte în istoria SUA, caracterizate de un anticomunism puternic: prima, în 1917 – 1920 și cea de-a doua începând cu anii '40 și încheind cu anii '50 din secolul al XX-lea; altă denumire: Amenințarea roșie.
- panțíri - lefegii care, prin secolele al XVIII-lea - al XIX-lea păzeau granițele și transmiteau știrile.
- papirologie - știință care studiază papirusurile și textele scrise pe pergament, lemn sau alte materiale.
- partizan:

- persoană care adoptă și susține o idee, o teorie etc.; persoană care este de partea cuiva, care luptă alături de cineva pentru o cauză; adept.
- membru al unui detașament organizat de luptă, care acționează în timp de război împotriva inamicului, în spatele frontului.
- pasvangii - ostașii care sub comanda lui Osman Pazvantoğlu, au participat la numeroase incursiuni de pradă în Țara Românească, mai ales în Oltenia.
- pașa - titlu acordat unui demnitar otoman.
- pașalâc - una din subdiviziunile Imperiului Otoman, guvernate de un pașă.
- pașoptist - participant la Revoluția Română din 1848.
- Paștile sângeroase - vezi: Rebeliunea de Paști.
- patentă:

- impozit pe exercitarea profesiunilor libere, introdus prin Regulamentul organic;
- act care confirmă plata acestui impozit.
- patriarhat - ultima perioadă din Comuna primitivă, în care bărbatul dobândește un rol predominant în viața economico-socială, activitatea femeii desfășurându-se în cadrul gospodăriei.
- patrician - membru al aristocrației gentilice din Roma antică, care se bucura de drepturi politice și avea acces la ocuparea funcțiilor în stat.
- patrimoniu cultural - ansamblul de bunuri materiale⁠(d) și imateriale transmise din generație în generație, care reflectă identitatea, valorile și istoria unei comunități, unui popor sau a umanității în ansamblu.
- pavlic(h)eni - participanți la mișcarea socială antifeudală din secolele al VI-lea și al VII-lea din Armenia.
- Pax Mongolica - termen ce descrie efectele stabilizării ale cuceririlor Imperiului Mongol asupra vieții locuitorilor din teritoriul eurasiatic pe care mongolii l-au cucerit în secolele al XIII-lea și al XIV-lea.
- Pax Ottomana - termenul folosit pentru descrierea perioadei de pace relativă, de stabilitate economică și socială la care s-a ajuns în teritorile cucerite de Imperiul Otoman, în perioada de maximă putere a imperiului din secolele al XVI-lea și al XVII-lea.
- Pax Romana - expresie latină care se traduce prin „pacea romană” și desemnează lunga perioadă de pace, din secolul I și din secolul al II-lea, impusă de Imperiul Roman regiunilor cucerite.
- pălmaș - țăran sărac ce își câștiga existența prin muncă manuală.
- pâlc - (în Evul Mediu românesc) unitate militară corespunzătoare regimentului de mai târziu (sinonim: polc).
- pârcălab:

- dregător aflat la conducerea unui județ sau a unui ținut (vezi și staroste);
- administrator al unui sat boieresc sau mânăstiresc.
- pârgar - (în Evul Mediu românesc) membru al sfatului de conducere al unui oraș sau al unui târg, care îl ajuta pe județ (sau șoltuz).
- pecete - vezi sigiliu.
- pedestrime - (în Evul Mediu românesc) denumire a corpurilor de oaste care luptau pe jos; infanterie.
- peplu - mantie scurtă, fără mâneci, pe care o purtau femeile din lumea antică greco-romană.
- perieci - denumire a locuitorilor regiunilor din jurul Spartei din Grecia antică, care spre deosebire de iloți, nu aveau situația juridică de sclavi.
- perper muntenegrean - unitatea monetară a statului Muntenegru, între 1906 și 1918.
- perper sârb - monedă care a circulat în Țaratul Sârb, sub Țarul Dușan.
- perperít - (în Evul Mediu românesc) taxă indirectă pe produsele comerciale sau pregătite în vederea comercializării.
- personalitate istorică - conducător al unui stat, al unui popor etc. care prin activitatea sa exercită o influență apreciabilă asupra destinelor acestora, asupra desfășurării evenimentelor.
- pertuizană - armă din fier asemănatoare cu halebarda, dar prevăzută cu două urechi, terminate în vârfuri ascuțite.
- peșcheș - (vezi și haraci, tribut, mucarer)

-dar pe care Țările Române îl ofereau Imperiului Otoman împreună cu haraciul.
-dar pe care un viitor domnitor în oferea sultanului pentru a veni la putere.
- Piatra de la Rosetta - fragment al unei stele gravate în Egiptul Antic, purtând trei versiuni ale aceluiași text, care a permis descifrarea hieroglifelor în secolul al XIX-lea.
- piatră miliară - în Roma antică, pietrele miliare (în latină, la plural, milliaria, iar la singular: milliarium), sau miliare, erau niște borne rutiere din piatră, în general în formă de coloană și care purtau inscripții, destinate la marcarea distanțelor pe traseul principalelor drumuri romane din Italia și din provinciile romane.
- pileati - nume dat de romani nobililor daci (tarabostes), deosebiți prin portul căciulii de populația de rând (comati).
- pilum - suliță scurtă folosită de legionarii romani (vezi lance).
- piramide egiptene - monumente funerare gigantice de piatră în formă de piramidă, ridicate pentru faraonii Egiptului antic; exemplu: Piramida lui Keops.
- pitac:

- monedă austriacă, de argint, care a circulat în Țările Române în secolul al XVIII-lea;
- monedă rusească de argint sau de aramă, de mică valoare.
- act oficial, decret domnesc, diplomă de ridicare la rang de boierie.
- pitar - (în Evul Mediu românesc) dregător însărcinat cu pregătirea și distribuirea pâinii la curtea domnească.
- pivă - denumire dată mortierelor din Evul mediu spre deosebire de tunurile de asediu care se numeau balimezuri.
- pivnicerit - (în Evul Mediu românesc) taxă percepută pentru pivnițe, apoi pentru butoaiele de vin și pe podgorii.
- placitum -  în Evul Mediu, în special în Imperiul Franc, adunare sau o reuniune populară, adesea organizată de un conducător sau de o autoritate locală, în care se discutau și se hotărau chestiuni de interes public.
- plai - denumire dată, în secolul al XVIII-lea, subîmpărțirilor administrative a județelor și ținuturilor (sinonim: plasă).
- Planul foametei - tendință a Germaniei naziste de a prioritiza aprovizionarea cetățenilor proprii în detrimentul celor din teritoriile ocupate.
- Planul Molotov - sistem politic creat de Uniunea Sovietică în 1947, pentru a oferi ajutor reconstrucției țărilor aliate din Europa de Est.
- Planul Morgenthau - plan de împărțire a Germaniei după cel de-Al Doilea Război Mondial care împiedica posibilitatea acesteia de a mai declanșa vreun război.
- plasă - termen utilizat pentru subîmpărțirea administrativă a teritoriului în Țările Române (vezi și plai, ocol).
- plăieși - locuitorii de la marginile Țării Românești însărcinați cu paza frontierelor; în Moldova se numeau străjeri.
- plean - denumire în Moldova pentru pradă de război.
- plebe - pătura cea mai săracă a populației orășenești din vestul Europei medievale.
- plebéi - (în Roma antică) categorie socială din care făceau parte oameni liberi, care, în opoziție cu patricienii, erau lipsiți de drepturi politice și civile.
- plocón - (în Evul Mediu românesc) denumire generală a unor dări și unor daruri, devenite cu trecerea timpului, obligații ale datornicilor.
- pódini:

- obligație a negustorilor brașoveni din Țara Românească de a întreține podurile care pavau străzile din București;
- taxă percepută la Iași pe carele cu produse care intrau în oraș, în scopul întreținerii străzilor.
- Podul de pe râul Kwai - pod feroviar din Thailanda care trece peste Kwai Yai la Kanchanaburi; este traversat de Calea ferată a morții.
- podvoade (podvezi) - (în Evul Mediu românesc) obligație în muncă (transporturi, cărăușie) la care erau supuși țărani dependenți, în folosul domniei, mai ales în timp de război.
- pogonărit - (în Evul Mediu românesc) dare pe avere în favoarea domnitorului pentru pământul cultivat.
- polc - vezi pâlc.
- polcóvnic - (grad militar împrumutat din rusă) comandantul unui polc, echivalentul colonelului de mai târziu.
- polcovnic de străini - subaltern al marelui vornic, însărcinat cu strângerea dărilor străinilor care locuiau în București.
- polis - oraș-stat, formă de organizare politică și socialeconomică în Grecia antică.
- Poliția Legionară - poliție paramilitară creată după înființarea Statului Național-Legionar, care a funcționat în paralel cu poliția oficială de stat din România.
- porfirogenét - titlu atribuit acelor împărați bizantini care s-au născut în timp de tatăl lor era împărat.
- portar - (în Evul Mediu românesc) dregător însărcinat cu paza curții domnești.

- portar de Suceava - mare dregător însărcinat cu apărarea capitalei și curții domnești moldovene.

- posadă (în Evul Mediu românesc):

- loc întărit;
- obligație a țăranilor dependenți de a face de strajă la trecătorile montane;
- denumire generală a unor dări de vamă.
- poslúșnic - (în Evul Mediu românesc) slujitor boieresc sau mânăstiresc, scutit de dări.
- postelnic - (în Evul Mediu românesc) dregător de curte însărcinat cu camera de dormit a domnitorului.
- poștă - unitate de măsură folosită în trecut, egală cu 22,3 km în Moldova și cu 19,7 km în Muntenia.
- poteră - detașament de oameni înarmați însărcinați cu prinderea infractorilor, mai ales a haiducilor.
- praetor - demnitar roman însărcinat cu paza ordinii într-un oraș.
- prápor (prapur) - streag militar în Evul Mediu în Țările Române.
- prădálică - moșie care, în momentul stingerii descendenței pe linie masculină, trecea în stăpânirea domniei.
- precária - drept de posesiune asupra unui lot de pământ, care se acorda unei persoane de către proprietarul funciar cu condiția prestării unei obligații.
- prefectul pretoriului - (în Roma antică) comandant al gărzii pretorienilor, constituită pentru apărarea împăratului și pentru păstrarea ordinii la Roma și în restul Italiei.
- preistorie - epoca din istoria omenirii situată înainte de apariția scrisului.
- pretendent la tron - persoană care revendică un tron, fără a fi recunoscută oficial ca monarh.
- prétor:

- (în trecut) reprezentant al puterii centrale într-o plasă, fiind șeful poliției locale;
- (în vechea armată) persoană numită pe lângă marile unități militare, cu atribuții în poliția administrativă și judiciară în timp de război.
- prima mențiune scrisă - cel mai vechi document scris despre un anumită așezare, descoperire, invenție, proces tehnic etc.
- Primăvara de la Praga - perioadă de libertate politică din Cehoslovacia, care a început în primăvara anului 1968, atunci când a venit la putere Alexander Dubček și a durat până în 20 august, același an, când a avut loc invazia Cehoslovaciei de către statele Pactului de la Varșovia.
- principat - teritoriu independent condus de un nobil numit principe
- principe - titlu purtat de conducătorul unui principat și de membrii unor familii princiare, regale sau imperiale; sinonim: prinț.

- principe elector - fiecare din acei principi laici și ecleziastici din Sfântul Imperiu Romano-German, care au misiunea de a-l alege pe împărat.
- principe iluminat - monarh adept unor idei iluministe și care promovează reforme.

- prinț - vezi principe.

- prinț moștenitor - prinț care urmează să se urce pe tron după moartea suveranului; moștenitorul tronului.
- prinț imperial - nobil din Sfântul Imperiu Roman care primise inițial feuda numai și direct de la rege, respectiv de la împărat.

- prisăcărít - dare pe stupine, instituită în Moldova de Mihai Racoviță.
- pristáv:

- crainic care anunța știrile oficiale;
- știre, ordin, poruncă anunțată de pristav;
- vătaf pe o moșie boierească.
- privilegiu - avantaj, scutire de obligații către stat și distincții sociale, acordate unei persoane, unui grup de persoane sau unei clase sociale, orașelor și mânăstirilor din vremea feudalismului.
- privilegiu de oraș - vezi drept de cetate.
- problema agrară - (în ideologia marxistă) chestiuna raportului dintre clasele sociale mai ales în ceea ce privește proprietatea funciară; ca soluționare, în România, s-au introdus diverse reforme agrare.
- problemă națională - problemă deschisă în momentul desființări statelor multinaționale din Europa (Austro-Ungaria, Imperiul Țarist, zona balcanică a Imperiului Otoman) și apariția a noi state libere.
- Procesul de la Craiova - proces anticomunist realizat de statul român în 1936 împotriva mai multor comuniști ca: Ana Pauker, Șmil Marcovici, Alexandru Moghioroș, Alexandru Drăghici, Donca Simo.
- Proclamația de la Timișoara - document programator adoptat la Timișoara în data de 12 martie 1990, redactat în urma manifestației populare din Piața Operei începută cu o zi înainte.
- proclamație - text oficial, manifest prin care se aduce la cunoștința publicului un fapt foarte important (exemple: Proclamația de la Islaz, Proclamația de la Potsdam).
- procuratór - (în Roma antică) demnitar roman însărcinat cu colectarea impozitelor și cu conducerea provinciilor mici.
- proletariat - totalitatea proletarilor, a muncitorilor care au un nivel de trai scăzut și își mențin existența doar prin munca proprie; vezi și lumpenproletariat.
- proletarizare - proces de ruinare a micilor producători (țărani, meseriași) și de transformare a acestora în proletari.
- pronunciamiento - formă militară de rebeliune sau lovitură de stat asociată cu Spania, Portugalia și America Latină, în special în secolul al XIX-lea.
- protoistorie - nume dat de unii istorici epocii cuprinse între apariția primelor documente și Antichitate și care corespunde Epocii Fierului.
- proudhonism - doctrină inițiată de Pierre-Joseph Proudhon, care preconiza menținerea și întărirea micii proprietăți.
- proveditor - funcționar public al vechii Republici Venețiene însărcinat cu conducerea sau cu inspectarea unei flote, a unei provincii.
- Puciul de la berărie - tentativă eșuată de lovitură de stat ce a avut loc între seara zilei de joi, 8 noiembrie, și după amiaza zilei de 9 noiembrie 1923, când Adolf Hitler și alți lideri politici și militari au încercat să preia puterea politică în München, Bavaria și Germania.
- putere dublă - termen folosit prima dată de Lenin referindu-se la situația în care rivalizau pentru legitimitate sovietele și guvernul provizoriu adus de Revoluția din Februarie.

## Q
- quaestor - magistrat roman însărcinat cu repartiția și perceperea dărilor publice.
- quattrocento - cultura italiană din secolul al XV-lea, perioadă numită și Renașterea timpurie.

## R
- radicalism

- aplicarea unor metode categorice în rezolvarea unor probleme;
- sistem politic care preconizează reforma completă a instituțiilor.
- raia - teritoriu ocupat și administrat de turci în Țările Române.
- raid - incursiune militară rapidă pe teritoriul inamic.
- raion - subunitate administrativă a unei regiuni în timpul diviziunii administrative a României din perioada 1950 - 1968.
- rajah - titlu purtat de un suveran indian.
- rascolnici - adepți ai unei mișcări religios-sociale din Rusia, care s-au separat de Biserica Ortodoxă Rusă și au creat așa-numitul stil vechi.
- rasism - teorie care susține inegalitatea raselor.
- ratificare - semnarea de către un stat a unui document internațional.
- rațiune de stat - principiu conform căruia statul poate lua anumite măsuri în interes general, trecând peste interesul particular, individual.
- raznocínți - intelectualitatea formată în Rusia prin secolul al XVIII-lea și care a jucat un rol important în mișcarea revoluționară din secolul următor.
- răscoală (țărănească) -  răzvrătire spontană și neorganizată a țărănimii oprimate; exemple: Răscoala de la Bobâlna, Răscoala lui Horea, Cloșca și Crișan, Răscoala din 1907.
- răsúră - impozit adițional din Țările Române în secolul al XVIII-lea și începutul secolului al XIX-lea și care a fost desființată de Regulamentul organic.
- războaie de succesiune - războaiele purtate între diferitele case domnitoare pentru succesiunea la tronurile rămase vacante; exemple: Războiul Succesiunii Spaniole, Războiul de Succesiune Austriacă.
- război - conflict armat între două sau mai multe grupuri sociale sau țări, pentru realizarea unor interese economice sau politice.
- război civil - conflict armat în interiorul unui stat între diverse grupări sociale pentru obținerea puterii, schimbarea ordinii sociale sau pentru menținerea celei existente.
- războiul ciudat - perioadă de la începutul celui de-al Doilea Război Mondial, în care nu au avut loc conflicte majore.
- război de eliberare națională - luptele armate duse de forțele patriotice pentru eliberarea unei țări de sub dominația străină.
- război de mișcare - formă de război caracterizată prin ofensiva împotriva inamicului, pătrunderea în adâncimea pozițiilor acestuia și schimbarea continuă a liniilor frontului.
- război de partizani

- luptă dusă de detașamente armate în spatele frontului armatei inamice;
- formă a războiului popular împotriva unui regim politic și a armatelor sale oficiale.
- război de tranșee - război în care părțile opuse se poziționează în tranșee.
- război sfânt (război religios) - război purtat în scopuri predominant religioase sau sub pretextul religiei (exemple: cruciadele, Jihadul, Războiul de Treizeci de Ani).
- război total - război în care statul agresor utilizează toate mijloacele de distrugere (chiar și arme de distrugere în masă), nu numai împotriva forțelor armate, ci și împotriva populației civile.
- război țărănesc - formă a luptei țărănimii împotriva exploatării feudale, care prin amploare și desfășurare depășește răscoala țărănească (exemple: Războiul țărănesc condus de Gheorghe Doja, Războiul Țărănesc German).
- Războiul de Secesiune - război civil dintre statele SUA, încheiat cu victoria celor din nord și abolirea sclaviei.
- Războiul Rece - perioadă de tensiune și de confruntări politico-ideologice după cel de-al Doilea Război Mondial, ca urmare a conflictului dintre sistemul capitalist și cel comunist.
- răzeș - țăran liber din Moldova medievală, care deținea o bucată de pământ și participa la oaste fără a fi susținut de bani publici.
- rânduiala găleții - vezi găleată.
- rânduială - (în Evul Mediu românesc) denumirea mai multor tipuri de dări în bani către domnie.
- reacțiune - atitudine social-politică de împotrivire la progres și la mișcările progresiste.
- rebeliune - răzvrătirea față de autoritatea statului.
- Rebeliunea de Paști - insurecție care a avut loc în Irlanda în timpul Săptămânii Paștelui din 1916; altă denumire: Paștile sângeroase.
- Rebeliunea legionară - manifestare represivă a Mișcării Legionare, ca urmare a retragerii de la susținerea acesteia din partea guvernului Antonescu.
- recesiune - scădere a producției, caracteristică perioadelor de criză economică.
- rechiziție - măsură excepțională în timp de război prin care statul obligă cetățenii să cedeze anumite bunuri necesare războiului.
- redută - fortificație mică de formă poligonală, înconjurată de șanțuri (vezi și bastion, fort, fortăreață).
- referendum - (sau plebiscit) consultare populară asupra unui proiect de lege de o importanță deosebită.
- reformă - transformare politică, socială, culturală în cadrul unei societăți, dar care nu modifică structura generală a acesteia. Vezi și revoluție.
- reformă agrară - program complex de măsuri prin care marile latifundii sunt expropriate și are loc redistribuirea proprietății funciare și care schimbă relațiile de producție în agricultură (exemple: Reforma agrară din 1864, Reforma agrară din 1921, Reforma agrară din 1945).
- reformă electorală - schimbarea sistemului electoral și a celui de vot, de la cel cenzitar la votul universal.
- reformă monetară - reorganizarea sistemului monetar al unei țări determinată, de regulă, de deprecierea monedei naționale.
- refugiat - persoană care a fost nevoită să-și părăsească țara din diverse motive.
- regalist - susținător al regelui, monarhist.
- regalitate - Formă de guvernământ în care statul este condus de un rege; monarhie.
- regat - stat guvernat de un rege, monarhie.
- regat clientelar - regat ce recunoaște autoritatea Imperiului Roman în schimbul protecției de care se bucură din partea acestuia.
- regățean - nume dat, după Primul Război Mondial, locuitorilor din Vechiul Regat.
- rege - titlu dat monarhului care este șeful statului.
- rege apostolic - titlu conferit de papalitate regilor maghiari, care au avut rolul de a răspândi catolicismul în estul Europei.
- regent - persoană care guvernează o monarhie în timpul minoratului, al bolii sau absenței suveranului.
- regență - guvernare provizorie în timpul minoratului, absenței sau bolii unui monarh.
- regicid

- crima de ucidere a monarhului;
- persoană care a asasinat un rege.
- regim - sistem de organizare și de conducere a vieții politice, economice, sociale a unui stat.
- regionalism - atitudine care tinde să creeze în diferite provincii ale unei țări o activitate descentralizatoare, independentă de capitală; supraapreciere a unei provincii, patriotism local.
- regulamente organice - Legi privitoare la organizarea și conducerea Țărilor Române sub ocupație rusă (1828 - 1834).
- Reich - termen utilizat de la sfârșitul secolului al XIX-lea pentru a desemna Germania și anume:

- Sfântul Imperiu Roman (962 - 1806)
- Germania unificată sub autoritatea Prusiei (1871 - 1918)
- Al Treilea Reich (Germania nazistă) (1933 - 1945).
- restaurație - perioadă din istoria unor state, caracterizată prin revenirea dinastiilor care au fost detronate în urma unor lovituri de stat, revoluții etc.; exemplu: restaurația franceză.
- revoluție - transformare, într-o perioadă scurtă de timp și în profunzime, a caracterului politic, social sau cultural al unei societăți. Vezi și reformă.
- revoluție culturală - concept introdus în România comunistă de Nicolae Ceaușescu, după modelul chinez care promova: cultul personalității dictatorului, concentrarea puterii în mâna acestuia, controlul total al PCR asupra vieții culturale.
- revoluție industrială - procesul complex de trecere de la producția manuală la producția cu ajutorul mașinilor-unelte, de la stadiul manufacturier, la stadiul marii producții mecanizate.
- revoluție socială - acțiune socială de transformare radicală calitativă a societății, prin care se realizează trecerea de la o formațiune inferioară la alta superioară; ideologia marxistă o considera o formă a luptei de clasă.
- rezistență - mișcare de patrioți care, în țările ocupate de fasciști între anii 1940 și 1944, s-au opus cotropitorilor și politicii de colaborare cu aceștia; exemple: Rezistența franceză, Rezistența germană (vezi și colaboraționism).
- rhyton - vas de băut de forma unui corn, cap de animal sau cap de om, folosit în Antichitate de greci, sciți, etrusci etc.
- roată - unitate militară în armata Țărilor Române.
- rob (în Evul Mediu românesc):

- persoană aflată în dependență totală față de stăpânul feudal;
- captiv român la turci sau la tătari.
- róbotă - (în Evul Mediu în Transilvania) obligația în muncă a iobagilor și jelerilor către stăpânul feudal; în Țara Românească era numită clacă, iar în Moldova boieresc.
- Romania:

- numele Imperiului Roman sub Justinian;
- mai târziu, o parte a acestui imperiu, Tracia, numită apoi de turci Rumelia;
- (sau Romagna), veche provincie a Italiei cu capitala Ravena;
- în Evul Mediu, Tesalia și o parte în Grecia de Nord.
- romanizare - adaptarea la cultura și stilul de viață al Imperiului Roman.
- roșii - (în Evul Mediu românesc) breaslă militară și fiscală ai cărei membri purtau o îmbrăcăminte roșie.
- rublă - unitate monetară folosită în Imperiul Rus, Uniunea Sovietică, iar azi moneda națională a Federației Ruse și în unele dintre statele independente postsovietice, sau aflate în sfera de influență a Rusiei (de exemplu în autoproclamatele republici Osetia de Sud, Abhazia sau Transnistria).
- rublă rusă - unitate monetară a Rusiei.
- rublă sovietică -  denumirea valutei naționale în Uniunea Sovietică.
- rublă transferabilă - unitate monetară scripturală bazată pe rubla sovietică și utilizată până în 1991, pentru calculul valorii schimburilor comerciale și sumelor datoriilor dintre țările membre ale CAER.
- rumâni - (în Evul Mediu, în Muntenia) țărani dependenți de stăpânii feudali; în Moldova se numeau vecini, iar în Transilvania iobagi.
- rumânie - (în Evul Mediu, în Muntenia) condiția țăranilor dependenți de stăpânul feudal al moșiei (domnitor, boier, mânăstire).
- ruptă - (în Evul Mediu românesc) înțelegere între o categorie fiscală (comunitate sau contribuabil) și vistierie, prin care, în locul tuturor dărilor existente, se stabilea o sumă globală, fixă, plătită anual.
- rușală - (în Evul Mediu românesc) denumire dată birului plătit de roșii.
- rușfét - (în Evul Mediu românesc) sumă de bani dată pentru a obține o slujbă.
- rutuli - popor din Latium, la sud de Roma.

## S

### Sa - Se
- Sabia Dreptății - organizație antisovietică din Bălți, Republica Sovietică Socialistă Moldovenească, ce a activat în perioada 1947 - 1950.
- sabie - armă albă formată dintr-o lamă de oțel ascuțită la vârf și pe una din laturi și fixată într-un mâner (vezi și paloș, iatagan).
- sabini - popor italic din grupul osco-umbrian, stabilit en Italia centrală, la nord-est de Roma, în epoca arhaică.
- sabotaj - acțiune de împiedicare a bunului mers a unei activități și practicată mai ales în caz de război.
- saduchéi - adepții partidului marelui cler iudeu și al dinastiei lui Irod cel Mare.
- salieni (la romani) - preoții zeului Marte, doisprezece (mai târziu douăzeci și patru) la număr, grupați într-un colegiu cu sediul pe colina Palatin, la Roma.
- sáma (seama)  (în Evul Mediu românesc):

- recensământ efectuat în vederea fixării birului;
- dare în bani care îngloba toate obligațiile financiare și se percepea de patru ori pe an.
- sámeș - (în Evul Mediu în Muntenia) dregător însărcinat cu colectarea samei.
- samizdat - un sistem clandestin de editare și circulație a scrierilor disidenților în U.R.S.S. și în țările blocului răsăritean, manuscrise sau dactilografiate de către numeroși membri ai acestei rețele informale.
- samurai - membru al castei privilegiate feudal-militariste din Japonia.
- sanculoți - nume dat de aristocrați partizanilor Revoluției franceze.
- sangeac

- steagul turcesc de culoare verde (vezi și buciuc);
- diviziune administrativă a Imperiului Otoman.
- satarále - (în Evul Mediu românesc) denumire generală a dărilor excepționale.
- satârgíi - oșteni lefegii din armata Țărilor Române din secolele al XVI-lea și al XVII-lea.
- satrap - guvernatorul unei provincii din Imperiul Persan.
- săcălașe (săcălușe, țăcălașe) - tunuri mici cu tragere directă din Evul Mediu românesc.
- săgeată - vergea de lemn, la un capăt cu un vârf ascuțit, iar la celălalt cu două aripioare înguste, care se folosea ca armă, lansată dintr-un arc încordat.
- săliște (vezi: siliște).
- săpunărit - (în Evul Mediu românesc) impozit perceput de la fabricanții de săpun.
- sâneață - pușcă primitivă cu cremene ; altă variantă: sineață, vezi și: archebuză, flintă, muschetă.
- scaun domnesc - (în Evul Mediu românesc) denumire a tronului domnesc și, prin extensiune, a domniei.
- sceptru - baston incrustat cu metale și pietre prețioase, însemn al puterii monarhului.
- schiléri - (în Evul Mediu românesc) dregători domnești însărcinați cu controlul vamal și care aveau la dispoziție corpul martalogilor.
- scimitar - sabie cu lamă curbă, răspândită în Imperiul Otoman și în Orient.
- sclav - persoană lipsită complet de mijloace de producție și de orice drepturi, aflată în proprietatea deplină a unui stăpân.
- sclavagism:

- orânduire socială care a precedat feudalismul și în care baza raporturilor de producție o forma proprietatea clasei dominante asupra mijloacelor de producție și asupra producătorului-sclav;
- sistem social bazat pe munca forțată a unor grupuri de oameni, numiți sclavi, proveniți din prizonierii de război și din etnii și de religii diferite.
- scrib - (în Egiptul antic) grămătic, copist, funcționar inferior cu atribuții de contabil; la vechii evrei era un interpret al legilor.
- scrisoare de libertate - document emis preponderent de o curte regală sau princiară, folosit în Evul Mediu pentru a acorda anumite libertăți sau privilegii.
- scut - armă defensivă, confecționată în general din metal, de diferite forme (dreptunghiulară, rotundă sau ovală) folosită în Antichitate și în Evul Mediu.
- scutelnici - (în Evul Mediu românesc) țărani care, în schimbul unor obligații față de stăpânii de moșie, erau scutiți de plata birului domnesc.
- scutier - (în Evul Mediu) tânăr nobil care însoțea un cavaler și îi purta scutul.
- sechin (vezi: țechin)
- secol - perioadă de o sută de ani; sinonim: veac.
- Secolul de aur:

- (în Grecia antică) perioada de maximă înflorire a civilizației elene (secolul al V-lea î.Hr.);
- epoca clasică sau de apogeu a culturii spaniole, în principal perioada Renașterii din secolul XVI și a Barocului din secolul XVII.
- secularizare - confiscare, trecere a proprietății bisericești și mânăstirești în proprietatea statului; exemplu: Secularizarea averilor mănăstirești, adoptată de Adunarea legiuitoare a României în 1863.
- seiméni - (în Țările Române în secolele al XVII-lea și al XVIII-lea) corp de ostași mercenari (majoritatea sârbi) pedeștri și înarmați cu sânețe și care păzeau curtea domnească.
- Semiluna fertilă - vezi Cornul abundenței.
- senat - (în Republica Romană) instituția supremă în stat, formată din vârfurile aristocrației romane.
- seneșal - în Evul Mediu, înalt funcționar sau oficial din cadrul unei curți regale sau nobiliare.
- senior - (în Evul Mediu din Europa de Vest) stăpân al unui domeniu feudal, asupra căruia își exercita unele atribute ale puterii de stat; în cadrul raporturilor de vasalitate, era protectorul vasalilor săi.
- seniorie - vezi domeniu.
- serai - palat al sultanului sau al marilor demnitari turci, prevăzut cu numoerase apartamente (bogat decorate) și cu harem.
- seraschier (serascher) - (în Imperiul Otoman) comandant al armatei și ministru de război.
- serdár - (în Țările Române din secolele al XVII-lea și al XVIII-lea) dregător cu atribuții militare.
- serhat - denumire a cetăților turcești, situate la marginea Imperiului Otoman.
- servitute - (în Evul Mediu în Europa de Vest) condiția de dependență față de stăpânul feudal care greva asupra persoanei.
- sesterț - monedă romană inițial de argint, mai târziu de bronz, respectiv oricalc, subdiviziune a denarului.

### Sf - So
- Sfat domnesc - organism consultativ al domnitorului, cu atribuții administrative, judecătorești și fiscale, format din marii boieri.
- Sfânta Alianță - coaliție a Imperiului Rus, Prusiei și Imperiului Austriac, creată la inițiativa țarului Alexandru I și semnată pe 26 septembrie 1815; vezi și Liga Sfântă.
- Sfera de coprosperitate a Marii Asii Orientale a fost o tentativă inițiată în timpul erei Shôwa, pentru crearea unui bloc autosuficient al țărilor asiatice conduse de Japonia și nedepinzând de țările occidentale, în beneficiul Imperiului Japonez.
- sfert - dare în bani, reprezentând a patra parte din bir, instituită de Constantin Mavrocordat și care se plătea de patru ori pe an.
- sfragistică - vezi sigilografie.
- shogun - titlu purtat de conducătorii Japoniei feudale între 1192 și 1867.
- sicofant - (în Grecia antică) denunțător de profesie.
- sigiliu - placă de metal pe a cărui față este gravată o monogramă sau un semn heraldic și care, aplicată pe un act, conferă acestuia autenticitate (sinonim: pecete).

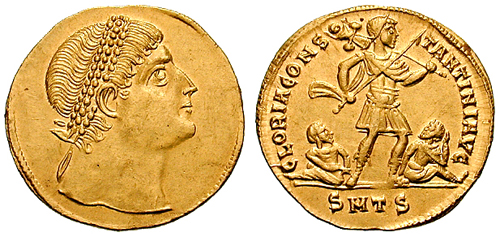
Monedă de 1 1/2 solidus, emisă sub Constantin cel Mare; 6,83 g de aur; monetăria din Salonic, anul 327

- sigilografie - disciplină auxiliară a istoriei care se ocupă cu studierea, descrierea și explicarea sigiliilor (sinonim: sfragistică).
- signorie:

- formă de guvernare în unele orașe italiene din Evul Mediu târziu și din Renaștere, în care puterea era concentrată în mâinile unei singure persoane;
- organ de conducere în unele orașe-republici italiene în Evul Mediu.
- síliște - (în Evul Mediu românesc) locul pe care fusese sau pe care era așezat un sat.
- sineață - vezi sâneață.
- sinedriu - instanță judecătorească, tribunal penal la vechii evrei.
- Sistemul Continental - vezi blocada continentală.
- sit arheologic -  zonă incluzând terenurile arheologice care au valoare națională sau internațională din punct de vedere istoric, estetic, etnografic sau antropologic.
- slobozie:

- sat stăpânit de boieri sau de mânăstiri, întemeiat pe un loc pustiu și având anumite privilegii domnești;
- scutire de dări pe care domnitorii o acordau satelor în scopul repopulării acestora.
- slujitori:

- subalterni ai marilor dregători, așezați la sate ca oameni liberi și bucurându-se de anumite scutiri fiscale;
- denumire a corpurilor de oaste ale călărașilor și dorobanților.
- nume dat ostașilor de țară de la sfârșitul secolului al XVI-lea până în secolul al XVIII-lea;
- (în sens larg) slujbași ai statului feudal.
- Societatea fabienilor - grup de intelectuali burghezi fondat în 1884 la Londra și care promova introducerea pe calea reformei, nu a revoluției, a socialismului democratic.
- soitár - măscărici din suita domnilor fanarioți.
- sol - (în Evul Mediu) persoană desemnată să poarte tratative oficiale în numele unei țări sau al unui suveran.
- Solidaritatea - federație sindicală fondată 1980 la Gdańsk în Polonia și condusă inițial de Lech Wałęsa și care în anii 1980 a constituit o importantă mișcare anticomunistă.
- solidus - a fost o monedă de aur emisă pentru prima oară sub Constantin cel Mare, în 309 și care a circulat, până la înlocuirea acesteia cu nomisma, prin reforma financiară hotărâtă de Iustinian I.
- solutreán - cultură materială din paleoliticul inferior (circa 100.000 - 10.000 î.Hr.).
- Soluția finală (sau Soluția finală a problemei evreiești în Europa) - Termen utilizat de naziști referitor la epurarea etnică îndreptată împotriva evreilor.
- sou - veche monedă franceză, urmașă a monedei romane solidus.
- soviete - organe ale puterii de stat în URSS care au apărut în timpul Revoluției din 1905.
- sovietizare - organizarea unui stat după modelul sovietic.

### Sp - Sz
- spadă - sabie formată dintr-o lamă de oțel ascuțită la vârf și cu două tăișuri, folosită mai ales în secolele al XIV-lea și al XV-lea (altă denumire: spată; vezi și paloș, iatagan, sabie).
- spahiu - soldat aparținând unui corp de elită al armatei otomane.
- spată - vezi spadă.
- spătar - (în Evul Mediu românesc) dregător de curte care purta la ceremonii sabia și buzduganul domnitorului, iar pe câmpul de luptă era unul dintre comandanții armatei.
- staroste:

- (în Moldova) dregător aflat la conducerea unui județ sau a unui ținut (vezi și pârcălab);
- conducător al unei corporații, al unei bresle;
- guvernator al unui ținut aflat la marginea țării.
- Statul Național-Legionar - denumirea purtată de Regatul României în perioada 14 septembrie 1940 - 14 februarie 1941, când Mișcarea Legionară a jucat un rol important în guvernare.
- Stările Generale - adunări excepționale ale reprezentanților întregii națiuni franceze în perioada Vechiului Regim; vezi și Stările Provinciale.
- Stările Imperiale - adunări excepționale care cuprindeau toți reprezentanții cu drept de vot în Dieta Sfântului Imperiu Roman de Națiune Germană.
- Stările Provinciale - adunări excepționale ale reprezentanților unei provincii franceze în perioada Vechiului Regim; vezi și Stările Generale.
- steag

- vezi și drapel;
- (în Evul Mediu românesc) mică unitate militară în oastea țării.
- stemă - semn covențional distinctiv al unei țări, al unui oraș etc.; vezi și blazon.
- stolnic - (în Evul Mediu românesc) dregător de curte care se îngrijea de masa domnitorului.
- strateg - (în Grecia antică) magistrat cu atribuții militare.
- străjeri - (în Evul Mediu) locuitori ai satelor de la marginea Moldovei care aveau obligație a a face paza hotarelor și care astfel beneficiau de anumite scutiri fiscale, în Muntenia se numeau plăieși.
- străjerie - organizație paramilitară pentru tineret, creată de Carol al II-lea în 1937.
- streliți - corp special de pedestrași înființat de Ivan cel Groaznic și care avea funcții polițienești.
- Sturmabteilung - organizație paramilitară nazistă cunoscută și sub denumirea de Cămășile Brune.
- substrat - limbă vorbită în vechime de o comunitate lingvistică, a cărei influență se resimte încă asupra noii limbi adoptate de acea comunitate. Exemple: în cazul românei, limba dacă, iar în cazul francezei, limba galică.
- súlger (sau slúger) - (în Evul Mediu românesc) dregător însărcinat cu colectarea sulgiului
- súlgiu - dare care se plătea pentru vitele sau pentru oile tăiate.

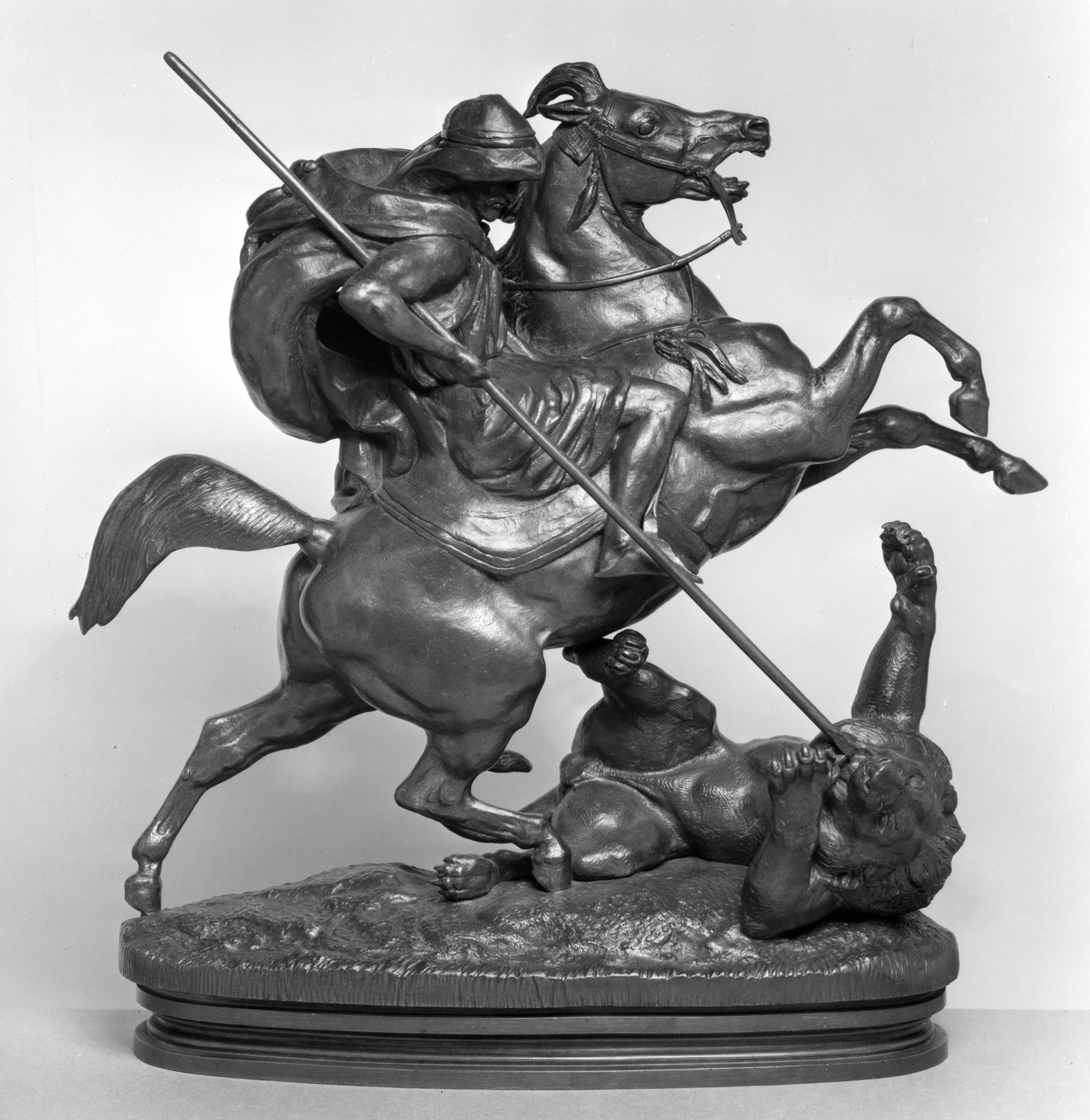
Cavaler arab purtător de suliță

- suliță - armă albă de atac, formată dintr-o prăjină și terminată cu un vârf metalic, utilizată în Antichitate și în Evul Mediu.
- sultan - titlu dat suveranului Imperiului Otoman și al unor țări musulmane.
- Sumanele Negre - organizație anticomunistă care a acționat în zonele Năsăud și Vatra Dornei în perioada 1944-1946.
- Summitul din Malta - întâlnirea dintre Bush și Gorbaciov, în decembrie 1989, la scurt timp după căderea Zidului Berlinului.
- Supplex Libellus Valachorum Transsilvaniae - numele a două petiții înaintate, în 1791 și 1792, de liderii românilor din Transilvania împăratului Leopold al II-lea al Sfântului Imperiu Roman, care exprimau doleanțele laicilor și clericilor români
- surét - (în Evul Mediu românesc) copia sau traducerea unui act sau unei scrisori.
- surgúci - panaș din pene, împodobit cu pietre prețioase, purtat la turban sau la ișlic.
- surugiu - vizitiu care conducea (călare pe unul dintre cai) diligențele, poștalioanele sau trăsurile boierești.
- sutaș

- căpetenie militară (romană) care comanda peste o sută de ostași; sinonim: centurion.
- membru al unei bresle fiscale din Țara Românească din secolul al XVII-lea, care plătea o dare anuală de o sută de galbeni.
- suveran - conducător al unui stat monarhic; în Evul Mediu, toți seniorii erau vasali acestuia.
- suzeran - (în Evul Mediu) mare senior de care depindeau, în urma unor concesiuni de feude, alți seniori.
- suzeranitate (vezi și vasalitate)

- dreptul unui stat, numit suzeran asupra altui stat, numit vasal, care are guvern propriu, dar nu are autonomie completă.
- dreptul regelui sau al seniorului feudal, numit suzeran, asupra altor feudali , numiți vasali.
- Szczerbiec - sabia folosită la ceremonialul de încoronare la cei mai mulți regi ai Poloniei în perioada 1320-1764.

## Ș
- șambelan - (în Evul Mediu vest-european) demnitar de rang superior care avea grijă de camera suveranului.
- șerb - (în Evul Mediu vest-european) denumire a țăranului dependent de stăpânul feudal (moșier); în Țările Române se numea rumân, iar în Moldova vecin (vezi și iobag, jeler).
- șerbie - condiție a țăranului dependent de stăpânul feudal.
- șetrar - (în Evul Mediu românesc) dregător care avea grijă de corturile domnești și asigura toate cele necesare campamentului oștii.
- șleahtă - (în Evul Mediu în Polonia) nume dat nobilimii mici și mijlocii.
- șoltuz - (în Evul Mediu în Moldova) conducător al unui oraș, ales de târgoveți, și care, împreună, cu pârgarii, reprezenta orașul (târgul) în raporturile acestuia cu domnitorul.
- șpan - conducătorul unui district de castel în Regatul Ungariei.
- șugubínă - variantă mai târzie a dușegubinei.

## T
- tabaci - (în Evul Mediu românesc) meșteșugari care se ocupau cu tăbăcitul pieilor; au avut un rol important în mișcările sociale, mai ales în Revoluția de la 1848.
- tablă cerată - placă de lemn acoperită cu ceară și utilizată în Antichitate la scriere.
- taboriți - membrii aripii revoluționare a mișcării husite.
- tactică militară - domeniu al artei militare care are drept obiect organizarea și conducerea acțiunilor de luptă.
- taille (la ~) - impozit perceput în Franța medievală.
- taipíni - participanți la războiul țărănesc de eliberare de sub Dinastiei Qing.
- talant (în Grecia antică):

-  unitate de măsură pentru greutății;
- monedă de diverse valori.

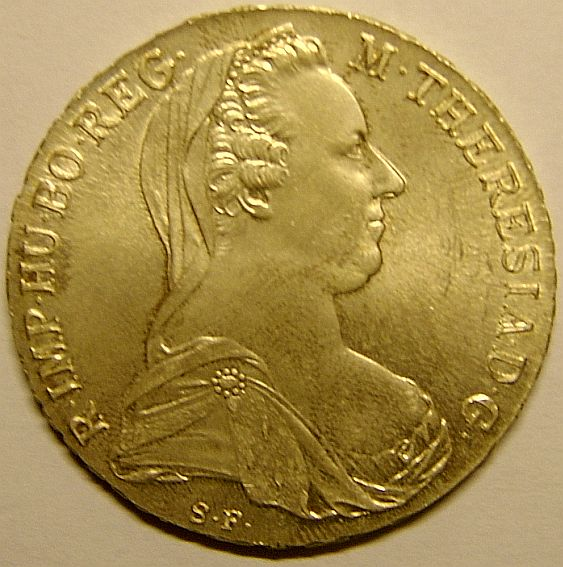
Talerul Maria Terezia

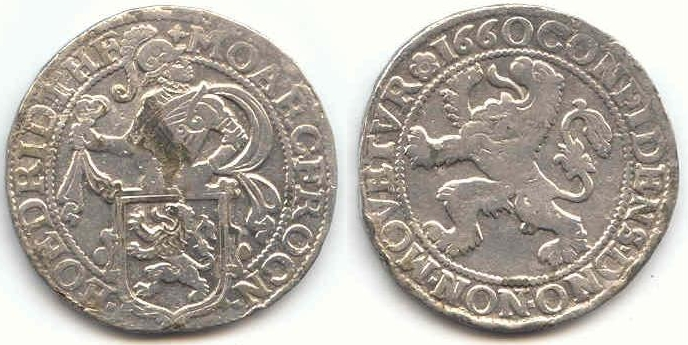
Löwenthaler olandez (Taler-leu) emis în 1660.

- taler - monedă austriacă ce a circulat și în Țările Române.

- Talerul Maria Terezia sau Talerul Terezian (prescurtat MTT) - o monedă austriacă de argint, fără valoare nominală, utilizată în comerțul internațional de la prima batere, în 1741, la monetăria din Günzburg, în Bavaria.
- taler-leu (în neerlandeză Leeuwendaalder) - o monedă de argint a Provinciilor Unite ale Țărilor de Jos, având drept element caracteristic un leu rampant, simbolul Olandei, gravat pe revers. După ieșirea din uz a talerilor,  numele de „leu” a fost păstrat ca termen generic pentru monede. În 1867 leul românesc a devenit unitatea monetară a Principatelor Unite ale Moldovei și Țării Românești, apoi a României.
- taliban - membru al unei grupări conservatoare și extremiste din Afghanistan, care promovează fundamentalismul islamic.
- talión - formă de reprimare a infractorilor folosită în sclavagism, prin care celui vinovat i se producea un rău similar cu acela pe care acesta l-a provocat victimei.
- tarabostes - nume dat de romani aristocraților geto-daci.
- tălpáși (tálpoși) - corp de ostași pedeștri (mercenari croați) din Muntenia secolelor al XVII-lea și al XVIII-lea și care erau însărcinați cu paza curții domnești.
- târg - (în Evul Mediu) centru meșteșugăresc și comercial.
- târgoveți - (în Evul Mediu românesc) locuitori ai târgurilor.
- tell - ridicătură de pământ artificială, pe care, în Antichitate, se construiau așezări și edificii.
- templieri - membrii unui ordin cavaleresc, creat în 1119 în Palestina și care a fost desființat de Filip al IV-lea cel Frumos în 1312.
- teocrație - formă de guvernare din Antichitate, în care puterea era considerată ca fiind divină și era exercitată prin intermediul clerului.
- teoria ciclului istoric - teorie care susține că procesul istoric se desfășoară în cerc închis printr-o „veșnică întoarcere", negând posibilitatea progresului istoric.
- teorie imigraționistă - concepție falsă care susține că poporul român s-ar fi format la sud de Dunăre și apoi ar fi emigrat pe teritoriul actual.
- teritoriile recuperate - termenul oficial folosit de Polonia pentru descrierea regiuniile care aparținuseră Germaniei mai înainte de al Doilea Război Mondial plus Orașul Liber Danzig.
- termidorieni - membrii grupării politice din timpul Revoluției franceze, conduse Barras, Tallien și Fouché și care reprezenta interesele burgheziei contrarevoluționare.
- Teroarea Iacobină - perioadă a Revoluției franceze în timpul căreia iacobinii au declanșat o reprimare sângeroasă a celor suspecți de activitate contrarevoluționară.
- terorism - utilizarea violenței și a intimidării pentru a se obține avantaje politice sau pentru a se crea un climat de insecuritate.
- terra deserta (inhabitata) - termen utilizat pentru a susține pretențiile teritoriale ale unei etnii și prin care aceasta pretinde că, la sosirea pe un anumit teritoriu, acesta era nepopulat.
- teslari - (în Evul Mediu românesc) subalterni ai căpitanului de poduri (pavaje din lemn care acopereau străzile), având obligația de a întreține drumurile.
- tetrarhie - sistem politic instituit de Dioclețian, prin care Imperiul Roman deținea patru conducător (vezi și triumvirat).
- themă - diviziune administrativă a Imperiului Bizantin.
- tiară - coroană purtată de un rege oriental sau de papă.
- timocrație - regim politic în care conducerea statului aparține doar celor bogați (vezi și plutocrație).

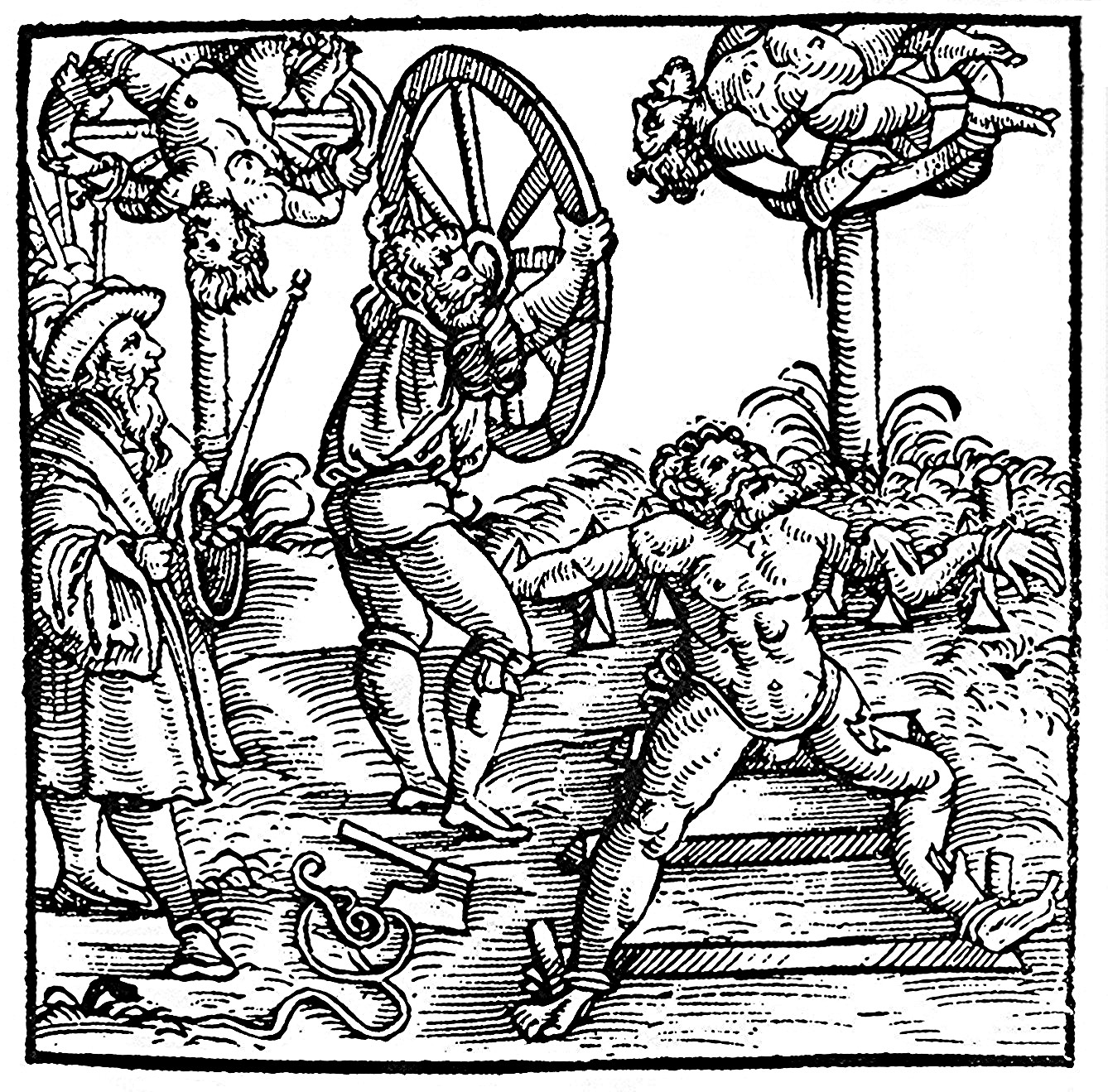
Tortura prin tragere pe roată

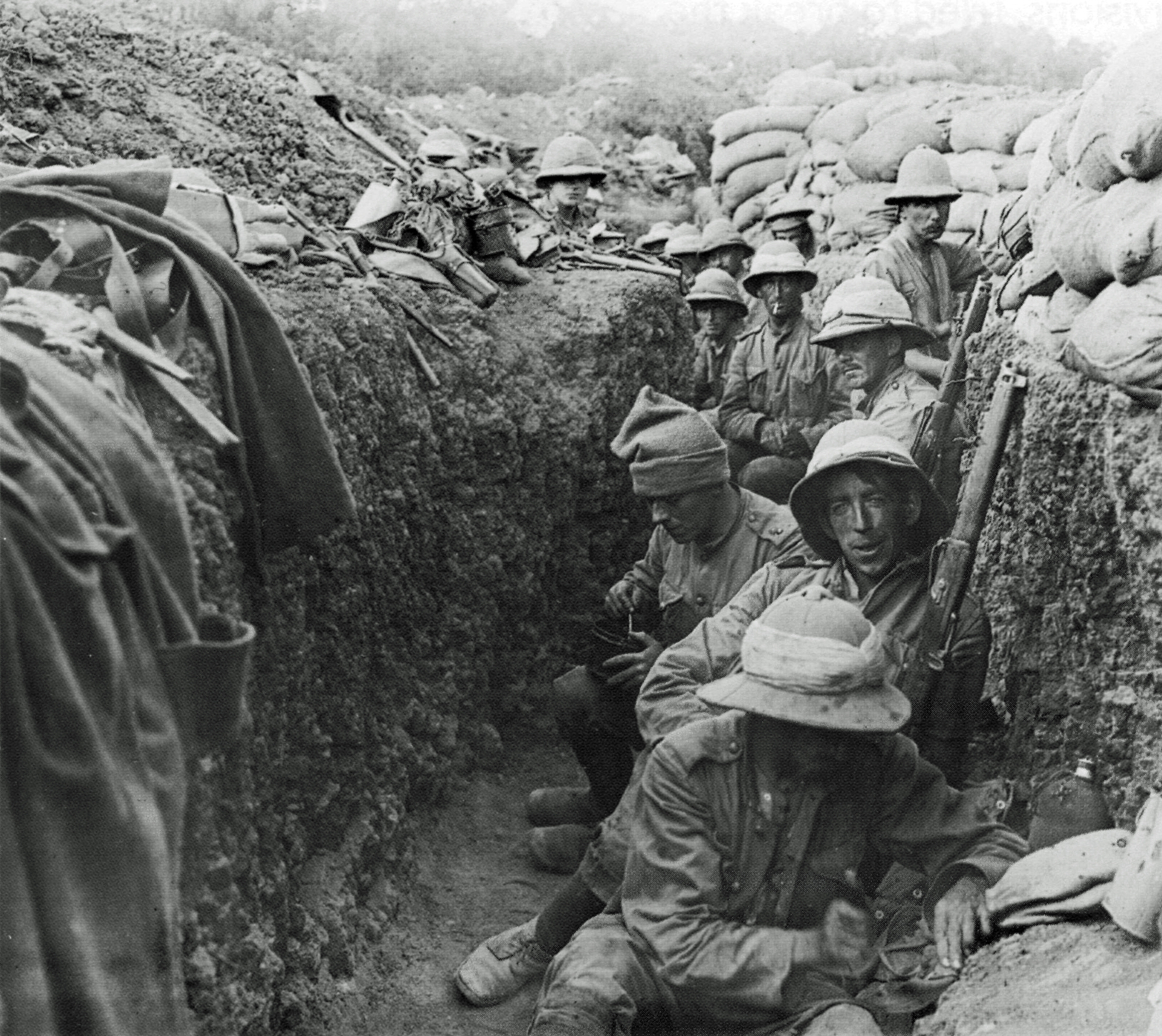
Soldați în tranșee

- tiran:

- stăpânitor absolut al unui stat sau al unei cetăți grecești din Antichitate (care guverna cu cruzime);
- șef de stat care conduce în mod absolut (vezi și dictator, despot)
- tiranie

- formă de conducere politică în Grecia antică;
- guvernare bazată pe disprețul legilor și pe teroare.
- togă - mantie lungă pe care romanii o purtau peste tunică.
- topcíu - (în Evul Mediu românesc) artilerist, tunar.
- toponimie

- ramură a lingvisticii care se ocupă cu studiul numelor de locuri;
- totalitatea numelor proprii de localități, râuri, munți etc dintr-o țară.
- topúz - (în Evul Mediu românesc) buzdugan decorat artistic, cu metale prețioase, care constituia unul din însemnele puterii domnești.
- torționar - persoană care în închisorile comuniste se purta abuziv față de deținuți, supunându-i la torturi.
- Tory - partid englez conservator, înființat în secolul al XVII-lea și aflat mereu în opoziție cu Whig; după 1867 s-a numit Partidul Conservator.
- totalitarism - regim politic în care puterea aparține unei persoane sau unui grup mic de persoane (vezi și dictatură).
- traci – popor indoeuropean, ale cărui triburi, semnalate în Peninsula Balcanică în același timp cu aheii, eolienii, și ionienii, împărtășeau aceleași credințe, mod de viață și aceeași limbă, cu diferite variante și dialecte; daco-geții/dacii formau ramura nordică a tracilor.
- trade-uniónuri - sindicate înființate în Anglia la începutul secolului al XIX-lea, în scopul apărării intereselor muncitorilor.
- tragere pe roată - pedeapsă capitală folosită în Evul Mediu și în Țările Române care constă în tortura cu o roată grea.
- transfug

- militar care dezertează și trece de partea inamicului;
- persoană care își părăsește țara în mod ilegal.
- tranșee - șanț îngust și adânc utilizat în război și care oferă poziții de tragere și protecție împotriva atacului inamic.
- tratat - înțelegere scrisă între două sau mai multe state prin care se stabilesc anumite relații reciproce (exemple: Tratatul de la Trianon, Tratatul de la Maastricht, Tratatul de la București (1812)).
- tratative - schimb de opinii între două părți în scopul ajungerii la un acord.
- Trădarea occidentală - termen folosit în câteva națiuni din Europa Centrală referitor la politica externă a statelor occidentale în perioada dintre momentul semnării Tratatului de la Versailles până la declanșarea Războiului Rece.
- treápăd - (în Evul Mediu în Muntenia) taxă sau amendă percepută de la cei care nu se prezentau la procese sau care nu își plăteau datoriile; în Moldova se numea ciubote.
- tresviri monetales - colegiu format din trei magistrați care supervizau baterea monedei sub Roma Antică.
- treti- - prefix alăturat denumirii unui dregător pentru a arăta că acesta se află pe locul al treilea în ordine ierarhică în cadrul funcției respective.
- trétină - (în Evul Mediu în Moldova) amendă plătită de autorul unui furt surprins asupra faptului, reprezentând a treia parte din valoarea bunului furat.
- triarii - membri ai armatei romane timpurii din perioada Republici Romane care purtau armuri grele din metal și scuturi mari.
- trib - formă de organizare economică și social-politică caracateristic perioadei Comunei primitive, constând dintr-o grupare de mai multe familii sau ginți și supusă autorității unui șef unic.
- tribáli - triburi tracice care s-au stabilit la începutul secolului al IV-lea î.Hr. între Munții Balcani și Dunăre.
- tribun:

- (în Republica Romană) magistrat însărcinat să apere drepturile plebei și care se poate opune hotărârilor magistraților și senatului. (tribun al plebei).
- (în Imperiul Roman) magistrat cu funcții militare sau civile.
- (în Transilvania) comandant al unor unități de luptători în revoluția românilor din Transilvania, din 1848.
- tribut - (vezi și haraci) obligațiile financiare ale unui stat învins față de statul învingător.
- Tripla Alianță - vezi Puterile Centrale.
- Tripla Intervenție - intervenție diplomatică a Rusiei, Germania și Franței din 1895 asupra termenilor Tratatului de la Shimonoseki, tratat care a pus capăt primului război chino-japonez; altă denumire: Intervenția Tripartită.
- Tripla Înțelegere - vezi Antanta.
- triumf - intrare fastuoasă și solemnă în Roma antică a unui conducător militar, în semn de prețuire a victoriei repurtate de acesta într-un război.
- triumvirat - formă de conducere politică instituită în Roma antică, la mijlocul secolului I î.Hr., în perioada luptei pentru putere.
- trivium - primul ciclu de învățământ latin medieval, constituit din gramatică, retorică și dialectică.
- trofeu - în vechime, denumire a monumentului comemorativ al unei victorii; exemplu: Tropaeum Traiani.
- tui - (în Imperiul Otoman) simbol al puterii unui dregător, reprezentat printr-o coadă de cal atârnată de o prăjină.
- tumul - movilă conică sau piramidală, din pământ sau din piatră, ridicată pe morminte la unele popoare din Antichitate.
- tunică - piesă de îmbrăcăminte, purtată la unele popoare din Antichitate, lungă până la genunchi sau până la glezne; la greci se numea chiton.
- turá (sau tugrá) - emblema sultanului otoman, cuprinzând monograma acestuia și care se punea pe monede și pe acte pentru a le da putere de lege
- turnir - (în Evul Mediu vest-european) competiție organizată în cadrul unor serbări în care cavalerii se întreceau în mânuirea armelor.
- Turnus - regele rutulilor din Ardea, care s-a opus stabilirii troianului Aeneas și a însoțitorilor săi în Latium.
- tutunărit - dare plătită domnului în Țările Române, în secolul al XVIII-lea, de către producătorii de tutun.

## Ț
- țar - titlu purtat de diferiți monarhi ai statelor slave din Evul Mediu și din epoca modernă.
- țarat - denumirea unui stat care este condus de un țar.
- țarévici - (în trecut) titlu purtat de fiul țarului desemmnat ca moștenitor la tron.
- țări - (în Evul Mediu românesc) denumire a unor regiuni în care s-a menținut o lungă perioadă organizarea social-politică dezvoltată din instituția obștii sătești.
- țechin (rar: sechin) - piesă monetară din aur, care avea curs în Levant, în Italia și în Țările Române.
- țimiri (țimirași) - (în Evul Mediu românesc) călăuze și însoțitori oficiali ai călătorilor la curtea domnească.
- ținut - (în Evul Mediu în Moldova) unitate administrativ-teritorială corespunzătoare județului din Țara Românească.

## U
- ucaz - Ordin, ordonanță, decret (în Imperiul Rus).
- ulan

- (în secolele al XIII-lea și al XIV-lea) ostaș din corpurile de cavalerie mongolo-tătare.
- ostaș din regimentele de cavalerie ușoară din Țările Române, Germania, Austro-Ungaria, Rusia, până în Primul Război Mondial.
- ultimatum - document public prin care un stat prezintă altui stat anumite condiții a căror nerespectare antrenează folosirea forței militare.
- úlus (în Evul Mediu):

- teritoriu dependent de turco-mongoli;
- formă de organizare social-politică la popoarele din Asia Centrală și din Asia Mijlocie.
- unicameralism - Sistem parlamentar constituit dintr-o singură adunare reprezentativă.

Drapelul Uniunii Europene

- unionist - Persoană care susține ideea de unire a unor provincii într-un singur stat.
- Uniunea Europeană - Comunitate de 28 de state, reunite în jurul unor valori politice, economice, sociale și culturale comune.
- uniune personală - Asociație între state, legate între ele doar prin persoana șefului de stat.
- uniune vamală - Acord între state, prin care se anulează frontiera vamală dintre acestea.
- Untermensch - termen depreciativ utilizat de naziști la adresa membrilor unor popoare considerate inferioare.
- ureádnic (în Evul Mediu în Moldova):

- termen slav prin care era desemnat dregătorul în unele documente;
- reprezentantul domnului în orașe (vezi și vătăman).
- úric - (în Evul Mediu în Maramureș și în Moldova) moșie boierească cu privilegiu ereditar de imunitate.
- urnă:

- vas de pământ sau de bronz folosit în vechime la scoaterea și păstrarea apei;
- vas în care se păstrează cenușa morților (în care caz se mai folosește și expresia urnă cinerară).
- ustași - membri ai unei organizații fasciste croate.
- ușar - (în Evul Mediu în Moldova) dregător de curte însărcinat cu poarta domnească.
- utopie - Ideal, proiect privind o societate perfectă, dar care nu se poate realiza în condițiile existente.

## V
- valtrap - vezi caparason.

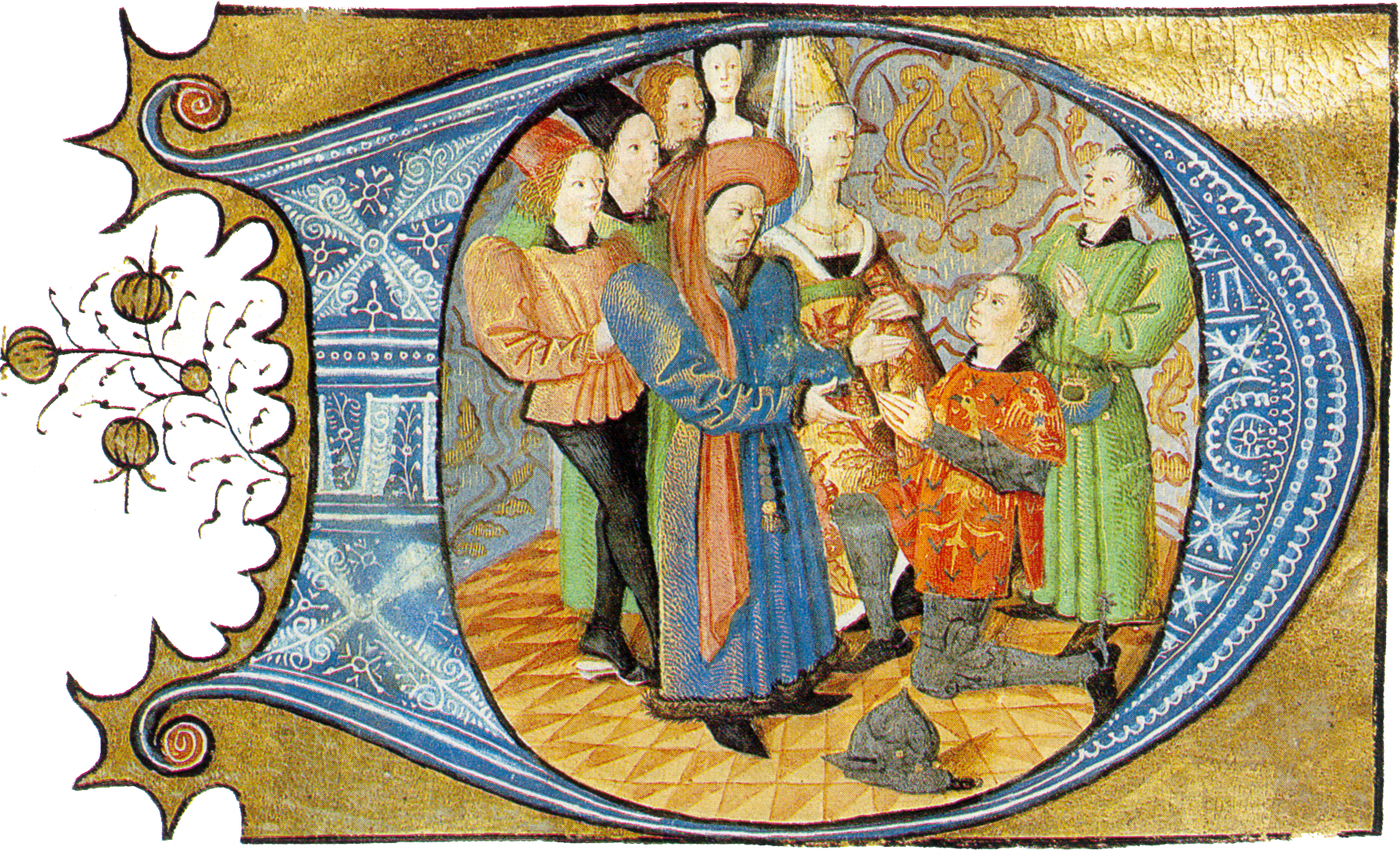
Charles d'Orléans primind omagiul unui vasal

- vasalitate - (vezi și suzeranitate) termen ce definește obligațiile contractuale al unui nobil, numit vasal, subordonat unui alt nobil, numit suzeran; termenul a fost extins și la relațiile dintre state.
- vas canopic - vezi canopă.
- vavasor - (în Feudalism, în Europa Occidentală) vasal al unui suzeran, care, la rândul său, era vasal al unui senior.
- văcărit - (în Evul Mediu în Țara Românească) dare percepută pe fiecare cap de vită, introdusă în timpul domniei lui Constantin Brâncoveanu.
- vădrărit - (mai ales în Moldova medievală) dijmă care se plătea pentru fiecare vadră de vin.
- vătaf (în Evul Mediu românesc):

- conducătorul slugilor de la curtea unui boier sau al subalternilor unui dregător;
- conducător al vătafilor de plăieși (vătaf de plai);
- subaltern al hatmanului de divan (vătaf de divan);
- conducător al unel bresle, al unui corp de meșteșugari.
- vătăman - (în Evul Mediu în Moldova):

- căpetenia obștii sătești;
- reprezentant al stăpânului feudal în satele aservite (altă denumire: ureadnic).
- "Vă vom îngropa" - frază faimoasă folosită de premierul sovietic Nikita Hrușciov, adresându-se ambasadorilor occidentali la recepția dată la ambasada Poloniei de la Moscova la 18 noiembrie 1956.
- vânători - (în Evul Mediu în Moldova) breaslă fiscală din ținutul Neamț, ai cărei membri participau la vânătorile domnești și păzeau Cetatea Neamțului.
- veac - vezi secol.
- Vechiul Regim - (în istoria Franței) perioada dintre Renaștere și Revoluția Franceză.
- vecini - (în Evul Mediu în Moldova) țărani dependenți de stăpânii feudali; în Muntenia se numeau rumâni, iar în Transilvania iobagi.
- vecinie - condiția țăranului dependent de stăpânul feudal al moșiei, stare desființată prin reforma lui Constantin Mavrocordat la 6 aprilie 1749.
- vehiculatio - vezi cursus publicus.
- vel- - (în Evul Mediu românesc) prefix slav alăturat unei titulaturi pentru a-i sublinia rangul; înseamnă "mare"; exemple: vel-armaș, vel-vistier, vel-spătar.
- velit - (în Evul Mediu românesc) termen care desemna locul de frunte al unei categorii de boieri în ierarhia boierească.
- veto:

- (în dreptul roman) formulă pe care o întrebuințau anumiți magistrați pentru a se opune intrării în vigoare a unei legi;
- dreptul șefului statului de a nu da curs unui proiect de lege votat de parlament;
- (în organizațiile internaționale) dreptul unui membru de a se opune adoptării unei hotărâri.
- Via Aemilia Scauri - drum roman costier care lega Placentia de Pisa, trecând prin Genova.
- Via Appia - drum roman care conecta orașele Roma, Brindisi și Apulia din sud-estul Italiei.
- Via Domitia - drum roman care lega Italia de peninsula Iberică traversând Gallia Narbonensis.
- Via Egnatia - drum roman care traversa Peninsula Balcanică.
- Via Militaris sau Via Diagonalis - drum roman, care lega Singidunum de Constantinopol prin Viminacium, Naissus, Serdica, Philippopolis, Adrianopol. Era conectat prin Via Egnatia cu alte drumuri romane.
- Via Pontica  - drum roman costier care lega Bizanțul de Troesmis și Histria.
- Via Salaria - drum roman care lega Roma de coasta Mării Adriatice.
- viconte - (în Evul Mediu în Europa de Vest) titlu de noblețe, inferior celui de conte și superior celui de baron.
- vidam - în perioada feudală, un ofițer responsabil cu exercitarea puterilor temporale (militare și judiciare) în locul unui senior ecleziastic (episcop sau abate).
- vilaiét - unitate teritorială în Imperiul Otoman; era condusă de un valiu.

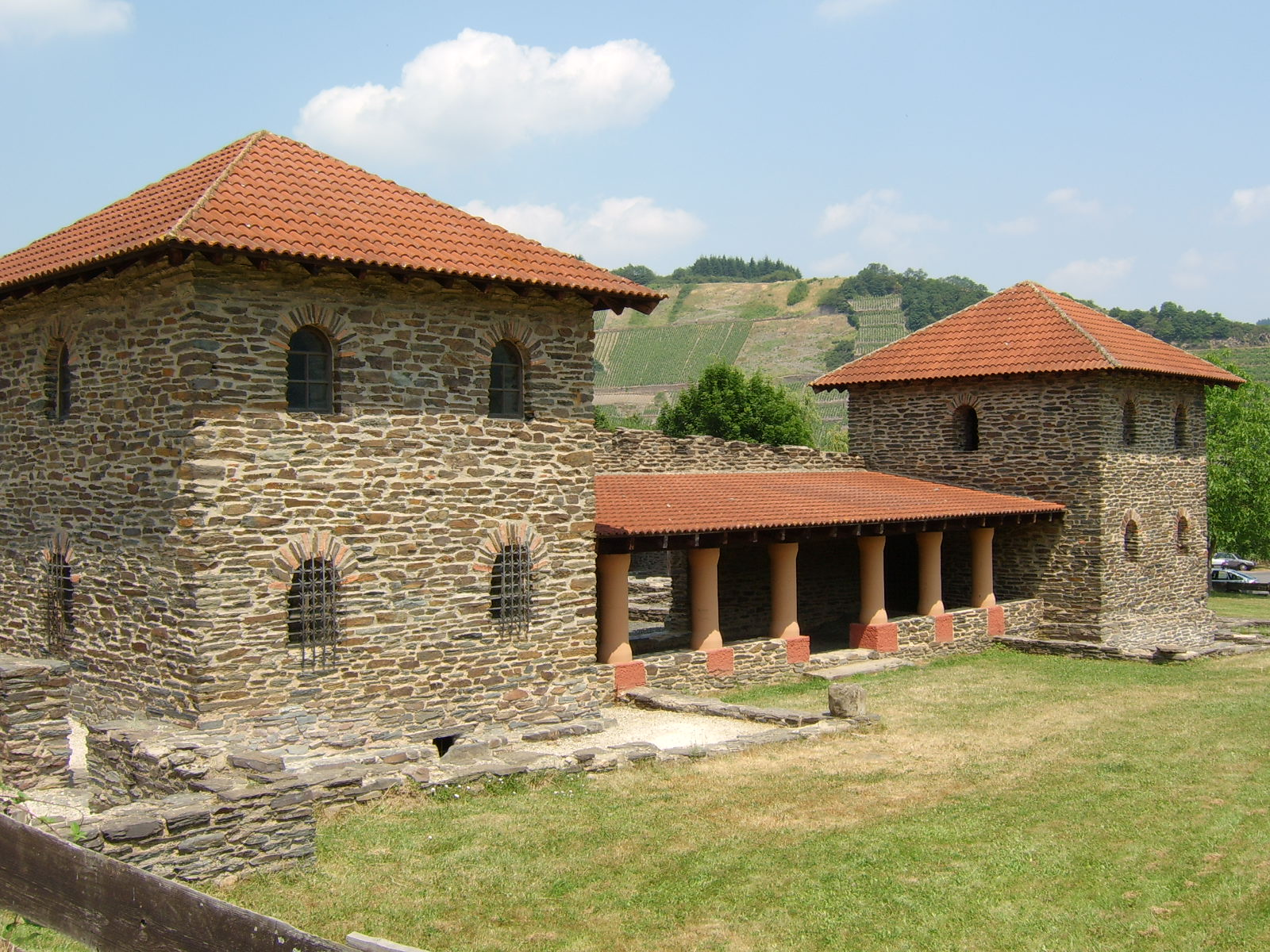
Villa rustica din Mehring (Bavaria)

- villa rustica - reședința rurală a unui latifundiar roman.
- vilă:

- denumire dată, în Imperiul Roman, unor reședințe rurale de pe domeniul agricol și pastoral; termenul s-a extins pentru locuințele rustice spațioase, confortabile;
- (în Evul Mediu) denumire pentru diverse forme de așezări: obștea țărănească, satul liber, satul dependent, domeniul stăpânului feudal și uneori centrul urban.
- villani - (în Evul Mediu în Europa de Vest) țărani dependenți de stăpânul feudal, dar care, spre deosebire de șerbi și iobagi, aveau libertate personală.
- vinárici - (în Evul Mediu românesc) dijmă în vin; în Moldova se numea deseatina din vin.
- vistier - (în Evul Mediu românesc) mare dregător din sfatul domnesc, care avea în grija sa tezaurul țării, repartizarea și încasarea dărilor și aprovizionarea curții domnești.
- vistierie - (în Evul Mediu românesc) instituția care administra tezaurul țării.
- viteji - (în Evul Mediu românesc) categorie de stăpâni de pământ similară celor a cavalerilor din Europa de Vest.
- vizieră -  partea mobilă a unui coif, care avea rolul de a proteja fața cavalerului.
- vizir (vezir) - dregător în Imperiul Otoman; marele vizir era al doilea după sultan, era însărcinat cu oastea și cu drapelul.
- vlastél (vlastelin) - (în Evul Mediu în Țara Românească) termen slav prin care dregătorul era desemnat în unele documente.
- voievod

- conducător militar slav.
- titlu dat domnitorilor din Principatele Române.
- voievodat - regiune condusă de un voievod. În zilele noastre, voivodatele sunt diviziunile administrativ-teritoriale ale Poloniei.
- vornic - (în Evul Mediu românesc) mare dregător din sfatul domnesc sau reprezentant al domnitorului în orașe.
- vot cenzitar - drept de vot acordat cetățenilor al căror impozit anual depășește o anumită limită.
- vot universal - drept de vot acordat tuturor cetățenilor majori și cu discernământ.
- vtori- - (în Evul Mediu românesc) element de compunere slav care, adăugat unei titulaturi, înseamnă "al doilea"; exemple: vtorilogofăt, vtorispătar, vtoripaharnic.
- Vulturul Brâncovenesc - organizație secretă care a acționat în ilegalitate împotriva regimului comunist din România, în anii '80.

## W
- Watergate - (vezi Afacerea Watergate)
- Wehrmacht - Forțele armate ale Germaniei naziste.
- Wergeld (literal „prețul omului”) - în dreptul germanic, o sumă de bani cerută drept reparație unei persoane vinovate de ucidere, sau de o altă crimă gravă.
- Whig - nume dat adversarilor aducerii pe tron al lui Iacob al II-lea; organizați într-un partid, aceștia susțineau burghezia comercială și bancară și noua aristocrație funciară.

## X

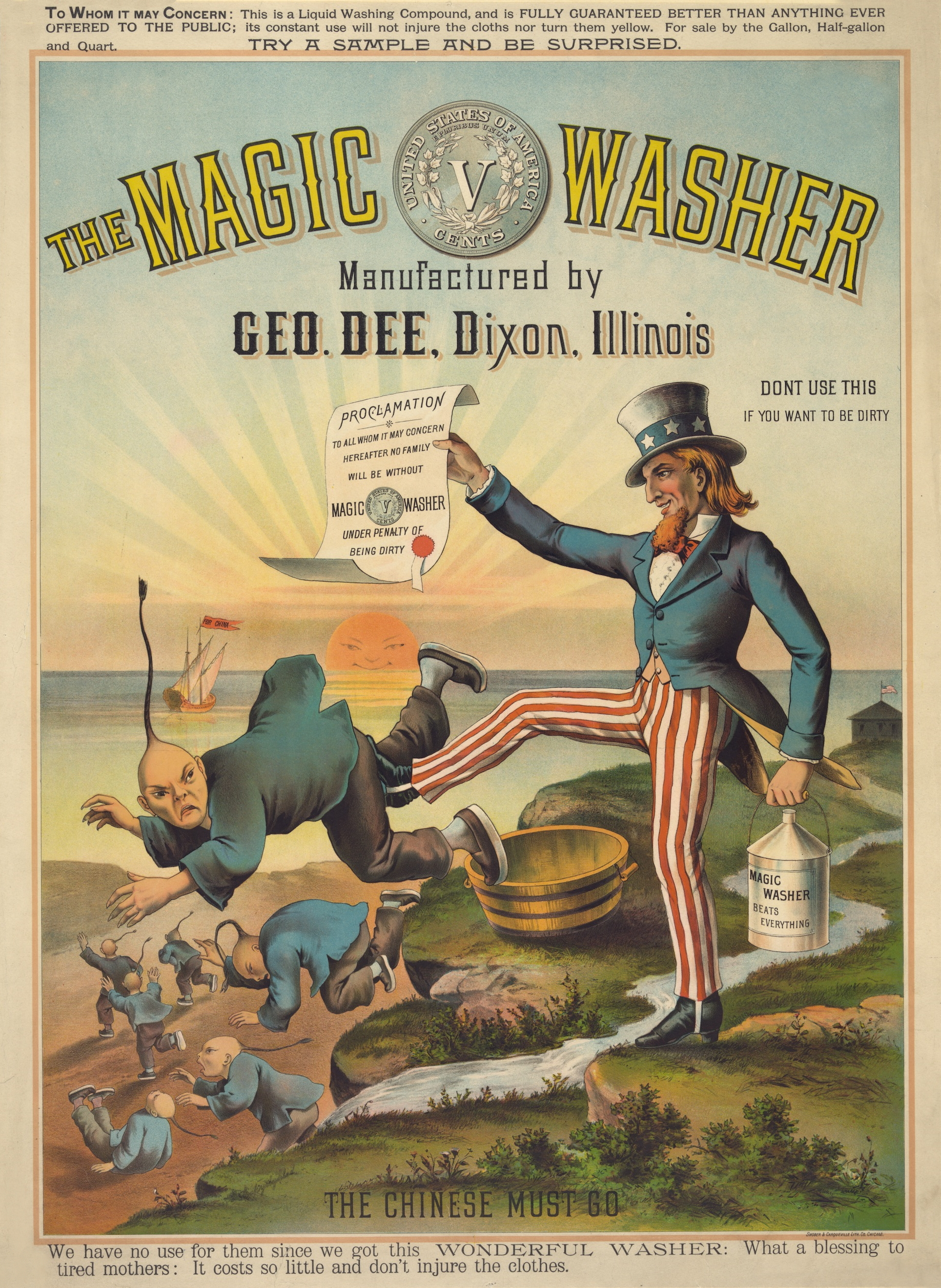
Afiș xenofob din SUA de la sfârșitul secolului al XIX-lea

- xenofobie - atitudine de ură și respingere față de ceea ce este străin.

## Y
- yankei - denumire dată, începând din secolul al XVII-lea, locuitorilor de origine engleză din Noua Anglie; termenul s-a extins apoi pentru toți locuitorii din nordul SUA.

## Z

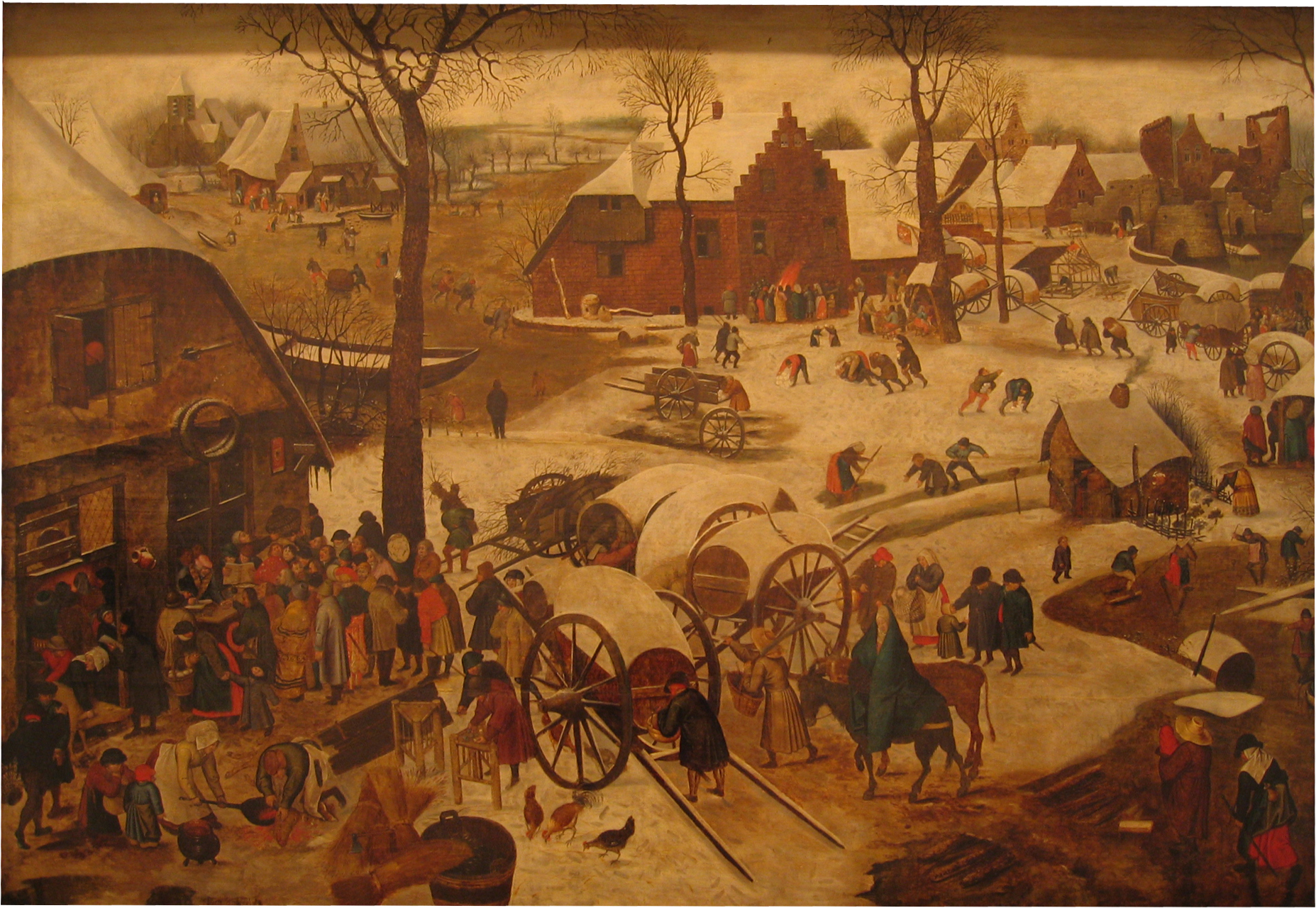
Pieter Bruegel cel Tânăr, Plata zeciuielii.

- zahereá - (în Evul Mediu românesc) proviziile pe care Țările Române erau obligate să le pună la dispoziția oștilor otomane din cetățile raialelor.
- zale - denumire a armurii confecționate din țesătură de inele de fier, folosită de războinici în vechime.
- zamcă - (în Evul Mediu în Moldova) denumire slavă care desemna o cetate sau o fortăreață.
- zapciu - (în Țările Române) Dregător responsabil cu strângerea dărilor.
- zapis - dovadă scrisă, act.
- zaveră - nume dat Revoluției de la 1821.
- zavéscă - (în Evul Mediu în Moldova) taxă plătită pentru redeschiderea unui proces; altă denumire: gloabă.
- zeciuială - dare anuală reprezentând a zecea parte din recoltă (vezi și dijmă, rentă).
- zelóți:

- membrii grupării politice din Palestina antică care lupta împotriva dominației romane;
- membrii grupării politice din Salonic, care s-a situat în fruntea răscoalelor din secolul al XIV-lea împotriva stăpânirii bizantine.